# Rödinghausen

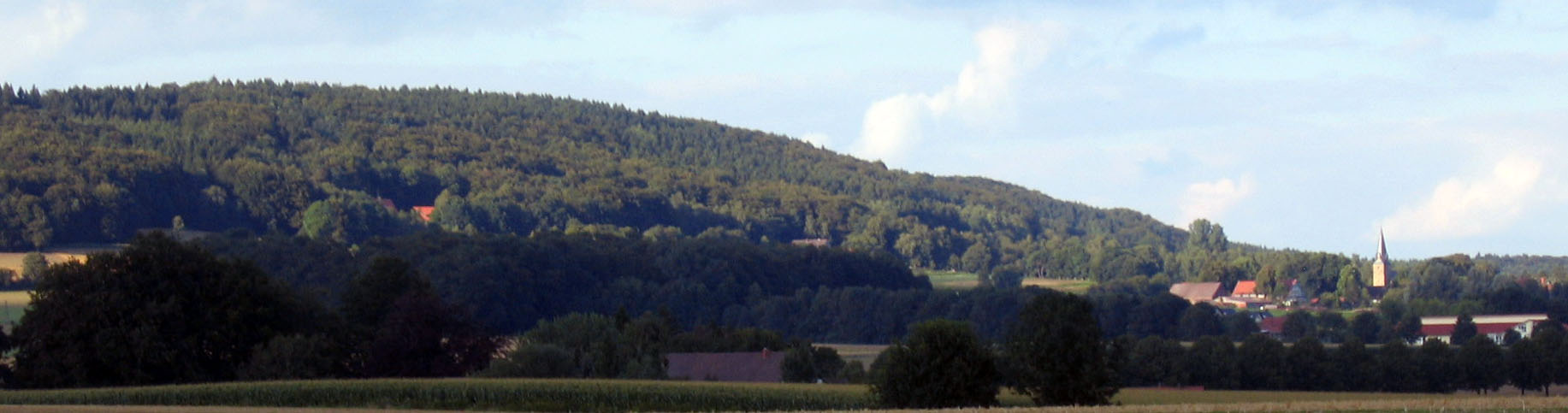
Ortsteil Rödinghausen am Wiehengebirge

Rödinghausen (niederdeutsch Ränghiusen) ist eine Gemeinde im Nordosten des deutschen Bundeslandes Nordrhein-Westfalen, rund 30 Kilometer nördlich von Bielefeld. Mit knapp 10.000 Einwohnern ist Rödinghausen die kleinste Gemeinde im ostwestfälischen Kreis Herford (Regierungsbezirk Detmold). In ihren heutigen Grenzen entstand sie 1969 durch die Zusammenlegung von fünf zuvor selbständigen Gemeinden des Amtes Rödinghausen. Die Besiedlung im fruchtbaren Ravensberger Land lässt sich bereits ab 851 schriftlich belegen.

## Geografie

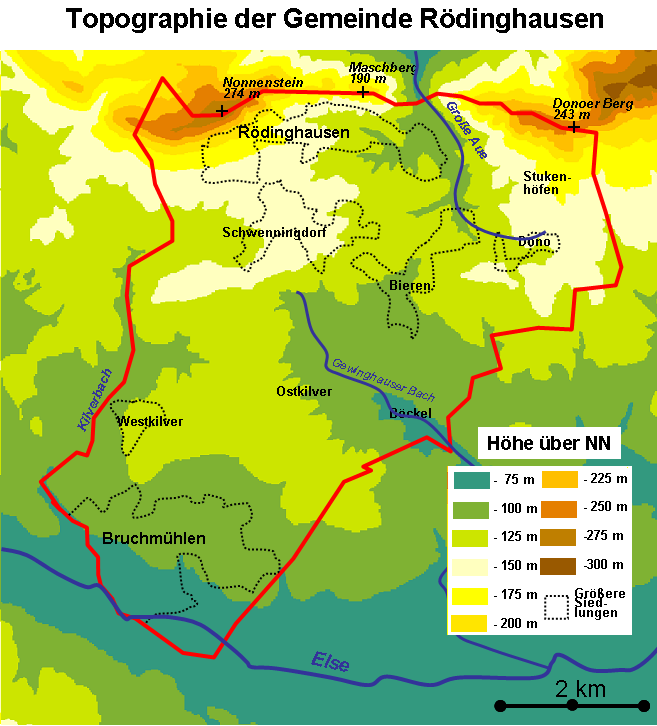
Physische Karte von Rödinghausen

### Geografische Lage

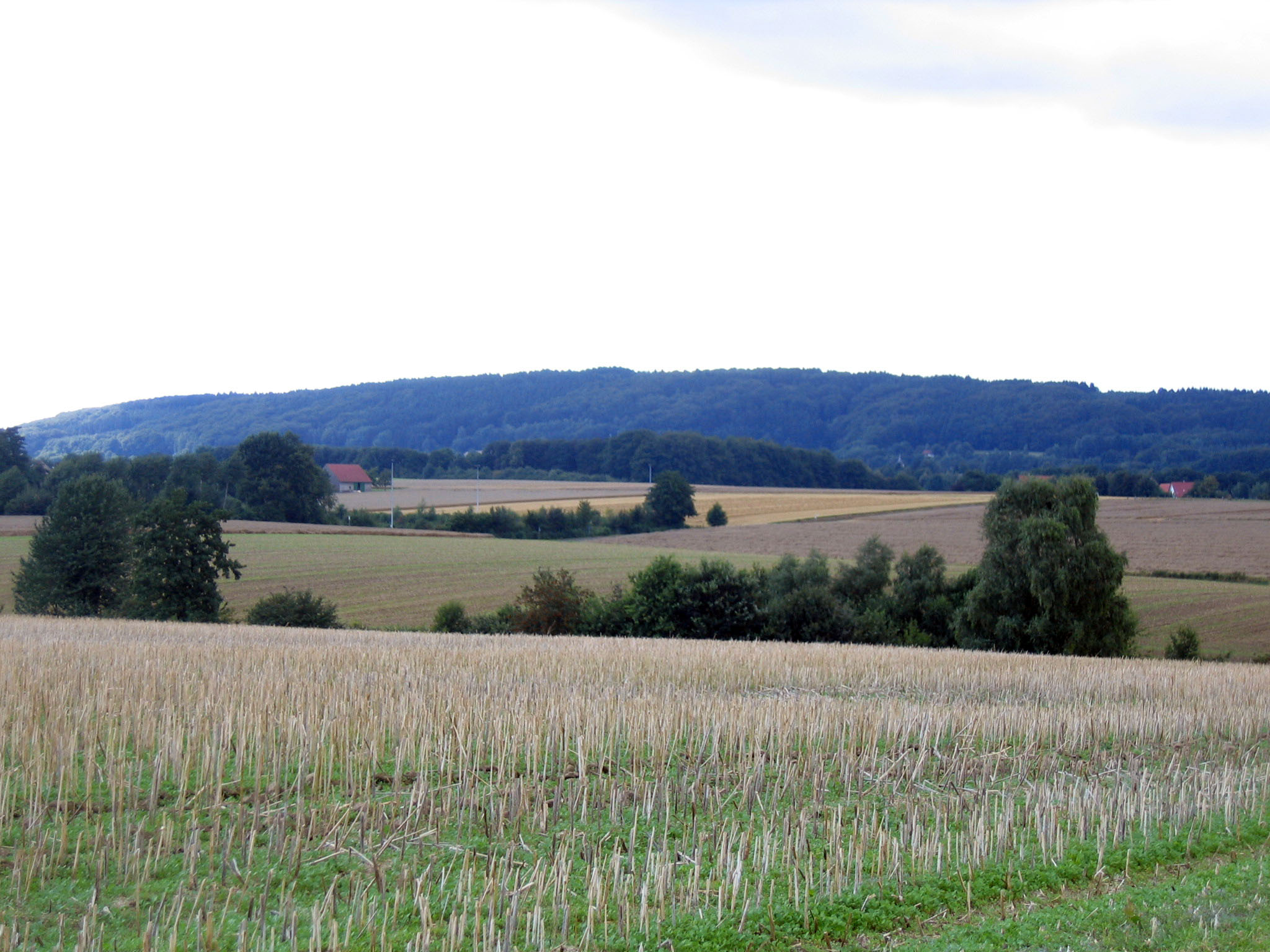
Hügelland mit Blick auf Wiehengebirge und Nonnenstein

Rödinghausen liegt am Südrand des Wiehengebirges im Ravensberger Hügelland. Die nächstgelegenen Großstädte sind das 30 km südlich gelegene Bielefeld und Osnabrück 32 km im Westen. Der Kamm des Wiehengebirges bildet überwiegend die Nordgrenze der Gemeinde; ein sehr kleiner Teil des Eggetals (Gehle) gehört noch zu Rödinghausen, liegt aber streng genommen nördlich des Wiehengebirgskamms. Der Nonnenstein im Nordwesten der Gemeinde ist mit 274 m ü. NN die höchste Erhebung, im äußersten Nordosten erreichen die Donoer Berge im Gemeindegebiet eine Höhe von 243 m ü. NN. Etwas nordöstlich der Gemeindegrenze steigt das Gebirge weiter an, um eine Gipfelhöhe von 289 m ü. NN zu erreichen. Von Norden nach Süden läuft das Wiehengebirge langsam aus. Das Tal der Else stellt mit 68 m ü. NN die tiefste Niederung der Gemeinde dar. Die Kirche im Ortsteil Rödinghausen liegt auf 150 m ü. NN Höhe.

### Gewässer

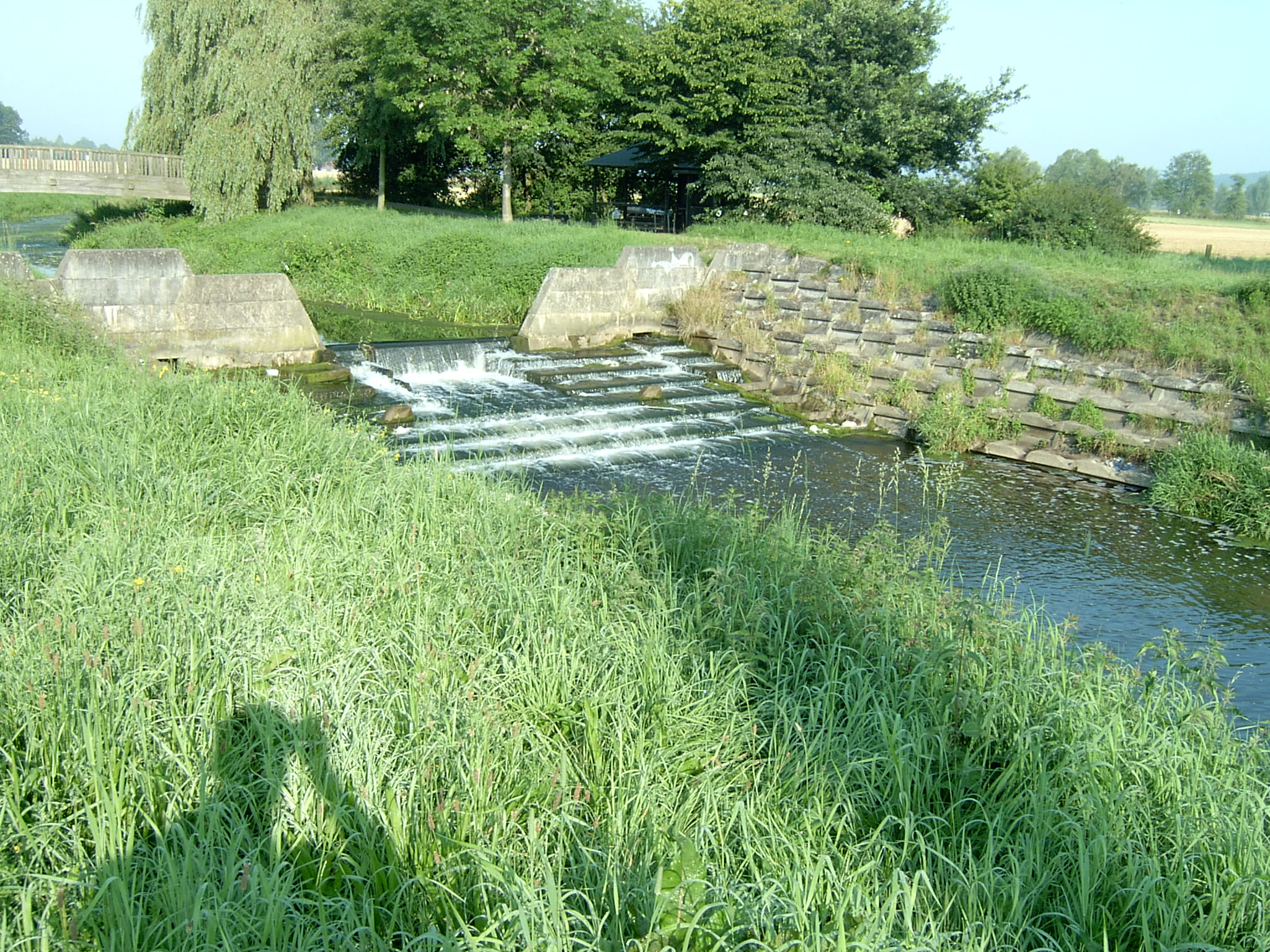
Die Else im Ortsteil Bruchmühlen

Zahlreiche kleinere Bäche durchziehen das Gemeindegebiet und fließen überwiegend der Else zu, die teilweise die südwestliche Gemeindegrenze bildet und die Gemeinde von West nach Ost wenige hundert Meter durchfließt. Größter Zufluss der Else im Gemeindegebiet ist der Kilverbach oder Kollbach, der teilweise die Westgrenze Rödinghausens bildet. Ein Teil der Bäche in Bieren und Schwenningdorf entwässert nördlich einer kaum wahrnehmbaren Wasserscheide in die Große Aue, die in Bieren entspringt und in Rödinghausen noch Neuer Mühlenbach genannt wird. Im Gegensatz zur Else fließt die Große Aue nicht südlich des Wiehengebirges der Weser zu, sondern nördlich. Die Große Aue verlässt durch ein von ihr selbst geschaffenes Durchbruchstal des Wiehengebirges im Ortsteil Neue Mühle das Gemeindegebiet Richtung Holzhausen. Vor dem Durchbruch floss auch die Große Aue nach Süden. Im Osten entwässert der Gewinghauser Bach Teile Donos und fließt der Else zu. Das südliche Bieren, Schwenningdorf und Ostkilver werden durch den nach Süden fließenden Darmühlenbach, der auch den Burggraben von Gut Böckel speist, entwässert. Im äußersten Nordwesten entwässert ein geringer Teil der Bäche im Wiehengebirge über den Grünen See in die Hunte.

### Geologie

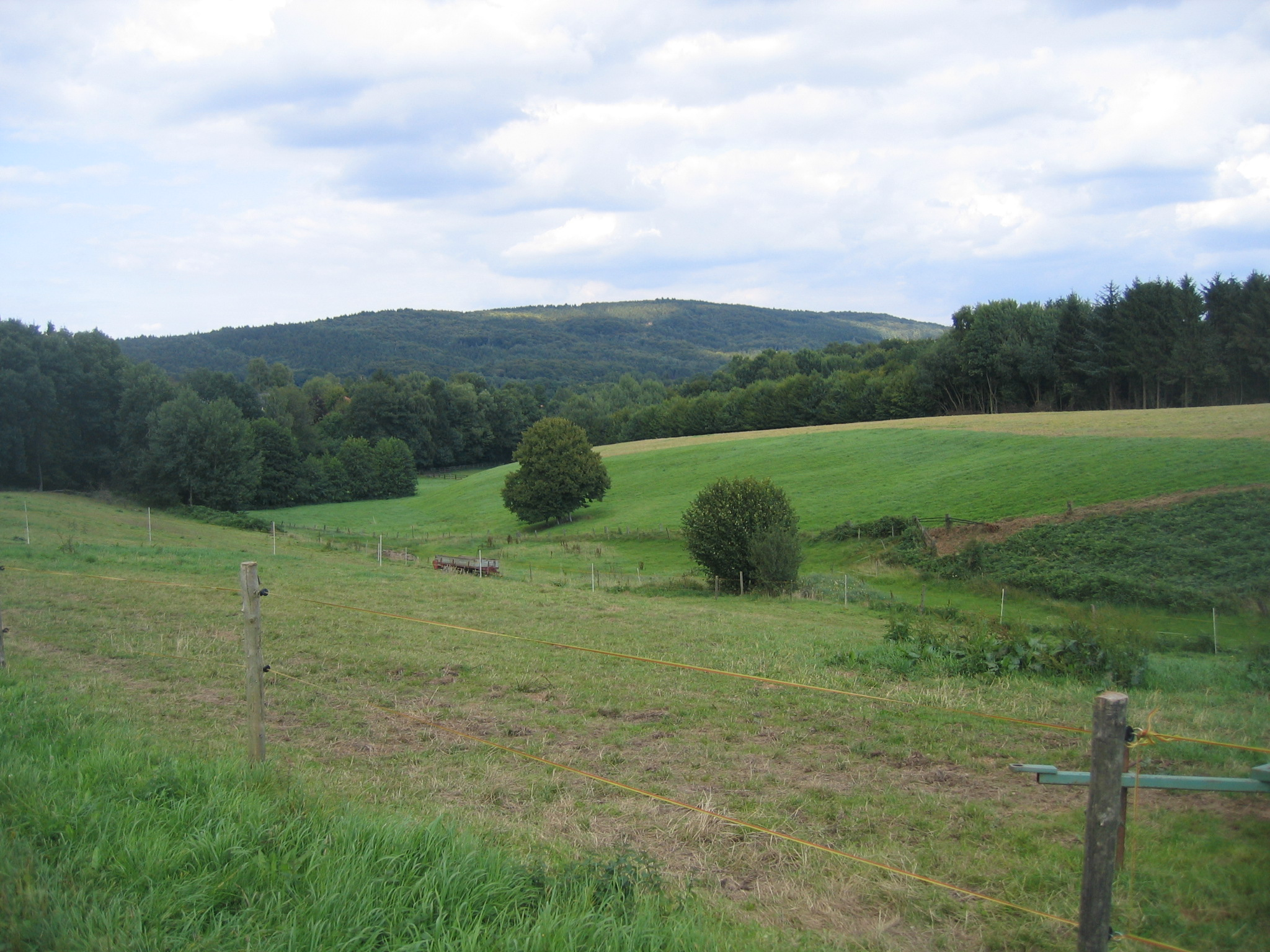
Blick auf Donoer Berge, typische Sieklandschaft in Schwenningdorf

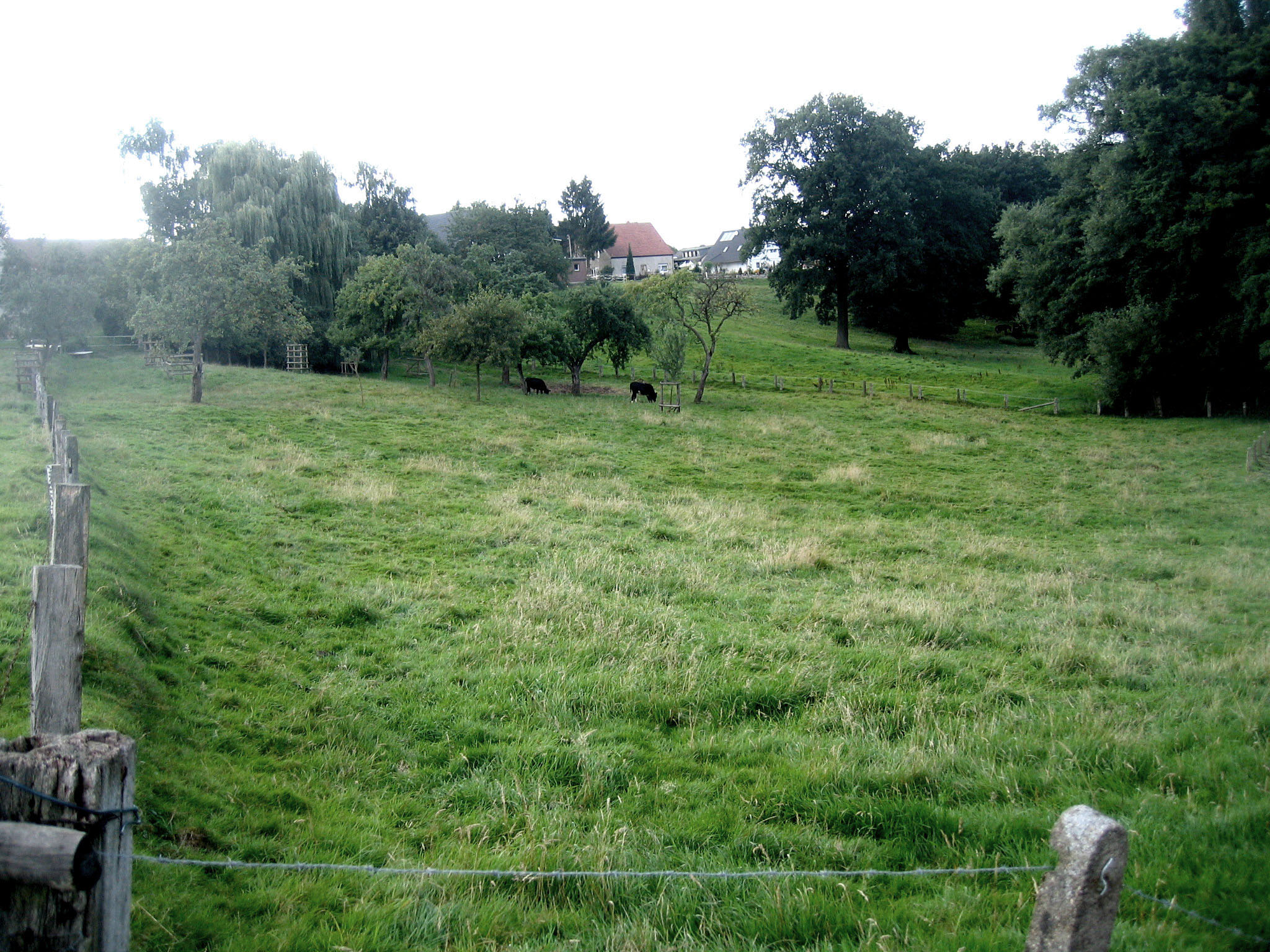
Siek mit deutlich zu erkennender Plaggenabstichkante in Bieren-Dono

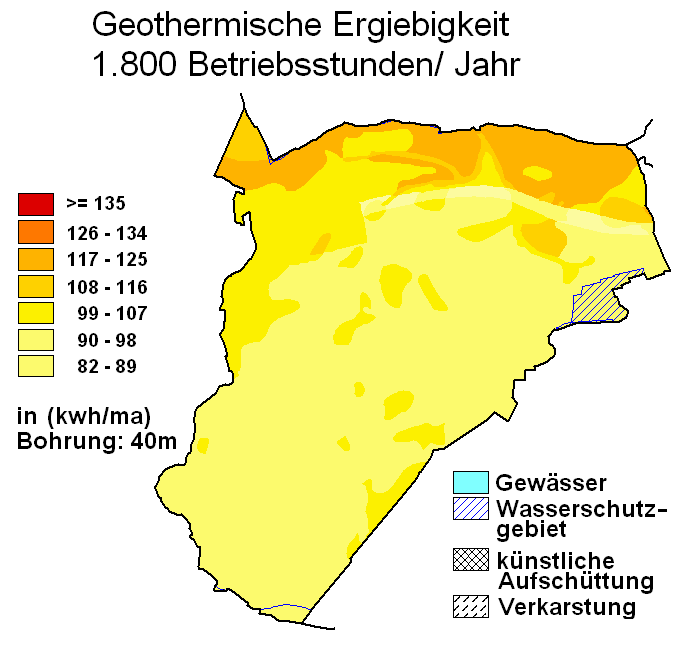
Geothermische Karte von Rödinghausen

Unterschieden werden muss zwischen den Höhenlagen des Wiehengebirges und den flacheren Gebieten im Süden der Gemeinde, die naturräumlich zur Ravensberger Mulde gehören und das Elsetal einschließen.
Das kammartige Wiehengebirge ist ein langgestrecktes, bewaldetes Gebirge, das aus schmalen, bewaldeten Eggen besteht, die durch Pässe und Durchbruchstäler (Dören) voneinander getrennt werden, beispielsweise das Tal der Großen Aue. In Rödinghausen bestehen die Kammlagen aus dem harten und hellen Wiehengebirgssandstein aus der Zeit des Oberen Jura oder Malm. Nach Süden hin reihen sich daran die Heersumer Schichten (Sandstein aus dem Jura), Ornatentone und der Cornbrash-Sandstein, ein kalkgebundener Sandstein, aus dem Mittleren Jura oder Dogger. In Bieren-Dono wurde der Sandstein in einem mittlerweile aufgelassenen Steinbruch abgebaut. An den steilen und steinreichen Hängen ist die Vegetation auf Buchen und anspruchslose Gräser, Halbgräser und Moose beschränkt. Die zahlreichen Bäche entspringen in feuchten Quellmulden, fließen zunächst in V-Tälern (Siepen) die Hänge hinab, um dann durch die breiteren Sohlentäler wie beispielsweise das Wehmerhorster Wiesental in Schwenningdorf zu mäandern.
Der überwiegende Teil der Gemeinde gehört zur Ravensberger Mulde. Die Ravensberger Mulde ist ein leichtwelliges, zwischen 50 und 140 m ü. NN liegendes Hügelland. Charakteristisch sind vor allem die von Menschenhand geformten Kastentäler (sogenannte Sieke), die oft unvermittelt und tief in das sonst nur schwach kuppierte Land einschneiden. Die vor der Anlegung der Sieke charakteristischen V-Täler sind nur noch in den Waldgebieten (z. B. im Vossholz) erhalten. Der Untergrund besteht aus wasserundurchlässigen Liasplatten (Tonschiefer), die vor rund 180 Millionen Jahren am Meeresgrund abgelagert wurden und Versteinerungen wie Ammoniten, Schnecken und Muscheln aufweisen. Der Ton tritt selten zu Tage und wird in Westkilver für eine Ziegelei abgebaut. In der Weichselkaltzeit hat sich darüber eine in Rödinghausen bis zu fünf Meter starke Lößschicht abgelagert. Der Löß ist eine poröse, Feuchtigkeit speichernde, leichte und leicht zu bearbeitende Braunerde, die zwar durch Auswaschung recht kalkarm ist und viele Findlinge aus der Eiszeit aufweist, aber insgesamt doch zu den fruchtbarsten Ackerböden überhaupt gehört. Das Elsetal bildet das Urstromtal der Else-Werre-Niederung (Osnabrücker Tal), das sich von Osnabrück bis zur Porta Westfalica erstreckt. Von der Niederterrasse beiderseits der Else wurde der fruchtbare Löß abgeschwemmt und dafür Sand, Lehm und Geröll (Terrassenschotter) angeschwemmt. Teilweise tritt aber auch direkt der alte Talboden, die Grundmoräne oder Lias-Tonstein zutage. Entlang der Else erstreckt sich eine Aue, die vor Begradigung und Eindeichung von dem davor mäandernden Fluss regelmäßig überschwemmt wurde und daher von einer bis zu zwei Meter starken Lehmschicht bedeckt ist.
Rödinghausen eignet sich weitgehend mittelmäßig, nach Norden hin in höherer Lage zunehmend besser bis hin zu sehr gut zur Nutzung von geothermischen Wärmequellen mittels Erdwärmesonde und Wärmegewinnung durch Wärmepumpenheizungen (vgl. dazu die nebenstehende Karte).

### Ausdehnung und Nutzung des Gemeindegebiets

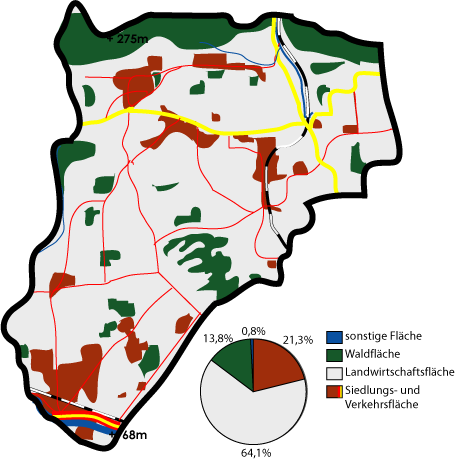
Flächennutzung in Rödinghausen

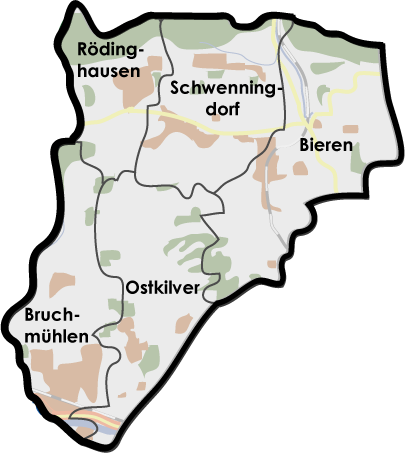
Ortsteile der Gemeinde

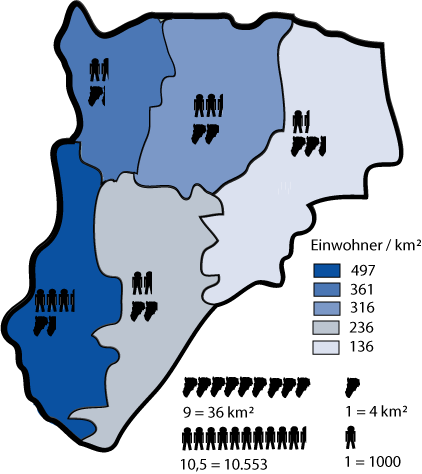
Bevölkerungsdichte der Ortsteile

Die Gemeindefläche beträgt 36,27 Quadratkilometer. Die maximale Nord-Süd-Ausdehnung beträgt etwa 7,9 km (von Bruchmühlen bis Rödinghausen-Gehle), die maximale West-Ost-Ausdehnung etwa 7 km (von Rödinghausen-Kilverbachtal bis Bieren-Dono).
Größere Waldgebiete befinden sich im Norden an den Hängen des Wiehengebirges in den Ortsteilen Rödinghausen, Schwenningdorf und Bieren; es herrscht eine natürliche Waldgesellschaft eines Eichen-Hainbuchenwaldes vor. Jedoch ist die Gemeindefläche insgesamt nur wenig bewaldet, denn die flacheren Gemeindeteile werden vor allem landwirtschaftlich genutzt. Einziger nennenswerter Wald ist das Vossholz um Gut Böckel. Die Böden sind aufgrund des Lößbodens fruchtbar. Auf den kleinflächigen Feldern wird hauptsächlich Getreide und Mais, aber auch zunehmend Raps kultiviert. Die feuchten Sieke werden als Weideland genutzt. Die folgende Tabelle zeigt die genaue Flächennutzung.
| Fläche nach Nutzungsart | Siedlungs- und Verkehrsfläche | Landwirt- schaftsfläche | Wald- fläche | sonstige Freiflächen |
| ----------------------- | ----------------------------- | ----------------------- | ------------ | -------------------- |
| Fläche in Hektar        | 797                           | 2298                    | 501          | 29                   |
| Anteil an Gesamtfläche  | 22,0 %                        | 63,4 %                  | 13,8 %       | 0,8 %                |

### Nachbargemeinden
Nachbargemeinden sind das Mittelzentrum Bünde im Südosten, das niedersächsische Melle im Westen und Südwesten und das zum Kreis Minden-Lübbecke gehörende Preußisch Oldendorf im Norden auf der anderen Seite des Wiehengebirges. Im Süden trennt die Else den Meller Stadtteil Bruchmühlen in Niedersachsen vom Rödinghauser Ortsteil Bruchmühlen in Nordrhein-Westfalen. Eine sehr kurze Grenze existiert auch mit der Gemeinde Hüllhorst im Kreis Minden-Lübbecke. Diese Grenze verläuft im Bereich Bieren-Dono im äußersten Nordosten der Gemeinde Rödinghausen.

### Gemeindegliederung
Rödinghausen besteht aus fünf Ortschaften, die bis zur kommunalen Gebietsreform, die am 1. Januar 1969 in Kraft trat, selbständige Gemeinden bildeten. Nach Einwohnern größter Ortsteil ist das im Südwesten gelegene Bruchmühlen (bis 1969 Westkilver). Im Nordwesten liegt der Verwaltungssitz Rödinghausen, im Norden der Ortsteil Schwenningdorf und im Nordosten der flächenmäßig größte Ortsteil Bieren. Im Südosten der Gemeinde liegt der Ortsteil Ostkilver. Einen Überblick über die Bevölkerungszahlen und die Fläche gibt die folgende Tabelle:
| Ortsteil                        | Einwohner | Fläche    |
| ------------------------------- | --------- | --------- |
| Rödinghausen                    | 1.644     | 4,554 km² |
| Bruchmühlen (mit Westkilver)    | 3.378     | 6,798 km² |
| Bieren                          | 1.299     | 9,544 km² |
| Ostkilver                       | 1.876     | 7,926 km² |
| Schwenningdorf (mit Neue Mühle) | 2.356     | 7,449 km² |
| Gesamt                          | 10.553    | 36,27 km² |

### Klima

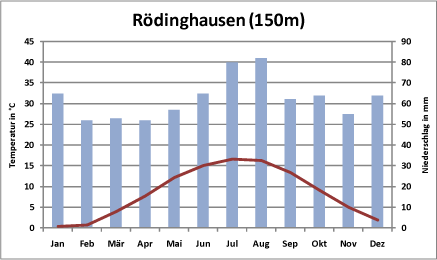
Klimadiagramm für Rödinghausen, Ortsteil Rödinghausen

Rödinghausen liegt in der gemäßigten Klimazone Mitteleuropas. Das Klima wird durch die Westwinddrift, die Lage Rödinghausens im ozeanisch-kontinentalen Übergangsbereich Mitteleuropas und seine relative Höhenlage auf 150 m am Wiehengebirge bestimmt. Die durchschnittliche Jahrestemperatur in Rödinghausen beträgt 8,5 °C. Die wärmsten Monate sind Juli und August mit durchschnittlich 16,7 beziehungsweise 16,3 °C und die kältesten Januar und Februar mit 0,3 beziehungsweise 0,8 °C im Mittel. Der meiste Niederschlag fällt im August mit durchschnittlich 82 Millimetern, der geringste im Februar und April mit durchschnittlich 52 Millimetern. Die monatliche Niederschlagsmenge schwankt also nur wenig und trotz der 201 Tage mit mehr als 0,1 Millimeter Niederschlag liegt die Gesamtmenge mit 751 Millimetern unter dem bundesdeutschen Schnitt.
Im langjährigen Mittel (1961–1990) hatte die Region durchschnittlich 1473 Sonnenstunden pro Jahr (Beobachtungsstation: Herford).
Das Klima Rödinghausens ist insgesamt als reizmildes Mittelgebirgsklima zu bezeichnen. Aufgrund der relativen Höhenlage Rödinghausens ist es im Jahresmittel bis zu 1 °C kälter als im nahen Herford oder bis zu 0,5 °C kälter als in der Elseniederung. Es kann vorkommen, dass es im Norden der Gemeinde schneit, im Süden jedoch regnet. Insgesamt sind die Winter jedoch mild und die Sommer mäßig-warm. Die vorherrschenden Winde kommen aus Westen oder Südwesten und bringen über das Jahr regelmäßig verteilten Niederschlag vom Atlantik. Im Sommer ist die Regenmenge jedoch etwas größer als im Winter. Jedoch kommt es aufgrund dieser Winde nicht zu extrem ausgeprägtem Steigungsregen, wie z. B. an der Luvseite des Teutoburger Waldes. Vielmehr führt die großräumliche Einfassung durch Wiehengebirge (Nord), Osning (Süd) und Meller Berge (Ost) zu einem im Vergleich zu Herford niederschlagsärmeren Klima. Der Unterschied ist etwa 50 Millimeter pro Jahr. Es herrscht also ganzjährig ein humides Klima vor. Eine Übersicht über die Klimadaten im langjährigen Mittel zeigt die nachstehende Tabelle.
|                        | Jan  | Feb  | Mär  | Apr  | Mai  | Jun  | Jul  | Aug  | Sep  | Okt  | Nov  | Dez  |   |       |
| Mittl. Temperatur (°C) | 0,3  | 0,8  | 4,0  | 7,7  | 12,1 | 15,0 | 16,7 | 16,3 | 13,4 | 9,1  | 5,0  | 1,9  | ⌀ | 8,6   |
|                        |      |      |      |      |      |      |      |      |      |      |      |      |   |       |
| Niederschlag (mm)      | 65   | 52   | 53   | 52   | 57   | 65   | 80   | 82   | 62   | 64   | 55   | 64   | Σ | 751   |
|                        |      |      |      |      |      |      |      |      |      |      |      |      |   |       |
| Regentage (d)          | 19,6 | 16,8 | 14,4 | 15,6 | 15,6 | 14,2 | 17,7 | 17,6 | 14,9 | 16,0 | 19,3 | 19,9 | Σ | 201,6 |

|  |

|  |

|  |

|  |

|  |

|  |

|  |

|  |

|  |

|  |

|  |

|  |

|  |

|  |

|  |

|  |

|  |

|  |

|  |

|  |

|  |

|  |

|  |

|  |

→ Siehe auch: Klima in Ostwestfalen-Lippe

## Geschichte

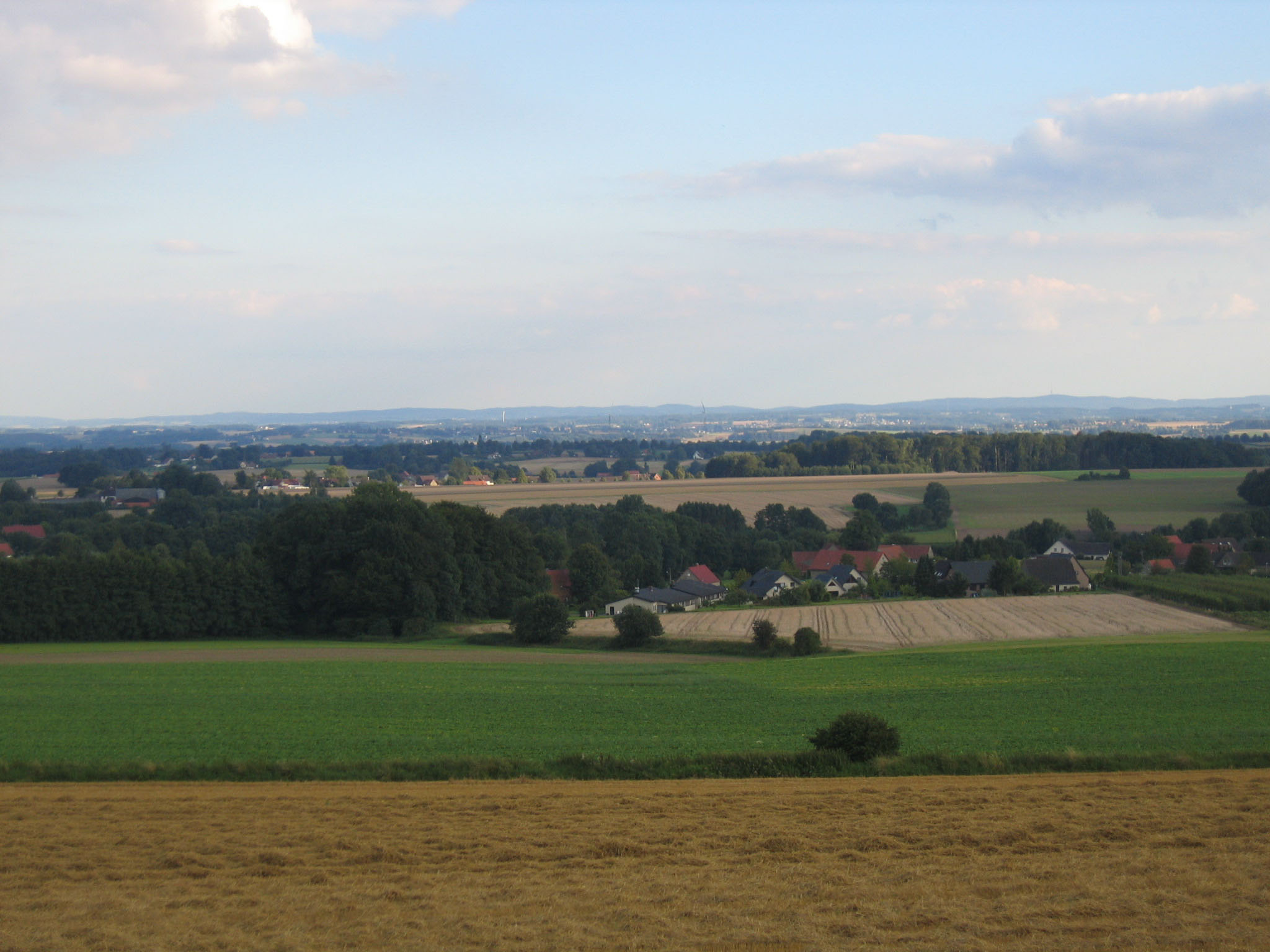
Die Ravensberger Mulde von Rödinghausen aus gesehen, im Hintergrund der Teutoburger Wald

Die Geschichte des Gebietes, das heute die Gemeinde Rödinghausen umfasst, wurde weniger durch bedeutende Einzelereignisse bestimmt als vielmehr durch lange Entwicklungslinien, die häufig mit der Veränderung der Erwerbsgrundlage der Bewohner einhergingen. Daher wird im Weiteren die Geschichte vor allem anhand dieser Entwicklungslinien vorgestellt. Die Geschichte der heutigen Gemeinde Rödinghausen beginnt erst mit der kommunalen Gebietsreform im Jahr 1969, als Rödinghausen aus bis dahin fünf selbständigen Gemeinden des ehemaligen Amtes Rödinghausen geschaffen wurde, das seinerseits ab 1888 als selbständige Einheit bestand. Die einzelnen Ortsteile sind jedoch sehr viel älter.

### Ursprünge und sächsische Besiedlung bis 804
Rödinghausen gehört zur Kulturlandschaft des Ravensberger Landes. Durch die fruchtbaren Lössböden gehört es zum Altsiedelland. Eine Besiedelung lässt sich bis ins frühe Mittelalter schriftlich belegen, jedoch gibt es auch deutlich ältere Spuren einer Besiedelung. Die Funde von Steinbeilen und Speerspitzen legen nahe, dass das Gebiet bereits in der jüngeren Steinzeit (5000–2000 v. Chr.) von Jägern und Fischern besiedelt wurde. Nach dem römischen Geschichtsschreiber Tacitus war das Gebiet um die Zeitenwende (1. Jahrhundert n. Chr.) von den Cherusci besiedelt. Zu Zeiten der Völkerwanderung (400–500) wurden diese Stämme von den Sachsen verdrängt. Auf dem heutigen Gemeindegebiet war der Sachsenstamm der Engern (vgl. auch Enger) beheimatet. Vermutlich übten die Engern ihren germanischen Götterglauben in einer Kultstätte auf dem Hügel, auf dem die heutige Kirche in Rödinghausen steht, aus.

### Fränkische Herrschaft und Mittelalter bis 1450

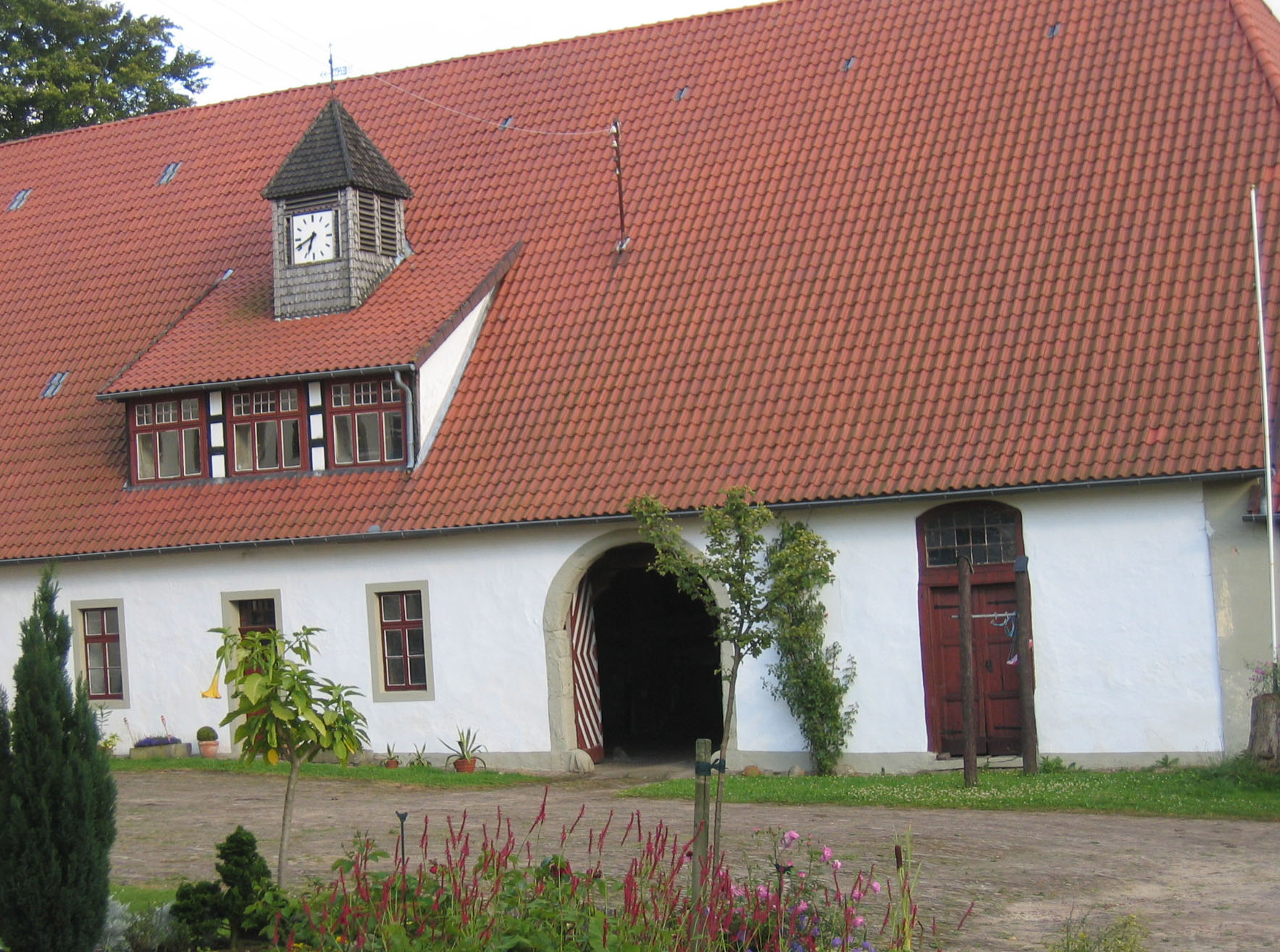
Haus Kilver – Keimzelle der Gemeinde Rödinghausen

Als die Engern unter ihrem Herzog Widukind in einem Krieg von 772 bis 804 dem Stamm der Franken unter Karl dem Großen unterlagen, mussten sie ihren Glauben aufgeben. Sie wurden zwangsgetauft und auf der ehemaligen Kultstätte in Rödinghausen wurde um 850 eine erste Holzkirche errichtet. Die Franken setzten in den eroberten Gebieten Gaugrafen ein, die für sie das Gebiet von ihren Königshöfen aus verwalteten. Einer dieser Königshöfe war das Rödinghauser Haus Kilver (damals Villa Kilveri genannt), das 851 einige Jahrzehnte nach seiner mutmaßlichen Entstehung erstmals urkundlich erwähnt wurde und damit ältester schriftlich belegter Siedlungskern Rödinghausens ist. Ludwig der Deutsche schenkte in dieser Urkunde das Haus Kilver dem um 822 in Herford unter Ludwig dem Frommen gegründeten Frauenkloster. Schwenningdorf wurde 1088 erstmals in einer Schrift des Osnabrücker Bischofs schriftlich erwähnt. Der Ort hieß vermutlich nach seinem Begründer Swanekin zunächst Swanekindorp. In späteren Heberollen des Stifts auf dem Berge bei Herford wurden die damals noch winzigen Orte Bieren (damals noch Beren mit vier Höfen), Kilver (Kelver, drei Höfe) und Rödinghausen (ein Meierhof, zwei Höfe) erwähnt. Rödinghausen, das erstmals 1147 erwähnt wurde, hieß nach seinem Gründer Rhoderat zunächst Rhoderatshausen. Eine andere Vermutung ist die Benennung nach Graf Hrodrad aus dem Grönegau im heutigen Melle. Das Suffix -inghausen bezeichnet eine Lage an einem Bergwald. 1150 wurde auch Ostkilver in einem Kaufvertrag zwischen dem Osnabrücker Bischof und Graf von Tecklenburg erwähnt. Im 12. Jahrhundert wurde Bieren erstmals erwähnt. Bieren leitet sich von beara ab und bezeichnet einen Wald, der reich an Früchten ist. Westkilver wurde in einer Heberolle des Herforder Stifts erst 1308 erwähnt und ist damit der offiziell jüngste Teil der Gemeinde.

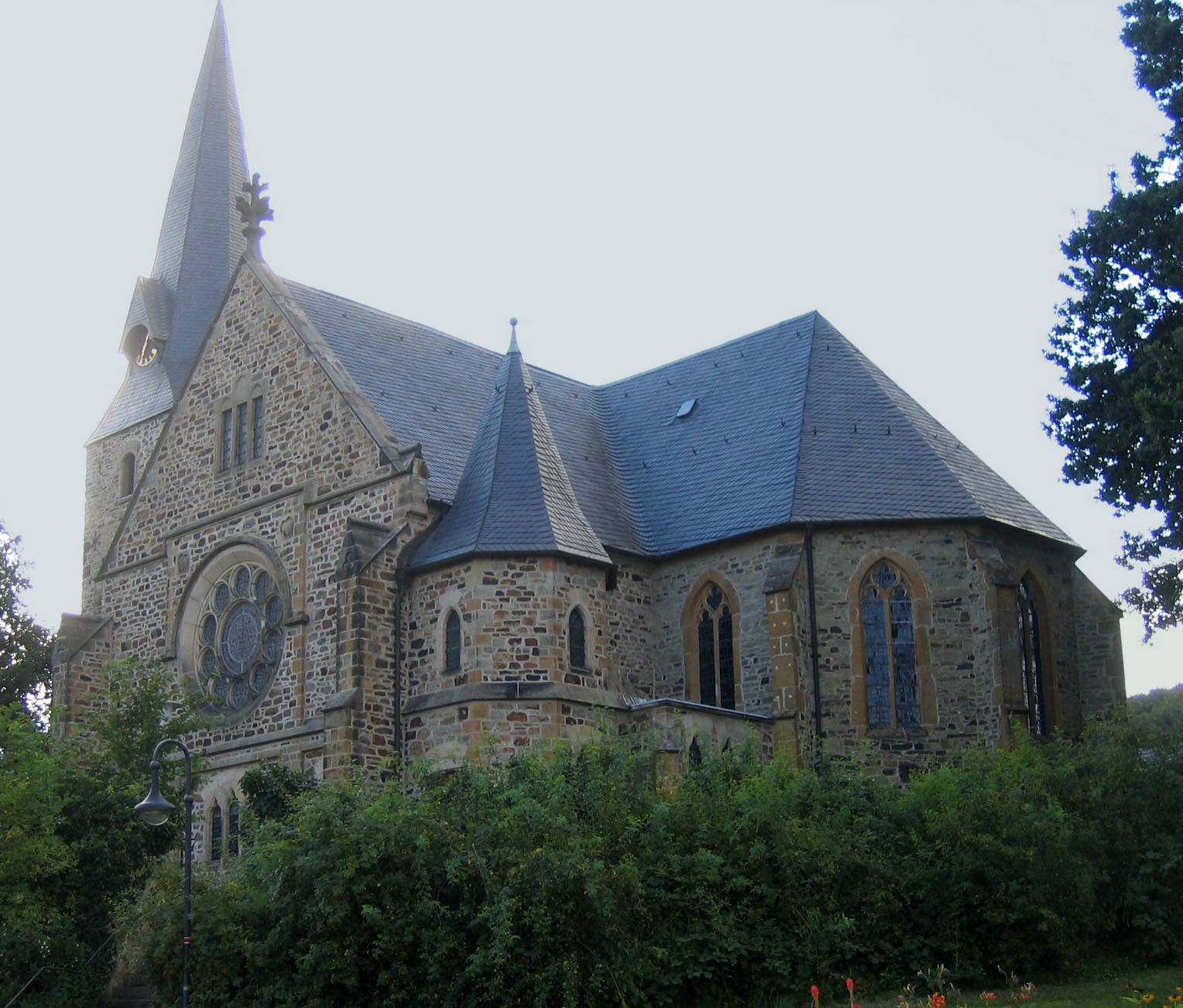
St.-Bartholomäus-Kirche

Aus diesen Bauerschaften entwickelten sich mit der Zeit die fünf heutigen Ortsteile Bieren, Schwenningdorf, Rödinghausen, Ostkilver und Westkilver. Die größte Kirche in Rödinghausen, St. Bartholomäus, die vermutlich aus der Holzkirche der Engern hervorgegangen war, wurde zum ersten Mal im Jahr 1233 schriftlich erwähnt. Sie gehörte zunächst zum Einflussbereich des Bischofs von Osnabrück bzw. als Patronat zum Stift Herford. Um 1533 wurde die Kirche protestantisch, zumindest wird aus diesem Jahr erstmals von mehreren Rödinghauser Geistlichen mit Kindern und Frau berichtet. Der zweite erhaltene Herrensitz neben dem Haus Kilver, Gut Böckel wurde 1350 erstmals erwähnt. Der dritte Rittersitz, das Gut Waghorst in Bieren, wurde 1349 erstmals erwähnt, diente später von 1888 bis 1907 als Sitz des Amtes Rödinghausen und wurde später abgerissen.

Die Menschen in Rödinghausen lebten fast ausschließlich vom Ackerbau und der Vieh- und Waldwirtschaft. Um 800 lebten die Rödinghauser in von dichtem Wald umgebenen Siedlungen, sogenannten Drubbeln, die etwa zwei Kilometer auseinander lagen. Ein Drubbel bestand aus bis zu zehn Höfen. Auf Rödinghauser Gebiet gab es die Drubbel Rödinghausen, Schwenningdorf, Siendorf (im heutigen Ortsteil Schwenningdorf), Bieren, Dono (im heutigen Ortsteil Bieren), Ostkilver und Westkilver. Die Drubbel lagen etwas höher, aber in unmittelbarer Nachbarschaft zu den feuchten Niederungen. Die mittleren Hanglagen um den Drubbel wurden ursprünglich ohne Fruchtwechsel bewirtschaftet und waren in etwa 500 Meter lange und etwa zwölf Meter breite Streifen unterteilt. Gedüngt wurden die Felder durch Plaggen. Diese Form der Äcker wird Langstreifenesch genannt, wobei Esch aus dem Germanischen stammt und essen heißt. Die Parzellen hatten eine dem Gelände angepasste fast s-förmige Form und waren von der schmalen Seite aus zugänglich. Die Streifen waren jeweils einem Hof zugeordnet und wurden von diesem zunächst bewirtschaftet; nach der Getreideernte wurde das Esch jedoch gemeinschaftlich als Stoppelweide genutzt. Die Höfe selbst wurden ungeteilt an den jüngsten Nachfahren vererbt. Im Wald wurden Schweine gehalten, die sich von Eicheln und Bucheckern ernährten. Die Bauern hatten an die adligen Gutsbesitzer bzw. das Herforder Stift Abgaben zu leisten, den sogenannten Zehnt, wenn sie nicht in unterschiedlich starker Ausprägung Leibeigene der Gutsbesitzer oder des Stifts waren.
Da immer nur der jüngste Nachfahre den Hof erbte, mussten die anderen Nachkommen, die Erbkötter, ab etwa dem Jahr 1000 eigene Höfe in der Nähe des elterlichen Hofes errichten. Die Erbkötter erbten im besten Fall nur einen Bruchteil des elterlichen Besitzes oder Rechte, den Esch zu bearbeiten. Um die Drubbel wurde von den Erbköttern – später aber auch den Erben selbst – neues Ackerland durch Rodung erschaffen. Als Flurform wurde die Kampflur (oder Blockflur) gewählt. Die Flächen waren bei dieser Flurform in unregelmäßige blockartige Vielecke aufgeteilt und wurden nicht mehr gemeinschaftlich genutzt. Der Zugang zu den Feldern war nicht mehr einheitlich von der schmalen Seite aus (wie beim Esch) möglich. Im Zuge dieser Ackerlanderweiterung wurden abseits von den alten Drubbeln einzelne Höfe angelegt. Daneben entstanden einzeln liegende Meierhöfe, die sich durch ihren großen Grundbesitz auszeichneten und für die Lehnsherren bestimmte Aufgaben übernahmen. Sie sammelten beispielsweise oft den Zehnt der übrigen Bauern ein. Einer der ältesten dieser Rödinghauser Meierhöfe ist der Hof Steinmeyer in Rödinghausen, der nachweislich seit mindestens 1319 bis heute ununterbrochen von der Familie Steinmeyer (Stencampe) bewohnt wird.

### Leineweberzeit bis 1860

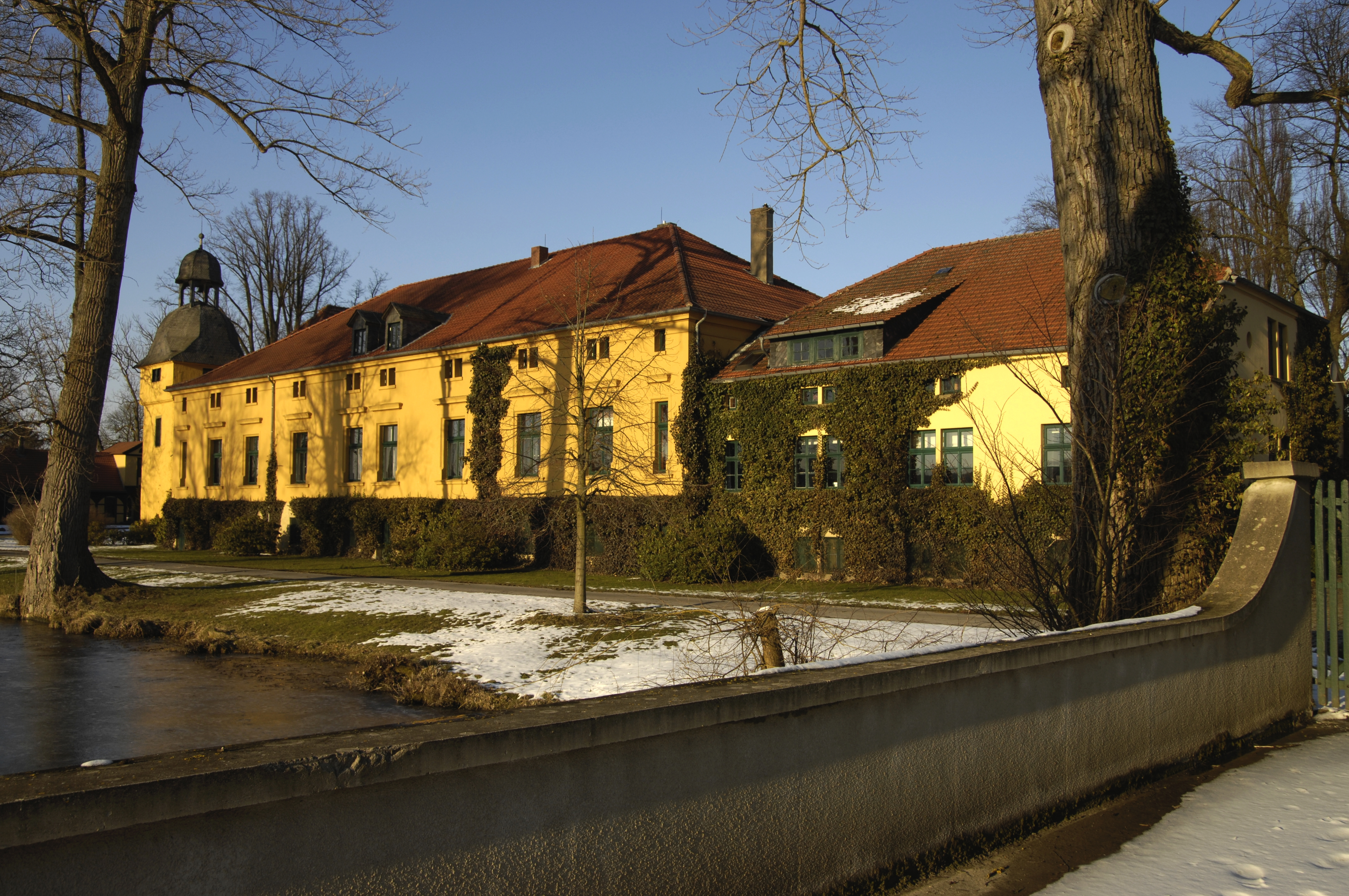
Gut Böckel

Von etwa 1450 bis 1650 entstanden in der gemeinen Mark (dem Wald zwischen den Eschen und Blockfluren) kleine landwirtschaftlich genutzte Kämpe (Breitstreifenflure) und dazu kleine, einzelne Kotten (Markkotten) abseits der Drubbel. Hier lebten die Markkötter, die im Gegensatz zu den Erbköttern und Erben keinen oder nur einen sehr geringen Erbanteil erhielten und deren Ansiedelung in der Mark zwar geduldet, aber von den Erbköttern misstrauisch beäugt wurde. Der Grundbesitz der Markkötter war klein und ihr Auskommen stützte sich vor allem auf ihr Vieh, das sie in den Wäldern der gemeinsamen Mark hielten, obwohl ihnen auch dieses Recht nur widerwillig von den etablierten Bauern eingeräumt wurde. Dass ihnen dies gestattet wurde, ist wohl nur durch den Druck der Markenherren (Erbexen) zu erklären, die auch von den Markköttern Abgaben einforderten. Die ehemals dichten Markwälder wurden durch die „wilde“ Ansiedlung der Markkötter dezimiert und oftmals nicht wieder systematisch aufgeforstet. Seit dem 16. Jahrhundert bildeten die Heuerlinge eine weitere Siedlergruppe. Diese erbten gar keinen Grundbesitz, sondern mussten in angemieteten Kotten (Heuerlingskotten) leben. Diese hatten, wie der in Rufweite gelegene Hof des Bauern, dem der Kotten gehörte, eine kleine Deele, Garten und Stall. Die Heuerlinge mussten die Miete teils in Form von Arbeit beim Bauern ableisten. Mit der wachsenden Bevölkerung hatten aber weder Markkötter noch Heuerlinge ausreichende Einnahmemöglichkeiten.
Diese ärmeren Gesellschaftsgruppen erschlossen sich daher im 15. Jahrhundert mit dem Flachsanbau und dessen
Verarbeitung zu Leinen eine neue Erwerbsmöglichkeit. Diese Frühform der Industrialisierung im Ravensberger Land wird als Protoindustrie charakterisiert. Die Leineweber – also vor allem arme Heuerlinge und Kötter – verarbeiteten den Flachs immer dann, wenn sie nicht auf ihren eigenen oder den Feldern ihres Kotteneigentümers arbeiteten, zum bekannten Ravensberger Leinen, dem z. B. Bielefeld später den Beinamen Leineweberstadt verdankt. Web- und Spinnstuben in den Rödinghauser Bauernhöfen gehörten zum Alltag. Die Spinnstubengemeinschaften spannen den Flachs im Winter zu Garn, das dann zu Bett- und Tischwäsche verwoben wurde. Teilweise wurden die Ballen zu Fuß zum Verkauf nach Herford oder Bielefeld gebracht, denn Rödinghausen wurde erst 1856 (Strecke Bad-Bentheim-Minden) bzw. 1899 (Ravensberger Bahn) an das Bahnnetz angeschlossen. Eine typische Webstube ist heute in einer kleinen Ausstellung auf Gut Böckel zu sehen. Die Heuerlinge pachteten Land zum Flachsanbau, aber auch die Erben und Markkötter bauten Flachs an. In preußischer Zeit (ab 1614) wurde das Leinengewerbe zur Erhöhung des Steueraufkommens (Merkantilismus) gefördert und die Zahl der Heuerlinge wuchs dadurch rasch, sodass um 1700 im Ravensberger Land die ländliche Bevölkerung bereits zu zwei Dritteln aus Heuerlingen bestand. Im Jahr 1770 wurde die Mark auf preußischem Druck hin vollständig privatisiert und größtenteils zu Ackerland landwirtschaftlicher Kleinbetriebe (Stätten). Die großen Güter erhielten zunächst entsprechend ihrem bisherigen Grundbesitz die größten Teile der Mark. Sie konnten diese jedoch nicht mehr sinnvoll bewirtschaften und traten sie daher an eben jene Kleinbauern ab. Diese kleinbäuerlichen Besitzverhältnisse konnten sich bis in die 1950er Jahre halten. Die Sieke wurden in dieser Zeit verbreitert, um Weide für das Vieh zu schaffen, das bisher in der Mark weidete.
In der Zeit der Leineweber vom 14. Jahrhundert bis 1609 gehörte die Gegend zur Grafschaft Ravensberg. Sie wurde von der Burg Limberg aus, dem Sitz des Amtes Limberg, von den Grafen kontrolliert, die die weltlichen Herrscher und, neben dem König, der durch das Stift in Herford repräsentiert wurde, Lehnsherren des Gebiets waren. 1647 fiel die Grafschaft an Brandenburg-Preußen, nachdem sie im Dreißigjährigen Krieg umstritten und umkämpft war. Seitdem war Rödinghausen fast ununterbrochen preußisches Gebiet und ab 1719 Teil der preußischen Verwaltungseinheit Minden-Ravensberg. Bis 1806 gehörte das heutige Gemeindegebiet zur Vogtei Bünde im Amt Limberg, das nach Schleifung der Burg um 1695 zunächst von Holsen, später ab 1771 von Börninghausen und noch später von Bünde aus verwaltet wurde. Ab etwa 1722 verblasste jedoch die Macht der adligen Amtsherren und damit auch die Verpflichtung zur Abgabe eines Zehnts. Von 1807 bis 1813 gehörte der Ort zum Kanton Bünde, der von 1807 bis 1810 zum Königreich Westphalen und von 1811 bis 1813 zum Kaiserreich Frankreich gehörte. Während der Zugehörigkeit zu Frankreich war Rödinghausen Sitz der Mairie (Bürgermeisterei) Rödinghausen, die Rödinghausen, Westkilver, Ostkilver, Schwenningdorf und Bieren umfasste. Der Gutsbesitzer von Kilver wurde Maire (Bürgermeister). Für die Bauern eröffnete die französische Fremdherrschaft die Möglichkeit, sich aus dem Lehnsherrenverhältnis und der Leibeigenschaft durch eine festgelegte Zahlung herauszukaufen. Die Heuerlinge aber blieben, wenngleich rechtlich ebenfalls nicht mehr an Adlige gebunden, wirtschaftlich noch lange Zeit von ihren Vermietern abhängig.
Nach dem Ende der Napoleonischen Zeit, das in der Schlacht bei Waterloo auch mit Rödinghauser Beteiligung endgültig erkämpft wurde, fiel Westfalen wieder an Preußen, und Rödinghausen wurde Teil des 1816 neugeschaffenen Kreises Bünde in der Provinz Westfalen. Dieser ging 1832 im Kreis Herford auf. Die Bürgermeistereien aus der Franzosenzeit dienten als Grundlage der Verwaltungsgliederung der Kreise. Die drei ehemaligen Mairien Bünde, Hiddenhausen und Rödinghausen bildeten den Verwaltungsbezirk Bünde.
Im Rahmen der Einführung der westfälischen Landgemeinde-Ordnung von 1841 gingen aus dem Verwaltungsbezirk Bünde die drei Ämter Bünde, Hiddenhausen und Rödinghausen hervor, deren Abgrenzung den gleichnamigen Mairien der Franzosenzeit entsprach. Zum Amt Rödinghausen gehörten somit Rödinghausen, Westkilver, Ostkilver, Schwenningdorf, Bieren.

### Zigarrenmacherzeit bis 1945

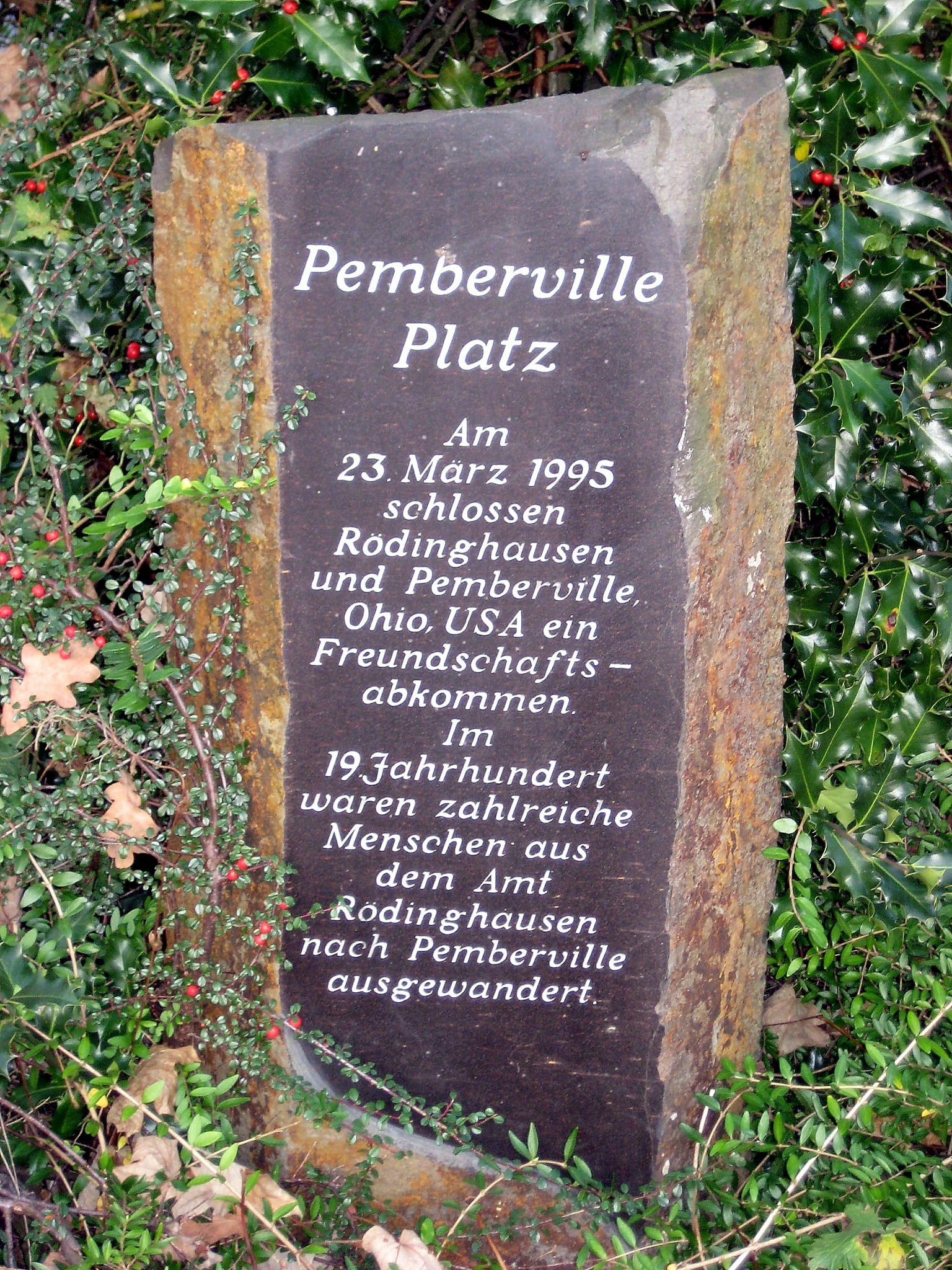
Auswanderer-Gedenkstein beim „Haus des Gastes“

Bis 1888 wurde das Amt Rödinghausen in Personalunion mit dem Amt Bünde von Bünde aus und danach als eigenständiges Amt Rödinghausen verwaltet. Amtssitz von Amtmann Meier war zunächst bis 1907 das gepachtete Gut Waghorst, danach ein neu gebautes Amtshaus im Ortsteil Rödinghausen, der damit erstmals Verwaltungssitz wurde.
Mit dem Aufkommen der Industrialisierung und mechanischer Webstühle in England waren die Rödinghauser Leineweber nicht mehr konkurrenzfähig. Mechanische Webstühle wurden in Deutschland nur in den Spinnereien großer Städte wie Bielefeld (z. B. Ravensberger Spinnerei) installiert. Die größte Gefährdung der Leineweber war aber das mechanisch erzeugte Exportleinen, das ab etwa 1820 aus England oder Belgien kam. In den folgenden 20 Hungerjahren, die auch von Missernten mitverursacht waren, wurden einige Rödinghauser in ihrer Not zu Schmugglern, denn von 1836 bis 1856 gehörte Preußen und damit auch das Gebiet des heutigen Rödinghausen dem Deutschen Zollverein an, nicht aber das Gebiet des Königreichs Hannover – also die heutigen niedersächsischen Nachbargemeinden. In dieser Zeit entwickelte sich zwischen den Orten Düingdorf (Königreich Hannover) und Westkilver ein blühendes Schmuggelgewerbe, das Seide, Zucker, Butter, Salz und Kaffee über die grüne Grenze brachte. Andere Notleidende wanderten aus, z. B. in die heutige Partnerstadt Pemberville, Ohio.
Ein Aufschwung wurde erst durch die Tabakverarbeitung erreicht. Als Tönnies Wellensiek im nahen Bünde (später unter dem Beinamen Zigarrenstadt Bünde bekannt) mit der Produktion von Zigarren begann und die ersten Zigarrenfabriken entstanden, wurden auch in Rödinghausen Filialbetriebe eingerichtet. Nach etwa 20 Hungerjahren begannen viele Rödinghauser ab etwa 1860 mit der Herstellung von Zigarren in Handarbeit. Viele Familien, die noch in der Verarbeitung von Flachs handwerklich geübt waren, arbeiteten in Buden oder schnitten, rollten und pressten die Zigarren in Heimarbeit. Heuerlinge befreiten sich aus der wirtschaftlichen Abhängigkeit ihrer Bauern, indem sie Fabrikarbeiter wurden.
Zu Ehren des Kaisers wurde 1890 bei der Rödinghauser Kirche ein Kriegerdenkmal errichtet, das die Begeisterung vieler Rödinghauser Bürger für das Kaisertum bezeugte, die auch über den Ersten Weltkrieg hinaus anhielt. Dem kaisertreuen Reichskanzler Bismarck wurde 1911 ein Denkmal neben dem Aussichtsturm auf dem Nonnenstein errichtet. Allerdings zeigte sich bei den Reichstagswahlen 1903 und 1912, dass unter den Fabrikarbeitern auch die Sozialdemokratie eine breite Anhängerschaft hatte. 1912 erhielten SPD-Kandidaten immerhin 35,6 Prozent der Stimmen.
1914 begann die Mobilmachung in Rödinghausen und es gibt unterschiedliche Berichte über die Kriegsbegeisterung der Rödinghauser. Die Daheimgebliebenen waren vom Krieg nur wenig betroffen, und der Schwarzhandel sicherte die Versorgungslage fast wie in Friedenszeiten – zumindest für die Landbevölkerung, die unter Umgehung der Rationalisierung Lebensmittel erzeugte, untereinander „schwarz“ handelte oder sie an Städter verkaufte. Von den 704 Rödinghauser Kriegsteilnehmern fielen 76, 72 wurden verwundet, 14 gefangen und 10 vermisst. Ihnen widmete man 1919 in Ostkilver ein Kriegerdenkmal.
Nach dem Krieg fanden sich die meisten Rödinghauser nur schwer mit der Abdankung des Kaisers ab, obwohl auch in Rödinghausen 1918 ein Arbeiter- und Soldatenrat – offiziell zur Aufrechterhaltung der Ordnung – gegründet wurde. Die kaiserlichen Büsten blieben in den öffentlichen Gebäuden bis 1922 stehen; bis 1926 führte die Amtssparkasse noch ein kaiserliches Siegel, und erst 1928 wurde in der Amtsstube die nur widerwillig erworbene schwarz-rot-goldene Flagge, Symbol der neuen demokratischen Ordnung, angebracht, und dies auch nur unter dem Druck des preußischen Regierungspräsidenten und der SPD-Ortsgruppe Schwenningdorf, die als erste Rödinghauser Institution die neue Flagge hisste. Die junge Demokratie setzte sich in Rödinghausen nie tiefgreifend durch, und so begrüßten viele Rödinghauser nach der Machtergreifung der Nazis 1933 die Rückkehr zur alten Flagge in kaiserlichen Farben.
Bei den letzten Reichstagswahlen in den 1930er Jahren war das politische Spektrum in Rödinghausen gespalten. Am 31. Juli 1932 erhielten SPD und KPD zusammen 34,6 Prozent der Stimmen, die rechten Parteien NSDAP und DNVP zusammen 62 Prozent, also die absolute Mehrheit, die sie in Rödinghausen bei der Wahl am 14. September 1930 zunächst verfehlt hatten. Der der Monarchie durchaus gewogene Reichspräsident Hindenburg erhielt bei der Wahl zum Reichspräsidenten 1925 noch 72,3 Prozent der Stimmen, jedoch liefen Teile der konservativ-(monarchistisch) gesinnten Rödinghauser Wähler bis 1932 zu Adolf Hitler über, der in Rödinghausen bei der Reichspräsidentenwahl am 10. April 1932 bereits 56,6 Prozent (Hindenburg: 41,4 Prozent) der Stimmen erhielt. Mit der Machtergreifung der Nazis wurden auch in Rödinghausen sozialdemokratische Gruppierungen und andere den Nazis nicht genehme Vereinigungen, u. a. Turnvereine, verboten. Die Orte erhielten Ortsgruppenleiter, viele Rödinghauser traten in die NSDAP ein und in Rödinghausen und Westkilver wurden Heime der Hitlerjugend eröffnet. Insgesamt beschränkte sich die Begeisterung der Rödinghauser Landbevölkerung für den Nationalsozialismus aber auf ein unreflektiertes Mitläufertum, wie der Gemeindehistoriker Rolf Botzet urteilt. Auch der Antisemitismus fiel im Amt nicht auf fruchtbaren Boden, zumal in Rödinghausen seit 1905 kein jüdischer Bürger mehr lebte. Die einzige Andeutung antifaschistischen Widerstandes zeigte sich 1935, als der mittlerweile zum Reichsbischof ernannte ehemalige Rödinghauser Pfarrer Ludwig Müller das Abhalten eines Gottesdienstes in seiner alten Wirkungsstätte beabsichtigte, jedoch am vorgesehenen Tag vor der verschlossenen Kirche St. Bartholomäus stand. Pfarrer Beckmann hatte den Schlüssel an sich genommen oder versteckt, und man richtete dem Reichsbischof aus, der Pfarrer sei spazieren gegangen.
Als Deutschland 1939 mit dem Überfall auf Polen den Zweiten Weltkrieg auslöste, änderte sich für die nicht Eingezogenen zunächst wenig; die Versorgungslage blieb analog der Zeit von 1914 bis 1918 stabil. In Rödinghausen wurden Kriegsgefangene französischer, polnischer und anderer Nationalität in der Landwirtschaft eingesetzt. Die Gefangenen mussten zwar Zwangsarbeit verrichten, wurden aber auch in Wirtshäusern willkommen geheißen. Mit einem polnischen Kriegsgefangenen allerdings machte man kurzen Prozess und hängte ihn auf, nur weil er mit einem Mädchen aus dem Dorf „poussiert“ hatte. Seit 1942 wurden in Rödinghausen evakuierte Deutsche untergebracht, was zu zunehmender Wohnungsnot führte. Ab 1944 stieg in Rödinghausen die Bedrohung durch Fliegerangriffe, jedoch fiel nur eine einzige Bombenreihe auf einen Bierener Kotten und ein Haus. Und der einzige Kriegstote im Amt Rödinghausen wurde bei einem Fliegerangriff auf einen Zug bei Neue Mühle verzeichnet. Am 3. April 1945 erreichten britische Truppen ohne Kampf Rödinghausen. Zwei britische Offiziere feierten noch am selben Abend mit drei aus der Gefangenschaft befreiten serbischen Offizieren sowie dem Bauern Heinrich Meyer und Amtsbürgermeister Beckmann das Kriegsende in der Region mit einer Flasche Sekt. Am 5. April 1945 besetzten Amerikaner das Amt und bezogen Stellung in Bieren.

### Möbelindustrie und Fremdenverkehr nach 1945

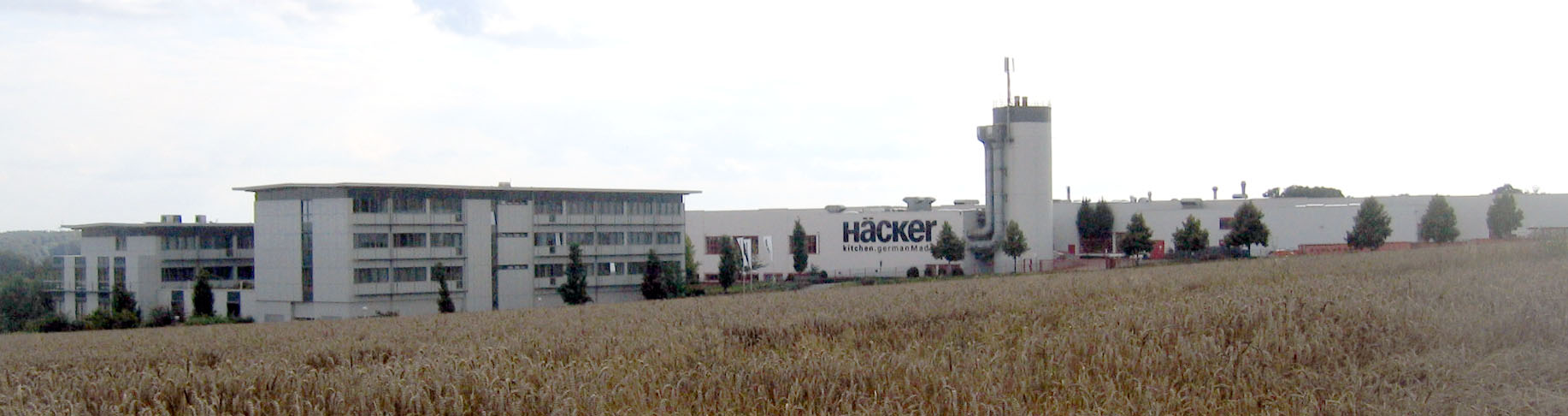
Hauptsitz des Küchenherstellers Häcker-Küchen

Als nach dem Zweiten Weltkrieg die Tabakindustrie immer weiter mechanisiert wurde und die Nachfrage nach Zigaretten zu Lasten der Nachfrage nach Zigarren stieg, geriet die wirtschaftliche Grundlage vieler Rödinghauser in den 1950er Jahren erneut in Gefahr. Besonders das Verbot der Nazis im Jahr 1933, die bereits um 1930 erfundenen automatischen Wickelmaschinen zur Arbeitsplatzsicherung zu verwenden, rächte sich, da die Tabakindustrie kaum gegen ihre industrialisierte Konkurrenz mithalten konnte. 1956 wurde das Verbot in einer Zeit der Vollbeschäftigung aufgehoben und viele Rödinghauser wurden arbeitslos.

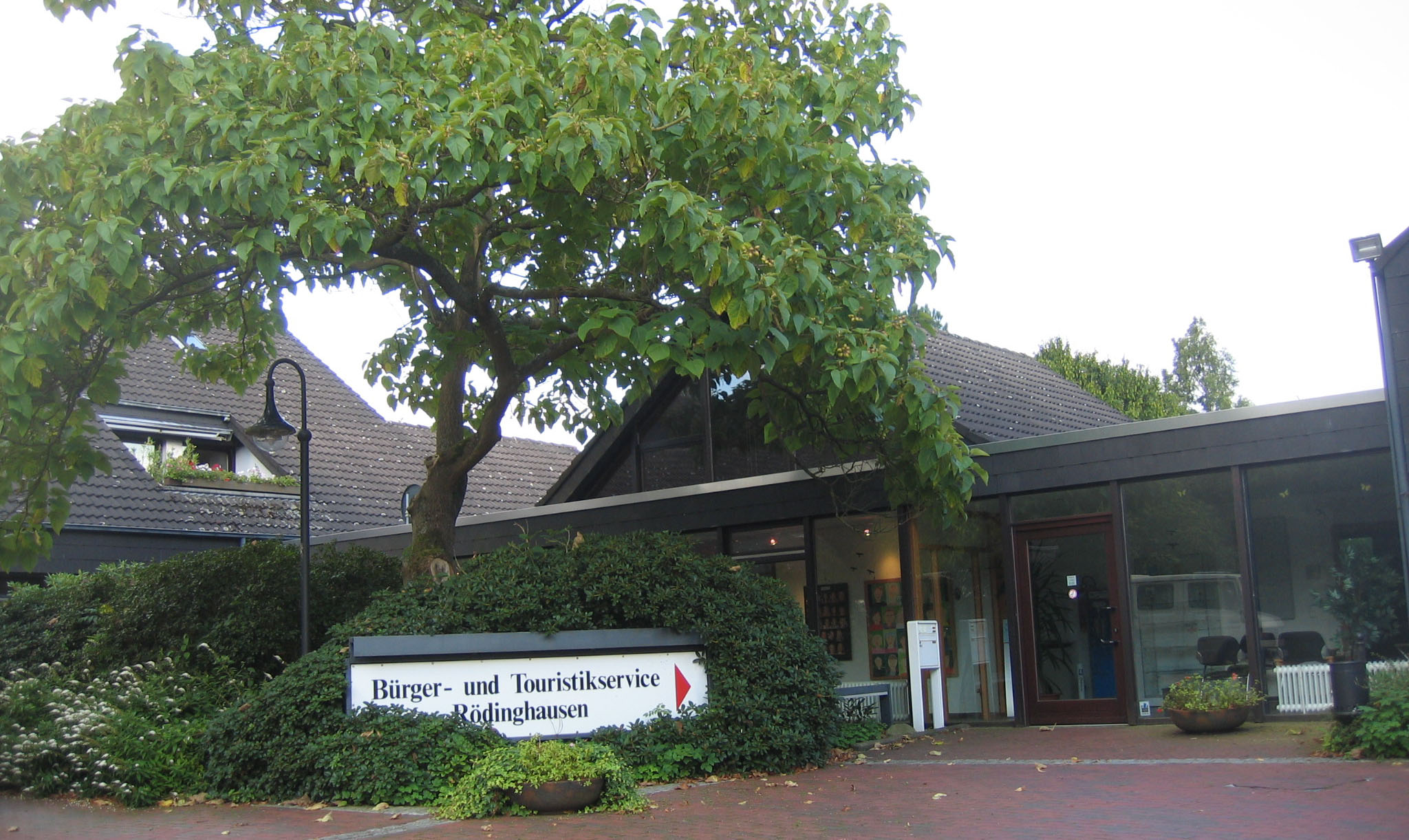
Touristik- und Bürgerservice im „Haus des Gastes“

Einen Ausweg boten die Fabriken der Möbelindustrie, die sich aus der Zigarrenkistenherstellung nach Niedergang der Tabakindustrie entwickelten. Noch heute sind die größten Arbeitgeber in Rödinghausen Küchenhersteller. Die Möbelindustrie, die sich vornehmlich auf die Zentren in Bünde, Lübbecke, Herford, Bielefeld konzentrierte, konnte jedoch den Niedergang der Tabakindustrie nicht völlig kompensieren, so dass die Rödinghauser in den landschaftlich reizvollen nördlichen Ortsteilen den Tourismus als Einnahmequelle entdeckten. Dazu wurden Pensionen eröffnet, das Freibad gebaut, der Kurpark angelegt und im Wiehengebirge ein Wanderwegnetz mit Schutzhütten und Bänken angelegt. Mit Unterstützung des Landes Nordrhein-Westfalen wurde 1977 das Haus des Gastes eingerichtet. Westkilver heißt seit der Gemeindegründung nach dem 1322 erstmals erwähnten Gut Brocmole (Wasserburg nur noch in Resten erhalten) im heutigen niedersächsischen Bruchmühlen, da die Siedlung Bruchmühlen den ehemaligen Hauptort Westkilver in Größe und Bedeutung abgelöst hatte. Rödinghausen wurde 1980 „staatlich anerkannter Luftkurort“.
In Ostkilver waren von 1952 bis 1993 Soldaten der Britischen Rheinarmee in den Birdwood Barracks stationiert. Ein 1953 geplanter Militärflugplatz konnte verhindert werden, ebenso eine geplante Erweiterung 1956 und ein geplanter Schießstand im Jahre 1984. Das 27 Hektar große Gelände der ehemaligen Kaserne wurde 1997 saniert und in ein Gewerbegebiet umgewandelt. Bis 1993 war hier das 1st Armoured Division Transport Regiment Royal Corps of Transport (1 ADTR) stationiert, das anschließend nach Gütersloh verlegt wurde.

### Eingemeindungen
Am 1. Januar 1969 wurden die Gemeinden Bieren, Schwenningdorf, Ost- und Westkilver sowie Teile der aufgelösten Gemeinden Holsen und Muckum eingegliedert. Westkilver wurde im gleichen Zug in Bruchmühlen umbenannt. Des Weiteren wurden einige Flurstücke der ehemaligen Gemeinden und heutigen Bünder Stadtteile Holsen und Muckum eingegliedert. Rechtsnachfolgerin des aufgelösten Amts Rödinghausen ist die Gemeinde Rödinghausen. Seitdem gab es keine weiteren Ein- oder Umgemeindungen von Gemeindegebieten.

### Einwohnerentwicklung

Bevölkerungsentwicklung in Rödinghausen von 1818 bis 2007

1843 hatte das Amt Rödinghausen 3.577 Einwohner. 2006 hatte die Gemeinde Rödinghausen 10.164 Einwohner und war die mit Abstand kleinste Gemeinde im Kreis Herford. Von 1975 bis 2005 wuchs die Einwohnerzahl Rödinghausens um 24 Prozent von 8.214 auf 10.181 Einwohner. Von 1998 bis 2005 hat Rödinghausen im Kreisvergleich mit 4,7 Prozent den größten prozentualen Bevölkerungszuwachs verzeichnet. Jedoch beruhte der Bevölkerungszuwachs auf Zuzug, denn die Sterberate übersteigt die Geburtenrate seit Jahren deutlich.
Die folgende Übersicht zeigt die Einwohnerzahlen des Amtes Rödinghausen bzw. ab 1970 der Gemeinde Rödinghausen nach dem jeweiligen Gebietsstand. Dabei handelt es sich bis 1970 sowie für 1987 um Volkszählungsergebnisse, sonst um amtliche Fortschreibungen des Statistischen Landesamtes. Die Angaben beziehen sich ab 1871 sowie für 1946 auf die ortsanwesende Bevölkerung, ab 1925 auf die Wohnbevölkerung und seit 1987 auf die Bevölkerung am Ort der Hauptwohnung. Vor 1871 wurden die Einwohnerzahlen nicht nach einheitlichen Erhebungsverfahren ermittelt.
| 1818 (31. Dez.) | 3.261 |
| 1834 (3. Dez.)  | 3.130 |
| 1837 (3. Dez.)  | 3.227 |
| 1843 (3. Dez.)  | 3.577 |
| 1849 (3. Dez.)  | 3.731 |
| 1852 (3. Dez.)  | 3.841 |
| 1858 (3. Dez.)  | 3.864 |
| 1864 (3. Dez.)  | 4.104 |
| 1867 (3. Dez.)  | 4.125 |

| Amt Rödinghausen1 | Amt Rödinghausen1 | Amt Rödinghausen1       | Amt Rödinghausen1       |
| Jahr              | Einwohner         | Weiblich absolut/Anteil | Weiblich absolut/Anteil |
| ----------------- | ----------------- | ----------------------- | ----------------------- |
| 1871 (1. Dez.)    | 4.141             | 2.125                   | 51 %                    |
| 1885 (1. Dez.)    | 3.943             | 2.027                   | 51 %                    |
| 1895 (1. Dez.)    | 4.238             | 2.167                   | 51 %                    |
| 1905 (1. Dez.)    | 4.794             | 2.437                   | 51 %                    |
| 1925 (1. Dez.)    | 5.278             | 2.695                   | 51 %                    |
| 1933 (16. Juni)   | 5.644             | 2.845                   | 50 %                    |
| 1939 (17. Mai)    | 5.658             | 2.903                   | 51 %                    |
| 1946 (29. Okt.)   | 7.227             | 3.995                   | 55 %                    |
| 1950 (13. Sep.)   | 7.523             | 3.983                   | 53 %                    |
| 1961 (6. Juni)    | 7.404             | 3.924                   | 53 %                    |

| Gemeinde Rödinghausen | Gemeinde Rödinghausen | Gemeinde Rödinghausen   | Gemeinde Rödinghausen   | Gemeinde Rödinghausen         | Gemeinde Rödinghausen         |
| Jahr                  | Einwohner             | Weiblich absolut/Anteil | Weiblich absolut/Anteil | Nichtdeutsche2 absolut/Anteil | Nichtdeutsche2 absolut/Anteil |
| --------------------- | --------------------- | ----------------------- | ----------------------- | ----------------------------- | ----------------------------- |
| 1969 (1. Jan.)        | 7.921                 | •                       | •                       | •                             | •                             |
| 1970 (27. Mai)        | 8.003                 | 4.188                   | 52 %                    | •                             | •                             |
| 1974 (30. Juni)       | 8.211                 | •                       | •                       | •                             | •                             |
| 1975 (31. Dez.)       | 8.214                 | 4.309                   | 52 %                    | 216                           | 2,6 %                         |
| 1980 (31. Dez.)       | 8.228                 | 4.322                   | 53 %                    | 248                           | 3,0 %                         |
| 1985 (31. Dez.)       | 7.994                 | 4.207                   | 53 %                    | 209                           | 2,6 %                         |
| 1987 (27. Mai)        | 8.266                 | 4.281                   | 52 %                    | •                             | •                             |
| 1990 (31. Dez.)       | 8.700                 | 4.490                   | 52 %                    | 278                           | 3,2 %                         |
| 1995 (31. Dez.)       | 9.308                 | 4.786                   | 51 %                    | 387                           | 4,2 %                         |
| 2000 (31. Dez.)       | 10.148                | 5.162                   | 51 %                    | 304                           | 3,0 %                         |
| 2005 (31. Dez.)       | 10.181                | 5.144                   | 51 %                    | 302                           | 3,0 %                         |
| 2007 (31. Dez.)       | 10.139                | 5.100                   | 50 %                    | 280                           | 2,8 %                         |
| 2012 (31. Dez.)       | 9.723                 | •                       | •                       | •                             | •                             |

1 Von 1843 bis 1888 Amt Bünde-Rödinghausen; es werden nur Ortschaften eingerechnet, die später zum Amt Rödinghausen gehörten.

2 Die Gliederung „deutsch/nichtdeutsch“ ist durch die Reform des Staatsangehörigkeitsrechts vom Juli 1999 ab dem Berichtsjahr 2000 beeinflusst.

### Religionen

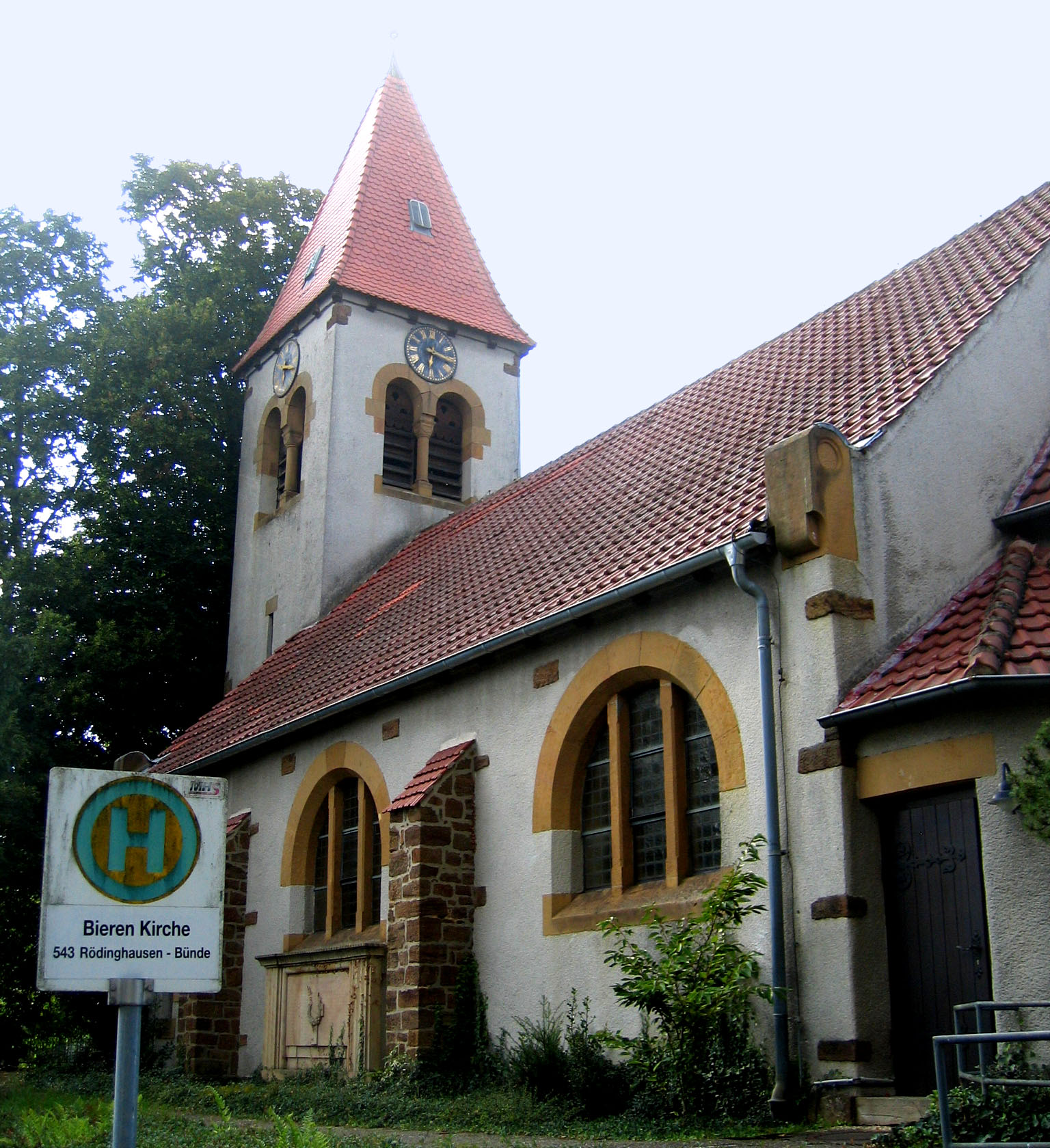
Kirche in Bieren

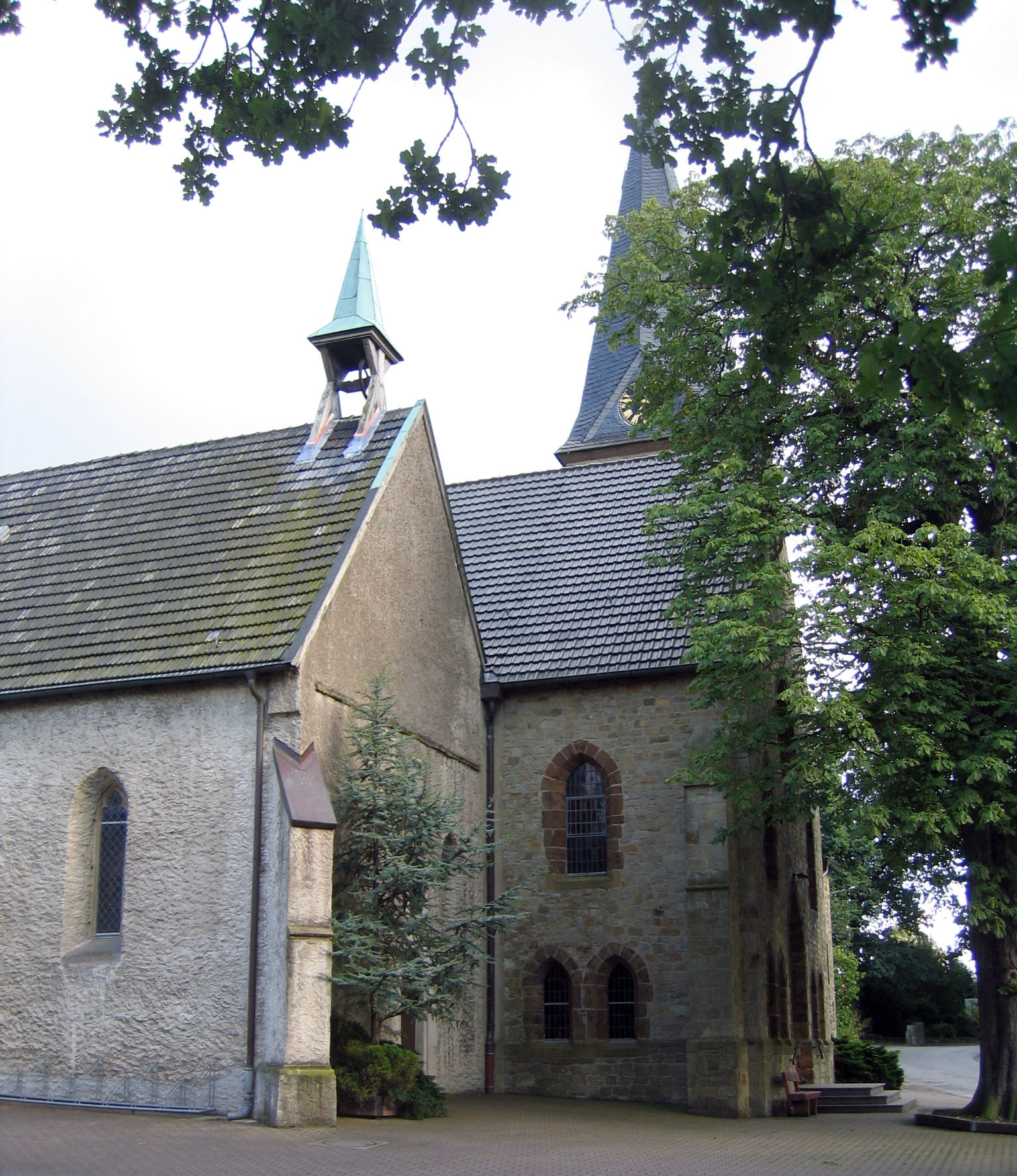
Kirche in Westkilver

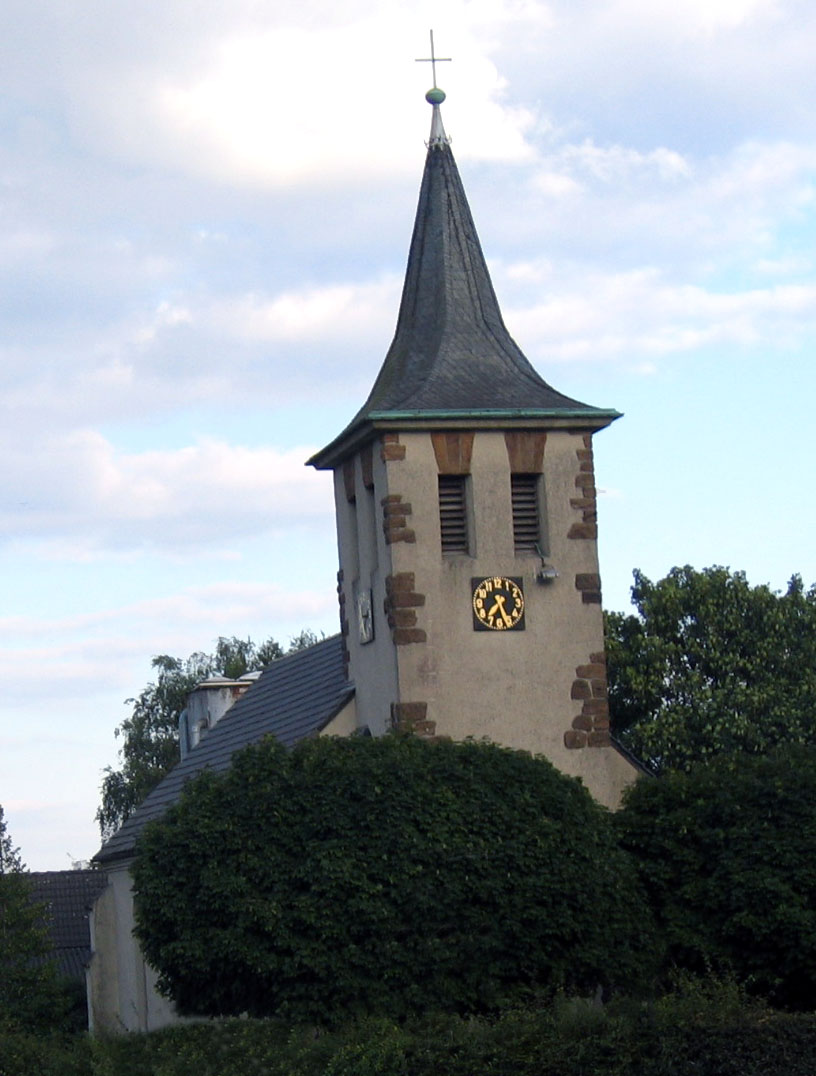
Kirche der SELK

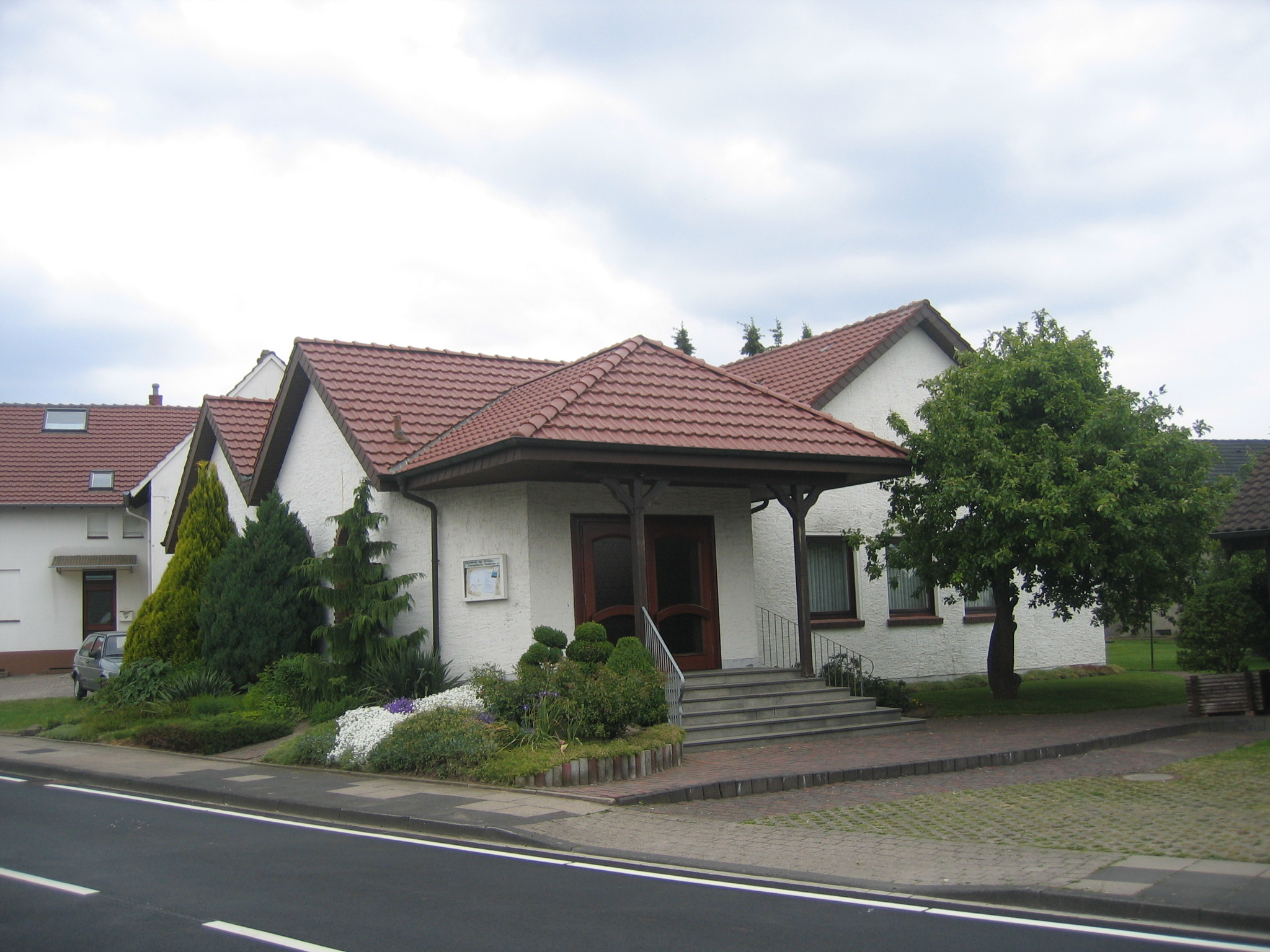
Kirche Gemeinde der Christen, ehemaliges Gemeindezentrum in Rödinghausen-Schwenningdorf

Genaue Daten zur Religionszugehörigkeit werden für Rödinghausen nicht publiziert. Anhaltspunkt kann jedoch die Religionszugehörigkeit der Rödinghauser Schüler sein. Die folgende Tabelle zeigt, dass über 75 Prozent der Schüler im Schuljahr 2002/03 aller Schulformen evangelischer Konfession sind. Ähnlich dürfte sich die Religionszugehörigkeit aller Einwohner verteilen.
| Religionszugehörigkeit | Evangelisch | Katholisch | Islamisch | sonstige Konfession | ohne Konfession |
| ---------------------- | ----------- | ---------- | --------- | ------------------- | --------------- |
| Anzahl                 | 1025        | 99         | 29        | 64                  | 109             |
| Anteil                 | 77,3 %      | 7,5 %      | 2,2 %     | 4,8 %               | 8,2 %           |

#### Evangelische Gemeinden
Es gibt ausschließlich evangelische Kirchen auf dem Gebiet der Gemeinde. Größte Kirche ist die evangelisch-lutherische Bartholomäuskirche im Ortsteil Rödinghausen. Weitere evangelisch-lutherische Kirchen befinden sich in Bruchmühlen und Bieren. Die Bierener und Rödinghauser Kirchen gehören zur Evangelischen Kirchengemeinde Rödinghausen, wohingegen die Bruchmühlener Kirche zur Evangelischen Kirchengemeinde Westkilver gehört. Der Nationalsozialist und spätere Reichsbischof der Deutschen Evangelischen Kirche Ludwig Müller war von 1908 bis 1914 Gemeindepfarrer in Rödinghausen.

#### Weitere evangelische Gemeinden
In Schwenningdorf befinden sich die freikirchlich-pfingstkirchliche „Gemeinde der Christen – Evangelische Freikirche“ mit eigenem Kirchengebäude sowie die Evangelisch-Lutherische „Johannes Gemeinde“ der altkonfessionellen Selbständigen Evangelisch-Lutherischen Kirche (SELK), die einen klassischen, 1854 geweihten Kirchbau mit Kirchturm hat.

#### Katholische Gemeinde
Die wenigen Rödinghauser Katholiken gehören der katholischen Kirchengemeinde Sankt Michael Holsen des Pastoralverbundes Bünder Land im Dekanat Herford-Minden des Erzbistums Paderborn an. In der Gemeinde war der spätere Weihbischof dieses Bistums, Matthias König, Vikar. Eine kleine Kapelle (Maria unbefleckte Empfängnis) steht unweit der Bartholomäus-Kirche.

#### Ehemalige jüdische Gemeinde
1814 bildete sich in Bünde eine jüdische Gemeinde, die anfangs nur aus fünf Familien bestand. 1815 wurde eine Synagoge errichtet. 1856 wurde der Synagogenbezirk in Bünde gegründet, der nach Einteilung der Königlichen Regierung zu Minden ab 1903 auch das Amt Rödinghausen umfasste. In Rödinghausen lebte zu dieser Zeit überhaupt nur ein jüdischer Bürger, der jedoch 1905 wegzog. Die Mitglieder der Bünder Gemeinde wurden im Holocaust deportiert, ermordet oder mussten fliehen. Die Gemeinde existiert nicht mehr.

## Politik
Rödinghausen ist eine kreisangehörige Gemeinde. Die Gemeinde gehört zum Kreis Herford. Kreisstadt ist Herford. Im Rathaus im Ortsteil Rödinghausen regiert ein hauptamtlicher Bürgermeister, der seit 1999 in Direktwahl von den Bürgern der Gemeinde gewählt wird. Außerdem wählen die Bürger den aus 26 (bis 2009: 32) Ratsmitgliedern bestehenden Gemeinderat.

### Gemeinderat

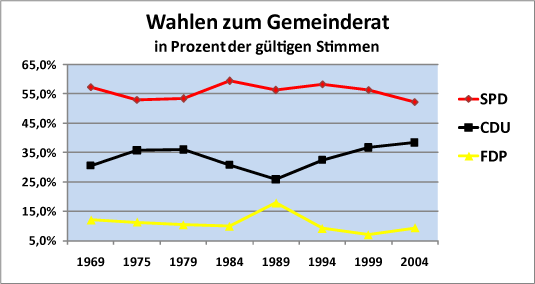
Kommunalwahlergebnisse seit 1969

Der Gemeinderat besteht derzeit aus 26 Mitgliedern, die vier Fraktionen angehören. Hinzu kommt der Bürgermeister als Ratsvorsitzender.
Die Gemeinde ist eine landesweite Hochburg der SPD. Bisher ist die SPD aus Wahlen immer als stärkste Fraktion hervorgegangen, erreichte dabei fast immer die absolute Mehrheit und stellte den Bürgermeister. Am 15. August 2006 jedoch gründeten sieben Ratsmitglieder der SPD unter Friedhold Metkemeyer eine eigene Fraktion namens Wir in Rödinghausen (WiR) und stimmten gegen den Haushaltsentwurf von Bürgermeister Vortmeyer. Die aktuelle politische Entwicklung hatte zur Abspaltung von der SPD geführt. Die Fraktion Wir in Rödinghausen bot einen neuen Rahmen für eine offene Politik. Die SPD hatte danach nicht mehr die absolute Mehrheit im Rat der Gemeinde und zählte nur noch zehn Ratsmitglieder. Seit November 2006 ist WiR eine eigene Wählergemeinschaft. Die Kommunalwahlergebnisse seit 1969 zeigt die Tabelle.
| Rat der Gemeinde Rödinghausen: Wähleranteil und Gemeinderäte seit 1969 | Rat der Gemeinde Rödinghausen: Wähleranteil und Gemeinderäte seit 1969 | Rat der Gemeinde Rödinghausen: Wähleranteil und Gemeinderäte seit 1969 | Rat der Gemeinde Rödinghausen: Wähleranteil und Gemeinderäte seit 1969 | Rat der Gemeinde Rödinghausen: Wähleranteil und Gemeinderäte seit 1969 | Rat der Gemeinde Rödinghausen: Wähleranteil und Gemeinderäte seit 1969 | Rat der Gemeinde Rödinghausen: Wähleranteil und Gemeinderäte seit 1969 | Rat der Gemeinde Rödinghausen: Wähleranteil und Gemeinderäte seit 1969 | Rat der Gemeinde Rödinghausen: Wähleranteil und Gemeinderäte seit 1969 | Rat der Gemeinde Rödinghausen: Wähleranteil und Gemeinderäte seit 1969 | Rat der Gemeinde Rödinghausen: Wähleranteil und Gemeinderäte seit 1969 | Rat der Gemeinde Rödinghausen: Wähleranteil und Gemeinderäte seit 1969 | Rat der Gemeinde Rödinghausen: Wähleranteil und Gemeinderäte seit 1969 | Rat der Gemeinde Rödinghausen: Wähleranteil und Gemeinderäte seit 1969 | Rat der Gemeinde Rödinghausen: Wähleranteil und Gemeinderäte seit 1969 | Rat der Gemeinde Rödinghausen: Wähleranteil und Gemeinderäte seit 1969 | Rat der Gemeinde Rödinghausen: Wähleranteil und Gemeinderäte seit 1969 | Rat der Gemeinde Rödinghausen: Wähleranteil und Gemeinderäte seit 1969 | Rat der Gemeinde Rödinghausen: Wähleranteil und Gemeinderäte seit 1969 | Rat der Gemeinde Rödinghausen: Wähleranteil und Gemeinderäte seit 1969 | Rat der Gemeinde Rödinghausen: Wähleranteil und Gemeinderäte seit 1969 | Rat der Gemeinde Rödinghausen: Wähleranteil und Gemeinderäte seit 1969 | Rat der Gemeinde Rödinghausen: Wähleranteil und Gemeinderäte seit 1969 | Rat der Gemeinde Rödinghausen: Wähleranteil und Gemeinderäte seit 1969 | Rat der Gemeinde Rödinghausen: Wähleranteil und Gemeinderäte seit 1969 | Rat der Gemeinde Rödinghausen: Wähleranteil und Gemeinderäte seit 1969 | Rat der Gemeinde Rödinghausen: Wähleranteil und Gemeinderäte seit 1969 | Rat der Gemeinde Rödinghausen: Wähleranteil und Gemeinderäte seit 1969 | Rat der Gemeinde Rödinghausen: Wähleranteil und Gemeinderäte seit 1969 | Rat der Gemeinde Rödinghausen: Wähleranteil und Gemeinderäte seit 1969 | Rat der Gemeinde Rödinghausen: Wähleranteil und Gemeinderäte seit 1969 | Rat der Gemeinde Rödinghausen: Wähleranteil und Gemeinderäte seit 1969 |
| --- | ---------------------------------------------------------------------- | ---------------------------------------------------------------------- | ---------------------------------------------------------------------- | ---------------------------------------------------------------------- | ---------------------------------------------------------------------- | ---------------------------------------------------------------------- | ---------------------------------------------------------------------- | ---------------------------------------------------------------------- | ---------------------------------------------------------------------- | ---------------------------------------------------------------------- | ---------------------------------------------------------------------- | ---------------------------------------------------------------------- | ---------------------------------------------------------------------- | ---------------------------------------------------------------------- | ---------------------------------------------------------------------- | ---------------------------------------------------------------------- | ---------------------------------------------------------------------- | ---------------------------------------------------------------------- | ---------------------------------------------------------------------- | ---------------------------------------------------------------------- | ---------------------------------------------------------------------- | ---------------------------------------------------------------------- | ---------------------------------------------------------------------- | ---------------------------------------------------------------------- | ---------------------------------------------------------------------- | ---------------------------------------------------------------------- | ---------------------------------------------------------------------- | ---------------------------------------------------------------------- | ---------------------------------------------------------------------- | ---------------------------------------------------------------------- | ---------------------------------------------------------------------- |
| | CDU                                                                    | CDU                                                                    | SPD                                                                    | SPD                                                                    | FDP                                                                    | FDP                                                                    | Grüne                                                                  | Grüne                                                                  | WiR1                                                                   | WiR1                                                                   | Gesamt                                                                 | Gesamt                                                                 | Wahl- beteiligung                                                      |                                                                        |                                                                        |                                                                        |                                                                        |                                                                        |                                                                        |                                                                        |                                                                        |                                                                        |                                                                        |                                                                        |                                                                        |                                                                        |                                                                        |                                                                        |                                                                        |                                                                        |                                                                        |
| Wahlperiode | %                                                                      | Mandate                                                                | %                                                                      | Mandate                                                                | %                                                                      | Mandate                                                                | %                                                                      | Mandate                                                                | %                                                                      | Mandate                                                                | %                                                                      | Gesamtanzahl der Sitze im Rat                                          | %                                                                      |                                                                        |                                                                        |                                                                        |                                                                        |                                                                        |                                                                        |                                                                        |                                                                        |                                                                        |                                                                        |                                                                        |                                                                        |                                                                        |                                                                        |                                                                        |                                                                        |                                                                        |                                                                        |
| I: 1969–1975 | 30,61                                                                  | 10                                                                     | 57,37                                                                  | 19                                                                     | 12,02                                                                  | 4                                                                      |                                                                        |                                                                        |                                                                        |                                                                        | 100                                                                    | n/v                                                                    | 77,24                                                                  |                                                                        |                                                                        |                                                                        |                                                                        |                                                                        |                                                                        |                                                                        |                                                                        |                                                                        |                                                                        |                                                                        |                                                                        |                                                                        |                                                                        |                                                                        |                                                                        |                                                                        |                                                                        |
| II: 1975–1979 | 35,73                                                                  | 12                                                                     | 53,99                                                                  | 18                                                                     | 11,28                                                                  | 3                                                                      | 100                                                                    | 33                                                                     | 90,01                                                                  |                                                                        |                                                                        |                                                                        |                                                                        |                                                                        |                                                                        |                                                                        |                                                                        |                                                                        |                                                                        |                                                                        |                                                                        |                                                                        |                                                                        |                                                                        |                                                                        |                                                                        |                                                                        |                                                                        |                                                                        |                                                                        |                                                                        |
| III: 1979–1984 | 36,94                                                                  | 12                                                                     | 53,74                                                                  | 18                                                                     | 10,32                                                                  | 3                                                                      | 100                                                                    | 33                                                                     | 81,00                                                                  |                                                                        |                                                                        |                                                                        |                                                                        |                                                                        |                                                                        |                                                                        |                                                                        |                                                                        |                                                                        |                                                                        |                                                                        |                                                                        |                                                                        |                                                                        |                                                                        |                                                                        |                                                                        |                                                                        |                                                                        |                                                                        |                                                                        |
| IV: 1984–1989 | 30,76                                                                  | 10                                                                     | 59,39                                                                  | 20                                                                     | 9,84                                                                   | 3                                                                      | 100                                                                    | 33                                                                     | 77,18                                                                  |                                                                        |                                                                        |                                                                        |                                                                        |                                                                        |                                                                        |                                                                        |                                                                        |                                                                        |                                                                        |                                                                        |                                                                        |                                                                        |                                                                        |                                                                        |                                                                        |                                                                        |                                                                        |                                                                        |                                                                        |                                                                        |                                                                        |
| V: 1989–1994 | 25,82                                                                  | 8                                                                      | 56,28                                                                  | 19                                                                     | 17,90                                                                  | 6                                                                      | 100                                                                    | 33                                                                     | 70,93                                                                  |                                                                        |                                                                        |                                                                        |                                                                        |                                                                        |                                                                        |                                                                        |                                                                        |                                                                        |                                                                        |                                                                        |                                                                        |                                                                        |                                                                        |                                                                        |                                                                        |                                                                        |                                                                        |                                                                        |                                                                        |                                                                        |                                                                        |
| VI: 1994–1999 | 32,43                                                                  | 12                                                                     | 58,34                                                                  | 19                                                                     | 9,23                                                                   | 3                                                                      | 100                                                                    | 32                                                                     | 85,77                                                                  |                                                                        |                                                                        |                                                                        |                                                                        |                                                                        |                                                                        |                                                                        |                                                                        |                                                                        |                                                                        |                                                                        |                                                                        |                                                                        |                                                                        |                                                                        |                                                                        |                                                                        |                                                                        |                                                                        |                                                                        |                                                                        |                                                                        |
| VII: 1999–2004 | 36,70                                                                  | 12                                                                     | 56,35                                                                  | 18                                                                     | 6,95                                                                   | 2                                                                      | 100                                                                    | 32                                                                     | 61,67                                                                  |                                                                        |                                                                        |                                                                        |                                                                        |                                                                        |                                                                        |                                                                        |                                                                        |                                                                        |                                                                        |                                                                        |                                                                        |                                                                        |                                                                        |                                                                        |                                                                        |                                                                        |                                                                        |                                                                        |                                                                        |                                                                        |                                                                        |
| VIII: 2004–2009 | 38,37                                                                  | 12                                                                     | 53,33                                                                  | 17                                                                     | 9,30                                                                   | 3                                                                      | 100                                                                    | 32                                                                     | 67,27                                                                  |                                                                        |                                                                        |                                                                        |                                                                        |                                                                        |                                                                        |                                                                        |                                                                        |                                                                        |                                                                        |                                                                        |                                                                        |                                                                        |                                                                        |                                                                        |                                                                        |                                                                        |                                                                        |                                                                        |                                                                        |                                                                        |                                                                        |
| 2006–2009 | –                                                                      | 12                                                                     | —                                                                      | 10                                                                     | —                                                                      | 3                                                                      | —                                                                      | 7                                                                      | —                                                                      | 32                                                                     | —                                                                      |                                                                        |                                                                        |                                                                        |                                                                        |                                                                        |                                                                        |                                                                        |                                                                        |                                                                        |                                                                        |                                                                        |                                                                        |                                                                        |                                                                        |                                                                        |                                                                        |                                                                        |                                                                        |                                                                        |                                                                        |
| IX: 2009–2014 | 23,71                                                                  | 6                                                                      | 52,77                                                                  | 14                                                                     | 10,04                                                                  | 3                                                                      | 13,74                                                                  | 3                                                                      | 100                                                                    | 26                                                                     | 66,61                                                                  |                                                                        |                                                                        |                                                                        |                                                                        |                                                                        |                                                                        |                                                                        |                                                                        |                                                                        |                                                                        |                                                                        |                                                                        |                                                                        |                                                                        |                                                                        |                                                                        |                                                                        |                                                                        |                                                                        |                                                                        |
| X: 2014–2020 | 28,04                                                                  | 7                                                                      | 52,89                                                                  | 14                                                                     | 5,19                                                                   | 1                                                                      | 13,89                                                                  | 4                                                                      | 100                                                                    | 26                                                                     | 60,86                                                                  |                                                                        |                                                                        |                                                                        |                                                                        |                                                                        |                                                                        |                                                                        |                                                                        |                                                                        |                                                                        |                                                                        |                                                                        |                                                                        |                                                                        |                                                                        |                                                                        |                                                                        |                                                                        |                                                                        |                                                                        |
| XI: 2020– | 26,01                                                                  | 7                                                                      | 42,90                                                                  | 12                                                                     | 9,29                                                                   | 3                                                                      | 21,80                                                                  | 6                                                                      |                                                                        |                                                                        | 100                                                                    | 28                                                                     | 63,35                                                                  |                                                                        |                                                                        |                                                                        |                                                                        |                                                                        |                                                                        |                                                                        |                                                                        |                                                                        |                                                                        |                                                                        |                                                                        |                                                                        |                                                                        |                                                                        |                                                                        |                                                                        |                                                                        |
| 2025 | -                                                                      | 8                                                                      | -                                                                      | 12                                                                     | -                                                                      | 3                                                                      | -                                                                      | 5                                                                      | -                                                                      | 28                                                                     | -                                                                      |                                                                        |                                                                        |                                                                        |                                                                        |                                                                        |                                                                        |                                                                        |                                                                        |                                                                        |                                                                        |                                                                        |                                                                        |                                                                        |                                                                        |                                                                        |                                                                        |                                                                        |                                                                        |                                                                        |                                                                        |
| Prozentanteile gerundet. Quellen: Landesdatenbank NRW; Landesbetrieb Information und Technik Nordrhein-Westfalen; Kommunales Rechenzentrum Minden-Ravensberg/ Lippe; Botzet, R. |                                                                        |                                                                        |                                                                        |                                                                        |                                                                        |                                                                        |                                                                        |                                                                        |                                                                        |                                                                        |                                                                        |                                                                        |                                                                        |                                                                        |                                                                        |                                                                        |                                                                        |                                                                        |                                                                        |                                                                        |                                                                        |                                                                        |                                                                        |                                                                        |                                                                        |                                                                        |                                                                        |                                                                        |                                                                        |                                                                        |                                                                        |

1WiR: Wir in Rödinghausen
Im Jahr 2025 wechselte Diana Heinrich von den Grünen zur CDU.

### Bürgermeister

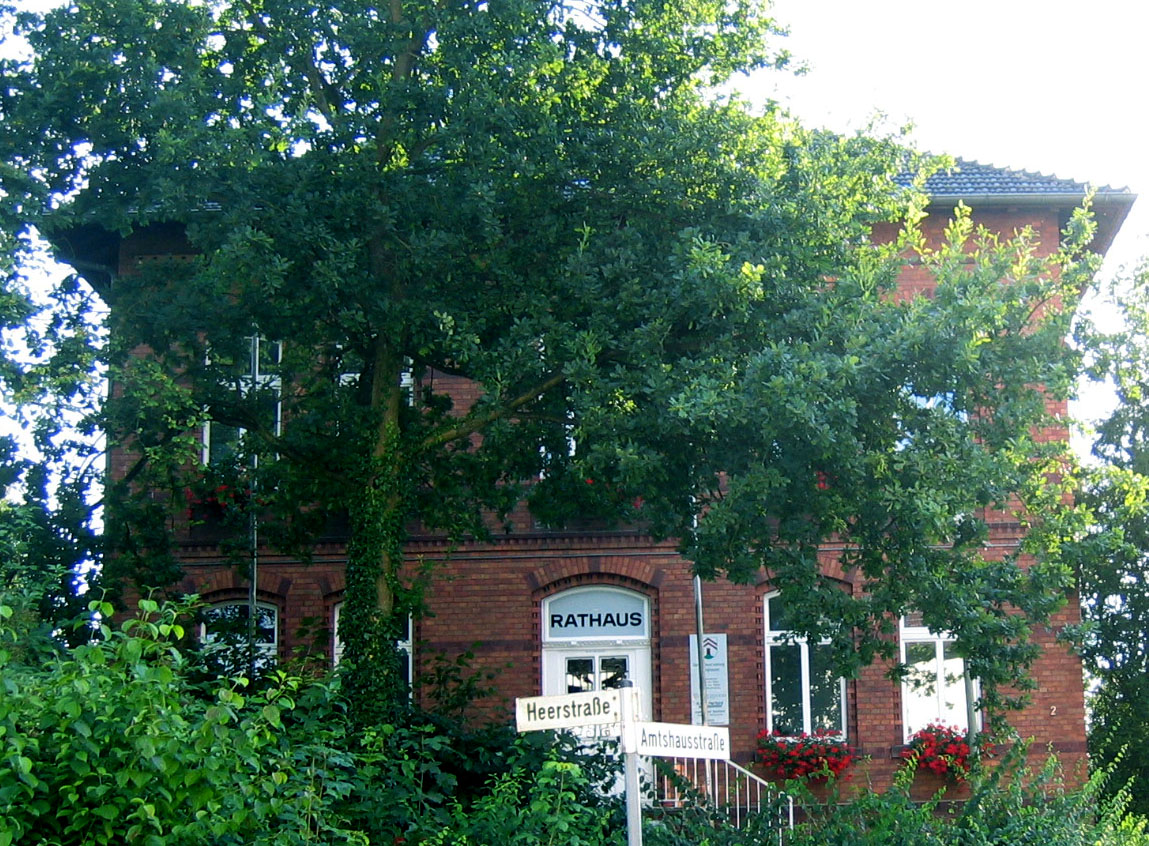
Rathaus an der Heerstraße

Zum Bürgermeister gewählt wurde 2020 Siegfried Lux (SPD) mit 54,87 Prozent der Stimmen in der Stichwahl. Sein Vorgänger Ernst-Wilhelm Vortmeyer (* 1954; SPD) kam 2004 nach einer Direktwahl mit 53,9 Prozent der Stimmen ins Amt. Am 30. August 2009 wurde er mit 59,95 Prozent der abgegebenen gültigen Stimmen im Amt bestätigt, im Mai 2014 mit 67,25 Prozent.
Erster Bürgermeister der Gemeinde Rödinghausen nach der Gebietsreform 1969 war Günter Oberpenning (SPD), der vor der Gebietsreform der Erste Stellvertretende Bürgermeister der damals noch unabhängigen Gemeinde Ostkilver war. Oberpenning schied nach fast dreißigjähriger Amtszeit und fünf Amtsperioden 1998 aus dem Amt. Sein Nachfolger wurde der langjährige Gemeindedirektor Kurt Vogt (SPD), der 1999 mit 60,2 Prozent der gültigen Stimmen im ersten Wahlgang einer Direktwahl zum Bürgermeister gewählt wurde.
Seit 2005 ist das Mobile Rathaus in der Gemeinde unterwegs. Bürger können mit dem Bürgermeister sprechen und das Dienstleistungsangebot der Verwaltung wahrnehmen.

#### Amtsbürgermeister
Die vor 1969 fünf selbständigen Gemeinden und heutigen Ortsteile Rödinghausens waren im Amt Rödinghausen verbunden, dem ein Amtsbürgermeister vorstand. Zunächst wurde dieses Amt in Personalunion mit dem Bünder Amtsbürgermeister im Amt Bünde-Rödinghausen ausgeübt. Der Amtsbürgermeister war manchmal auch Bürgermeister einer der fünf Amtsgemeinden. Die letzten Amtsbürgermeister waren:
- bis 1948: Karl Kiel
- 1948–1956: Wilhelm Budde
- 1956–1958: August Landwehr
- 1958–1969: Heinrich Petring

### Städtepartnerschaften
Es besteht eine Partnerschaft zu Pemberville in den USA. Pemberville liegt an den Ufern des Portage River in Wood County, Ohio. 2000 hatte der Ort 1365 Einwohner. Die Partnerschaft wurde am 23. März 1995 begründet. Die beiden Gemeinden sind auch historisch miteinander verbunden. Im 19. Jahrhundert waren zahlreiche Rödinghauser nach Pemberville ausgewandert. Nach Pemberville ist in Rödinghausen der Pemberville-Platz am Haus des Gastes benannt.
Der Rödinghauser Gemeinderat übernahm 1985 eine Patenschaft für die aus Fritschendorf (ehemals Landkreis Crossen (Oder)) geflohenen oder vertriebenen Deutschen. Seitdem fanden regelmäßig Heimattreffen der ehemaligen Fritschendorfer in Rödinghausen statt.

### Wappen
Das Wappen zeigt stilisiert den Aussichtsturm auf dem Nonnenstein in Rot auf dem Kamm des in Grün und dreibergig dargestellten Wiehengebirges. Die silbernen Sparren darüber bezeugen die ehemalige Zugehörigkeit zur Grafschaft Ravensberg (Die Zugehörigkeit endete 1614, als die Grafschaft und damit auch Rödinghausen an Brandenburg-Preußen fiel). Die Genehmigung zur Führung dieses Wappens wurde 1976 von der Bezirksregierung erteilt. Die Flagge der Gemeinde zeigt das Gemeindewappen auf einem im Verhältnis 1:2:1 rot-weiß-rot längsgestreiften Untergrund.
Die Seitenansicht zweier gegeneinander gelehnter Sparren hat zur Bezeichnung eines Wappenbildes in Wappenbeschreibungen geführt. Das Motiv kann in Wappen einzeln, häufiger aber mehrfach auftreten (z. B. Herren von Eppstein, Grafen von Hanau, Grafen von Ravensberg). Das Ravensberger Wappen enthielt drei rote Sparren in Silber (Weiß). Es war stets Teil des Wappens der im Besitz der Grafschaft befindlichen Herrscherhäuser, zuletzt des großen preußischen Wappens. Heute findet es sich auch in mehreren Kreis- und Stadtwappen der Region, etwa in denen Bielefelds, Borgholzhausens, Halles, Steinhagens, Vlothos, Werthers und der Kreise Gütersloh und Minden-Lübbecke.
Siehe auch: Liste der Wappen im Kreis Herford und Liste der Flaggen im Kreis Herford

## Kultur und Freizeit

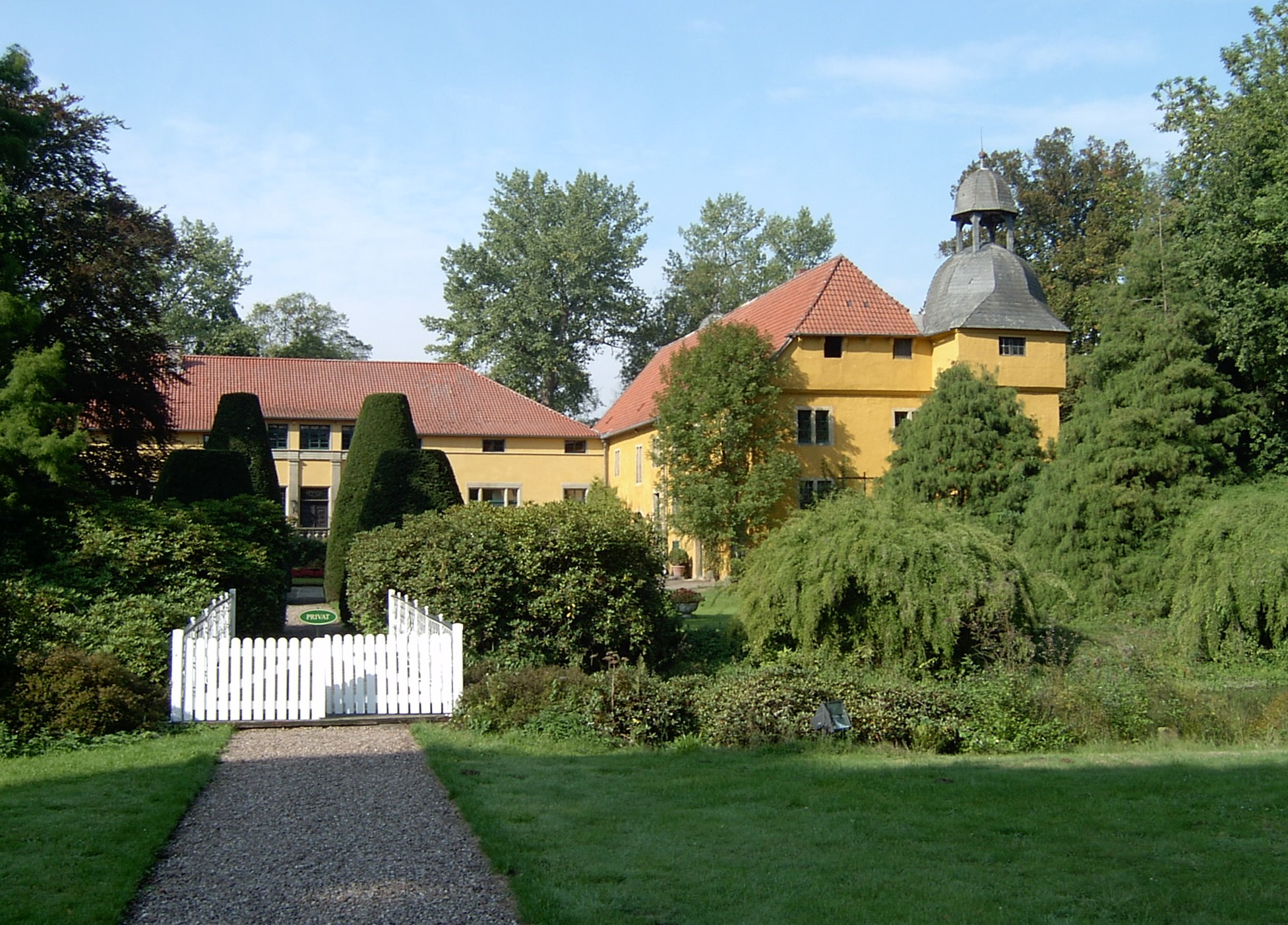
Gut Böckel vom Gutpark aus gesehen

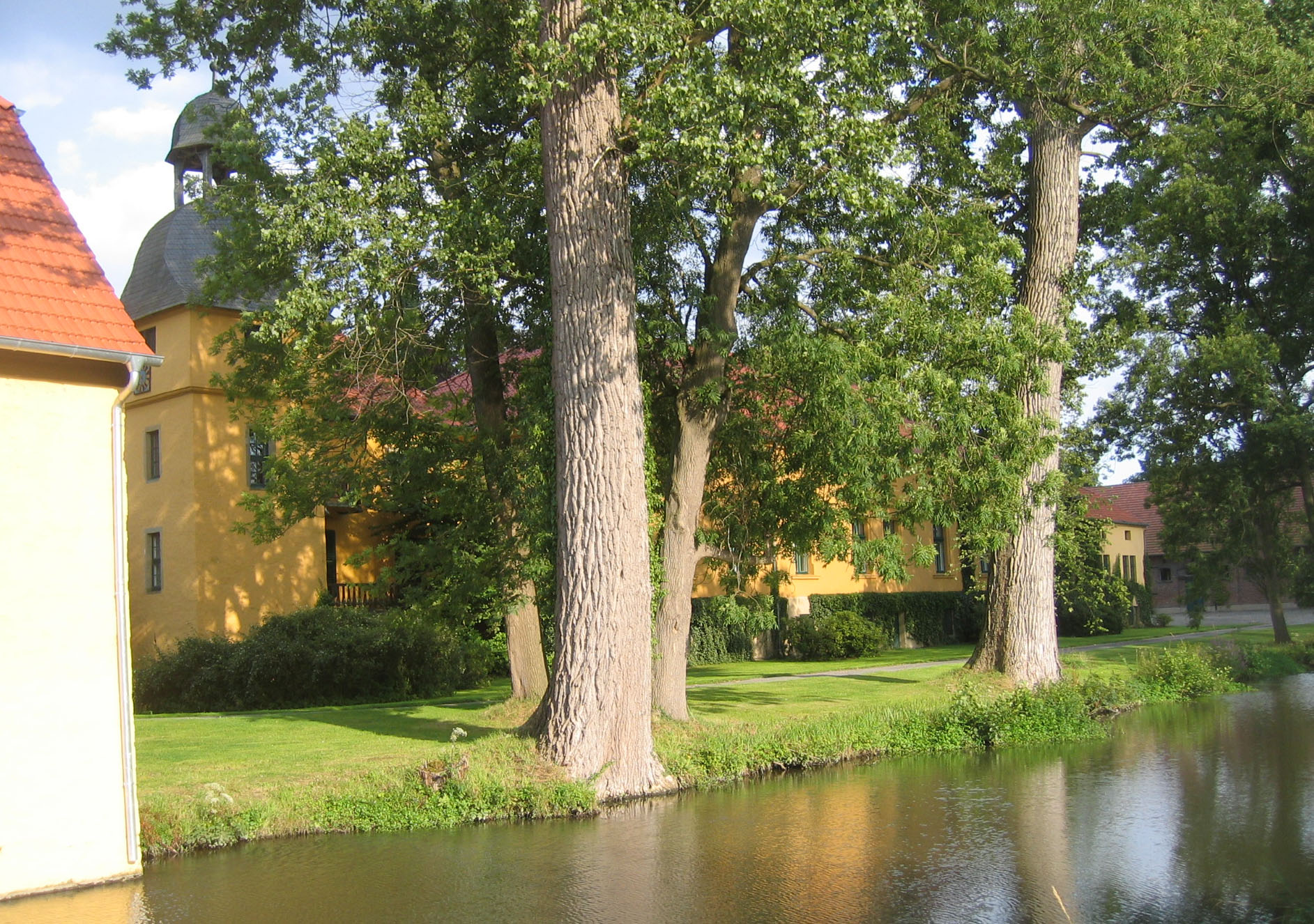
Gut Böckel von Westen aus gesehen

### Kultur auf Gut Böckel
Herausragende Kulturveranstaltungen finden auf Gut Böckel im Ortsteil Bieren statt. Dazu zählt vor allem die Konzertreihe Russischer Sommer mit Spitzenorchestern wie The Royal Philharmonic Orchestra aus London, die Nordwestdeutsche Philharmonie, das Sankt Petersburger Cello-Ensemble oder ein Orchester unter Leitung von Justus Frantz. Die Konzerte finden im 120 Jahre alten ehemaligen Kuhstall oder im Gutspark statt. Daneben gibt es im Sommer auf Gut Böckel das Literatur- und Musikfest Wege durch das Land mit Konzerten, Lesungen und Vorträgen. Zu diesen Anlässen besteht im Roggenhaus des Gutes ein Gastronomieangebot. Die Veranstaltungen knüpfen damit an eine lange Tradition an, die vor allem von der auf Gut Bökel lebenden Lyrikerin, Kunstsammlerin und Mäzenin Hertha Koenig bereits vor dem Zweiten Weltkrieg begründet wurde. 1994 wurde die Hertha Koenig-Gesellschaft gegründet, um an vergessene Dichter zu erinnern. Die Gesellschaft vergibt den mit 4000 Euro dotierten Hertha-Koenig-Literaturpreis. Erste Preisträgerin war Irina Korschunow. Im Gutspark sind Skulpturen ausgestellt.
Einziges Kino sind die Else-Lichtspiele im Ortsteil Bruchmühlen.

### Museen
Der Bielefelder Horst-August Bollweg hat über 200 Schlitten, vom Pferdeschlitten bis zum Kinderschlitten, gesammelt und restauriert. Im ehemaligen Schweinestall von Gut Böckel sind mehr als 50 davon ausgestellt. Außerdem sind einige alte, ebenfalls von Bollweg gesammelte, hölzerne Webstühle auf Gut Böckel in einer rekonstruierten Spinn- und Webstube zu sehen. Solche Stuben waren früher typisch für die westfälischen Bauernhöfe. Des Weiteren gibt es den Lehrbienenstand des Imkervereins Bieren und eine kleine Ausstellung mit altem Schulmobiliar in der Grundschule in Bieren.

### Musik
In Rödinghausen gibt es zahlreiche Chöre wie den Shanty-Chor Bruchmühlen e. V., den gemischten Chor Zufriedenheit Bruchmühlen und den Männergesangsverein „Frohsinn am Wiehen“. Daneben existieren noch die Posaunenchöre Westkilver, Rödinghausen und Bieren sowie zahlreiche kirchliche Gesangsvereinigungen für verschiedene Altersgruppen.

### Bauwerke

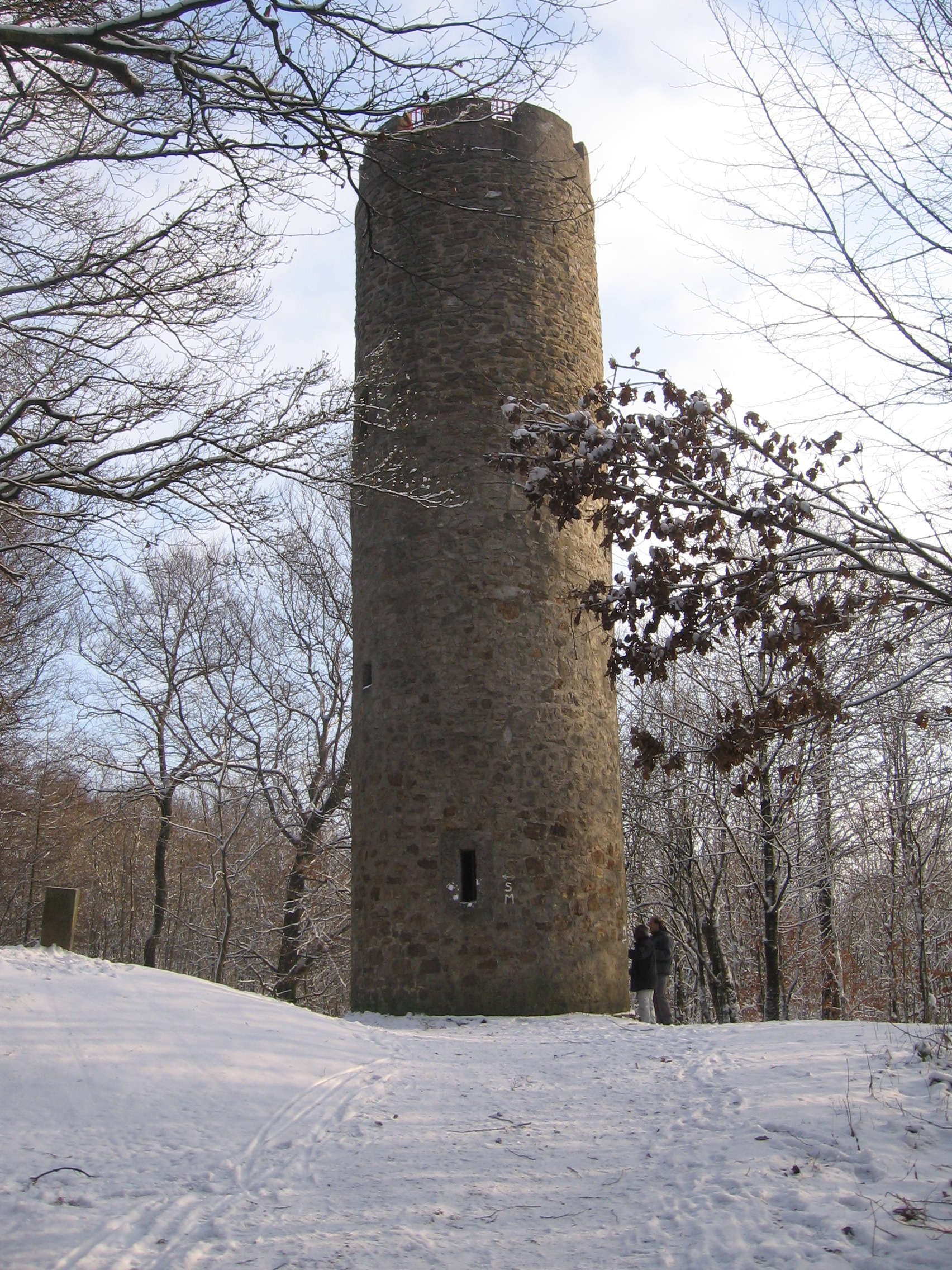
Der Nonnenstein

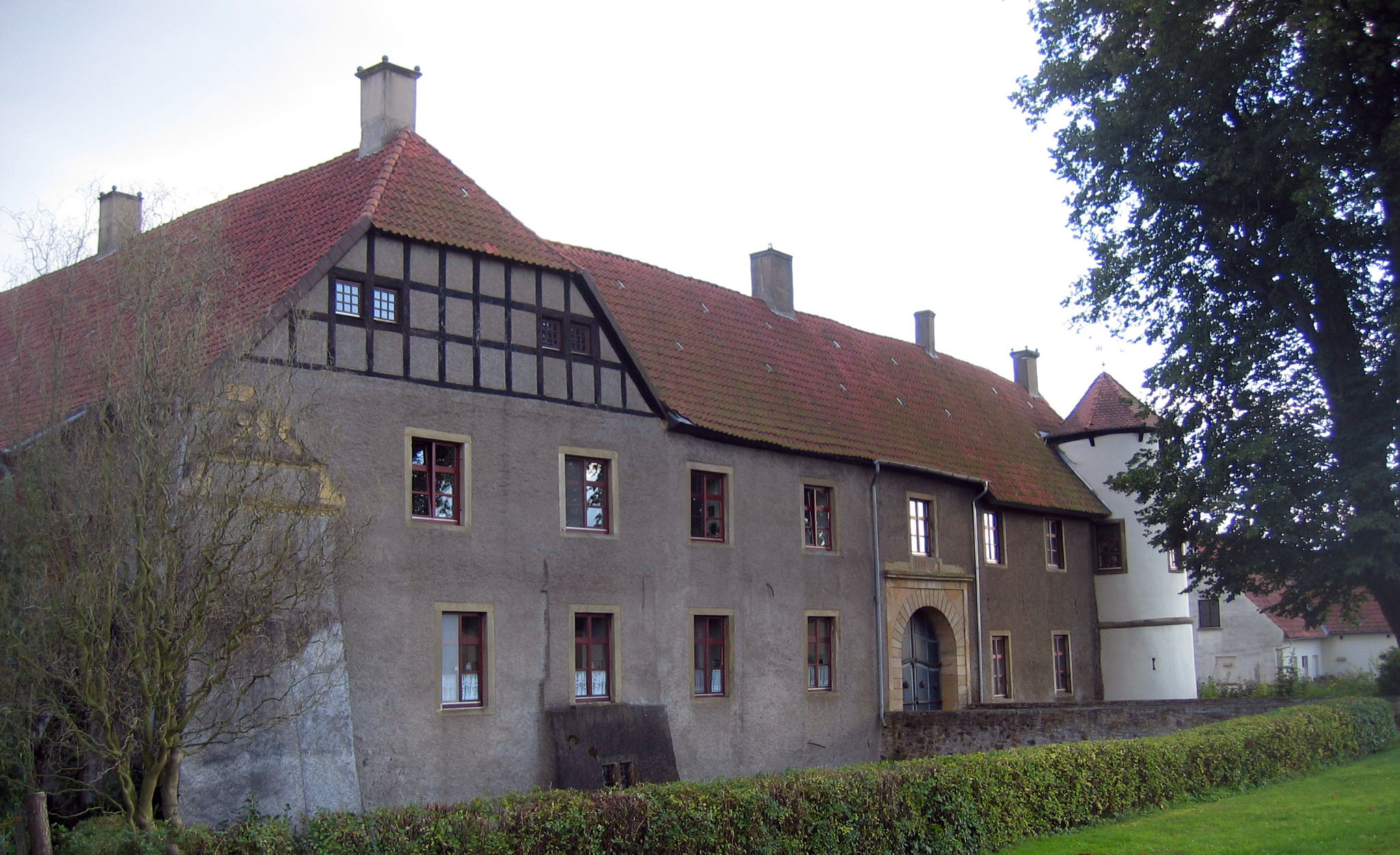
Haus Kilver

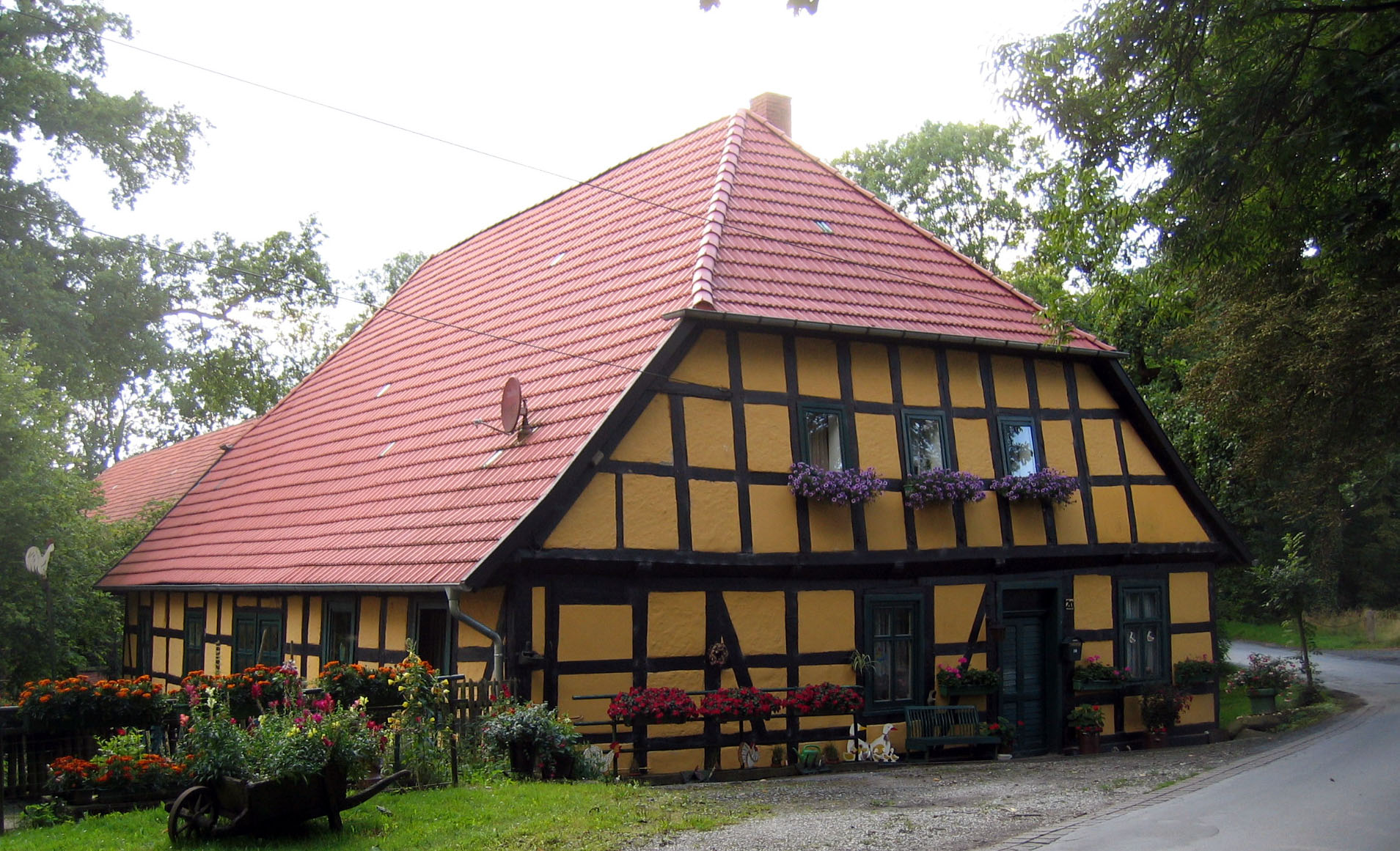
Nebengebäude Gut Böckel

#### Aussichtsturm auf dem Nonnenstein und Bismarck-Feuersäule
Wahrzeichen Rödinghausens ist der 14 Meter hohe Aussichtsturm auf dem Berg Nonnenstein. Errichtet wurde das Bauwerk 1897 als Kaiser-Wilhelm-Turm. Der Nonnenstein liegt exakt auf der Gemeindegrenze. Er war ursprünglich niedriger und wurde Ende des 20. Jahrhunderts auf die derzeitige Höhe vergrößert. 100 Meter vom Turm entfernt wurde 1911 auf Anregung des Turnvereins Bünde sowie bismarckbegeisterter Bürger aus Rödinghausen die Bismarck-Feuersäule errichtet, eine sechs Meter hohe Sandsteinsäule mit quadratischem Grundriss und einem Bismarck-Medaillon an der Vorderseite.

#### Herrensitze Haus Kilver und Gut Böckel
Ältestes erhaltenes Bauwerk ist der Herrensitz Haus Kilver, der 851 erstmals schriftlich erwähnt wurde und den ältesten schriftlich belegten Siedlungskern von Rödinghausen darstellt. Die Bauerndörfer Westkilver und Ostkilver leiten ihren Namen vom Haus Kilver ab. Zweiter erhaltener Herrensitz ist das bereits erwähnte Gut Böckel. Die Wasserburg wurde 1350 erstmals erwähnt. Die erste Burg steht nordöstlich der heutigen Anlage. Die heutige Barockanlage mit zwei charakteristischen Ecktürmen stammt aus dem Jahr 1682.

#### Kirchen
Die größte erstmals 1233 erwähnte Kirche in Rödinghausen ist die evangelisch-lutherische St.-Bartholomäus-Kirche. Die Ursprünge der Pfarrkirche reichen vermutlich bis ins 9. Jahrhundert zurück. Ebenfalls zur evangelischen Kirchengemeinde Rödinghausen zählt die Kirche in Bieren, die allerdings erst 1908 als Nachfolgerin einer in Fachwerkbauweise ausgeführten Kapelle, Klus genannt, aus Bruchstein errichtet wurde.
Die Michael-Kirche der evangelischen Kirchengemeinde Westkilver im Ortsteil Bruchmühlen wurde 1471 als Kapelle erbaut, 1904 um ein Parallelschiff erweitert und erhielt 1930 ihren Turm. Im Inneren ist eine spätgotische Kanzel aus Holz, ein Vortragekreuz um 1525, ein an die Kreuzwegdarstellungen angelehntes Gemälde von 1724 und eine aus Lindenholz geschnitzte Taufschale zu besichtigen.
Die Kirche der Selbständigen Evangelisch-Lutherischen Gemeinde (SELK) in Schwenningdorf wurde 1857 erbaut und 1931 um den Westturm und einen Anbau erweitert.

#### Höfe
Auf dem Gemeindegebiet befinden sich zahlreiche typische westfälische Höfe. Der hohe landwirtschaftliche Ertrag auf den fruchtbaren Lössböden führte zu Hofgebäuden mit reichem Zierrat, z. B. Gebälkschnitzereien und den typischen Geckpfählen auf der Giebelspitze. Der Hof mit der größten Steuerkraft im Dorf bekam die Hausnummer 1, der zweitgrößte die Hausnummer 2 usw. Diese alten Hausnummern sind auch heute oft noch im Gebälk eingeschnitzt. Ein typisch Ravensberger Hof lag nicht in einem geschlossenen Dorf, sondern vereinzelt in einem Drubbel. Zahlreiche Nebengebäude (z. B. der Heuerlings-Kotten) umgaben den Haupthof und bildeten einen Gebäudekomplex. Jede Hofgruppe besaß früher eine Bauerschaftsglocke. Heute sind solche Glocken noch in Bieren-Stukenhöfen und in Bieren-Dono erhalten, wobei die Glocke in Bieren-Dono an einer eher untypischen Stahlkonstruktion angebracht ist. Wie überall im Ravensberger Land ist das Fachwerk meist schwarz, die Ausfachungen sind weiß, der Giebel ist meist dunkelgrün (seltener weiß) und die Dachziegel sind rot. Beispiele sind der Vierständerhof Hof Oberschulte mit Altenteiler von 1729 im Ortskern von Rödinghausen oder der Heerhof, der erstmals 1603 erwähnt wurde und in seiner jetzigen Form ab 1820 errichtet wurde. Zu den Höfen gehörte oft auch eine Mühle, z. B. die noch existente Wassermühle des Gutes Böckel von 1756.
Im Ortsteil Rödinghausen stand bis 1972 der Hof Möllering. Dieser wurde 1590 errichtet und kann heute im Bauernhaus-Museum in Bielefeld besichtigt werden, wo er als Beispiel für ein typisches westfälisches Bauernhaus gezeigt wird. Das Haus wurde 1995 bei einem Brand im Museum stark beschädigt, konnte jedoch bis 1999 wieder aufgebaut werden.

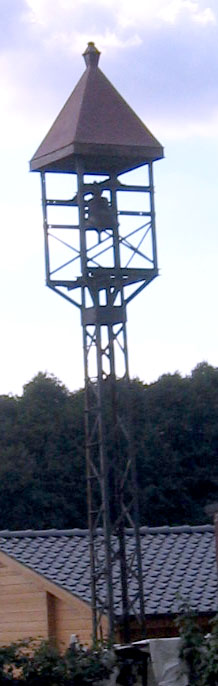
Donoer Bauernschaftsglocke

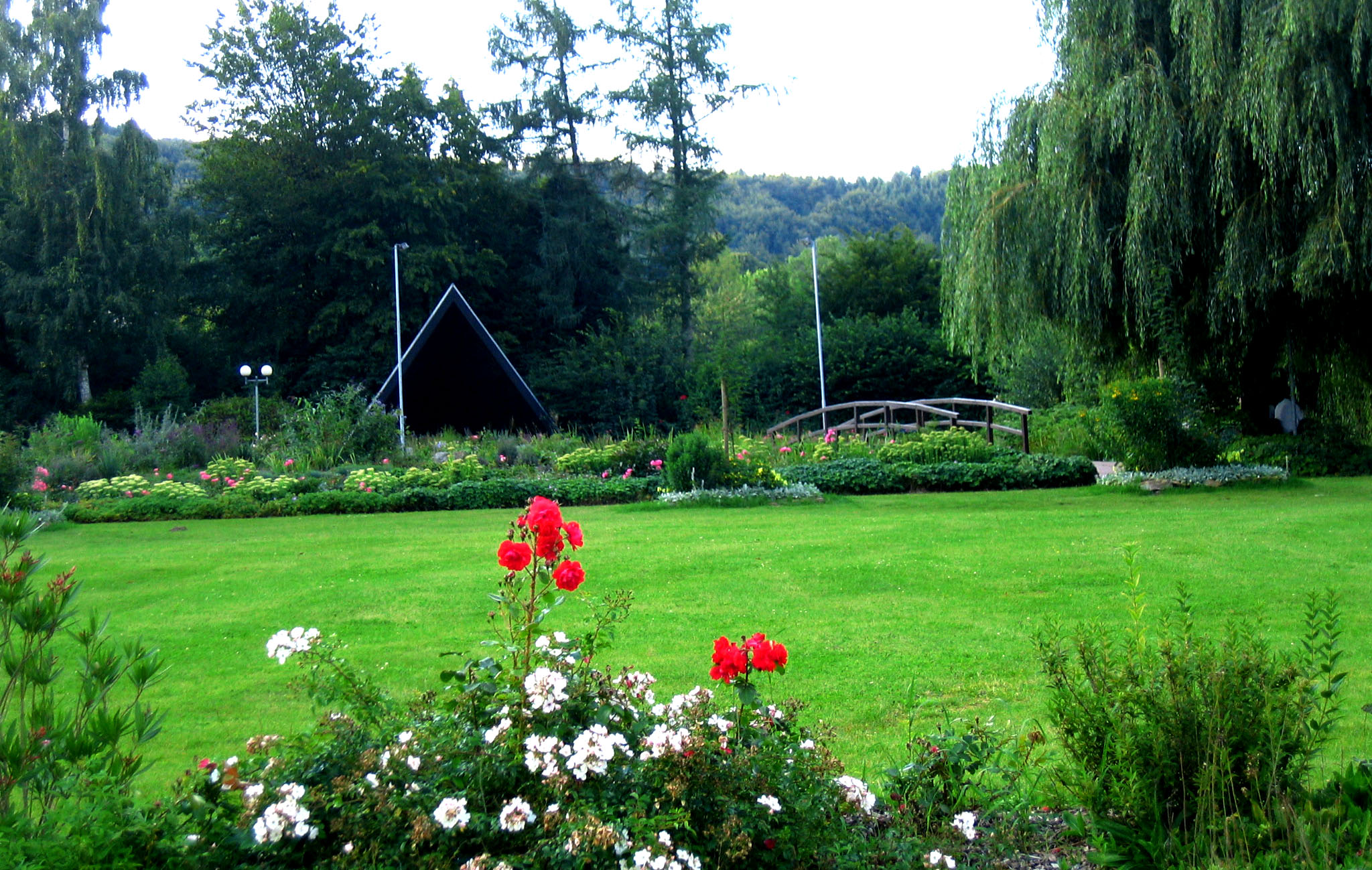
Kurpark

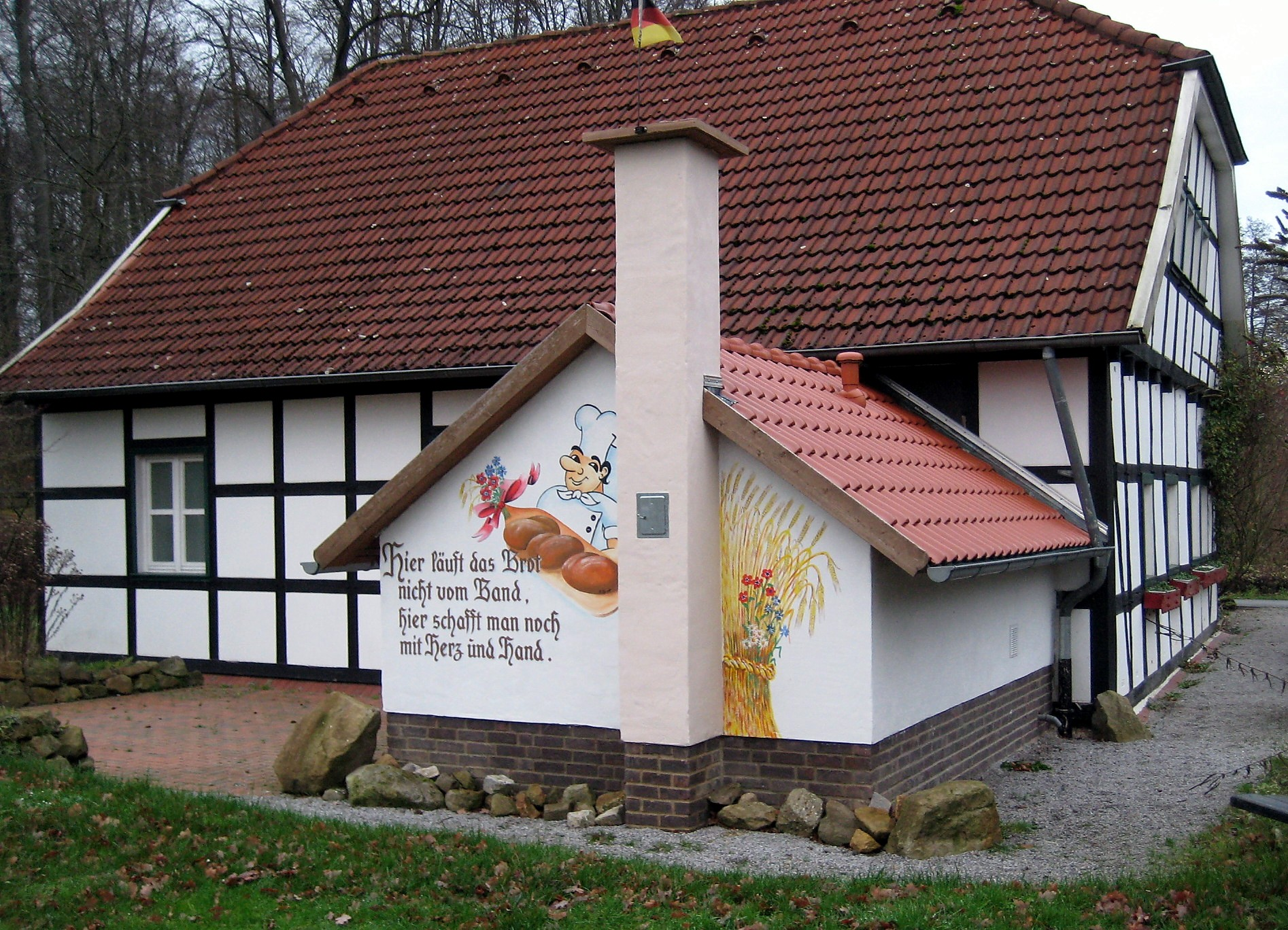
„Backhaus zur Wehme“ im Kurpark

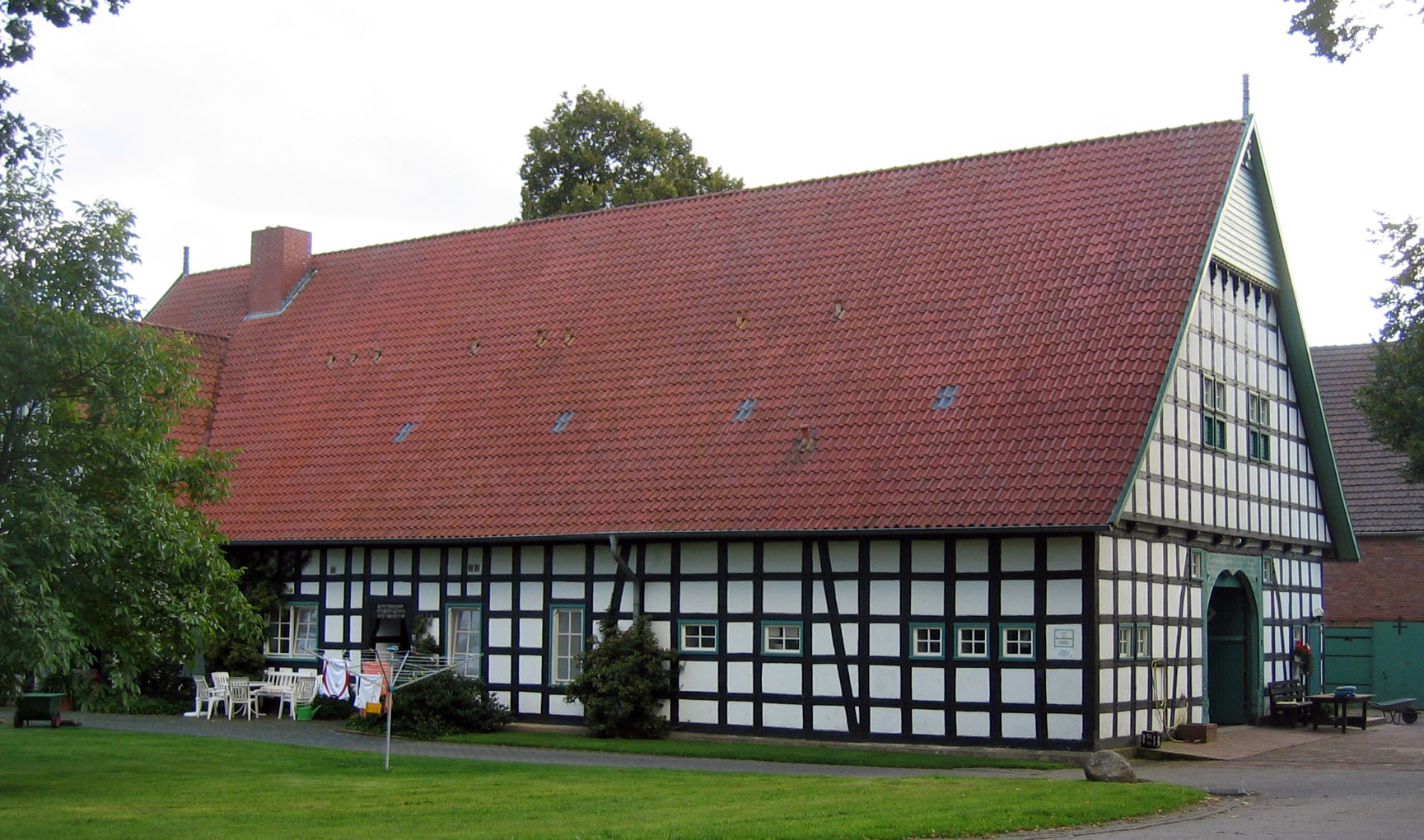
Hof Oberschulte
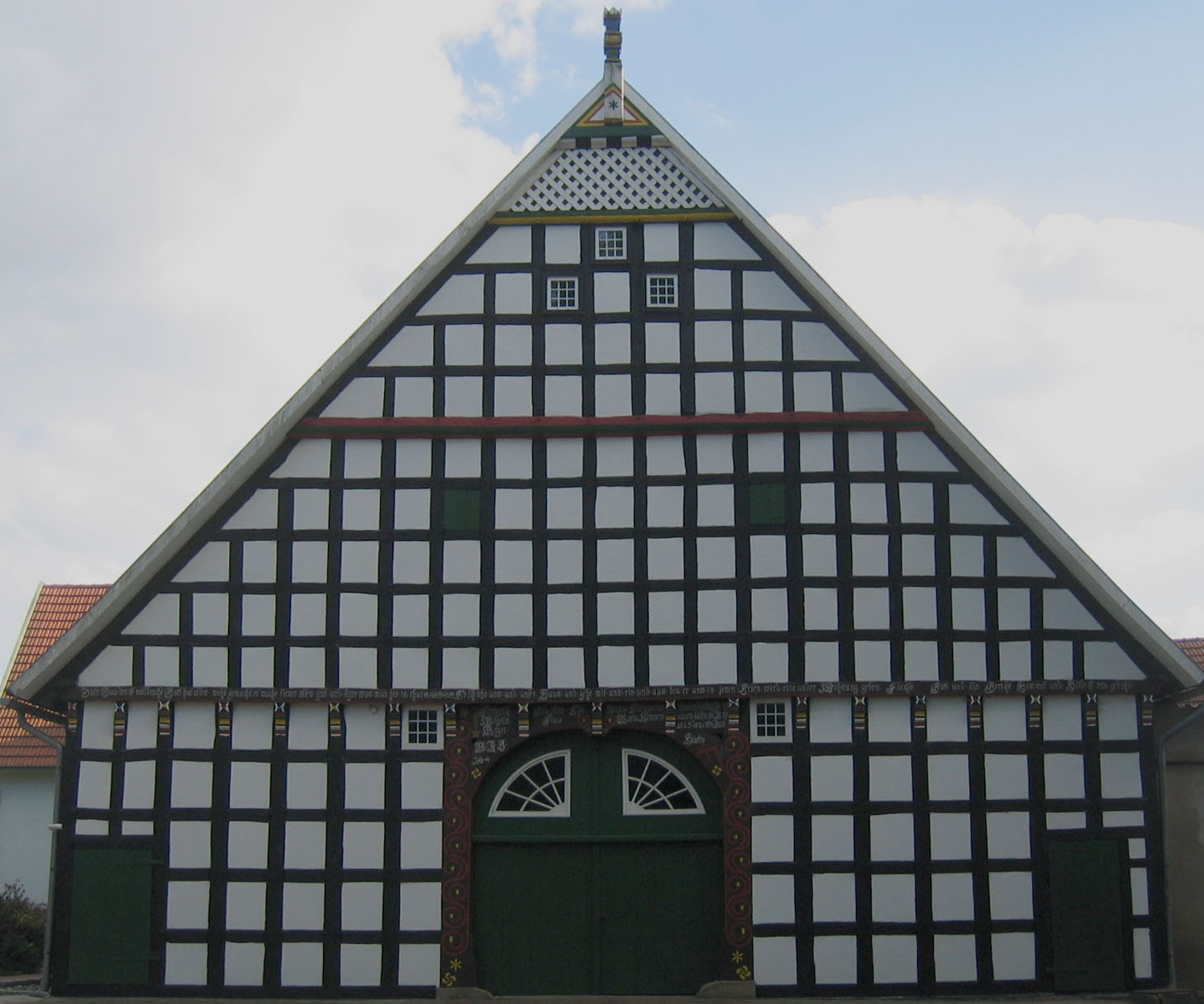
Vierständerhof in Bieren

### Parks

#### Mehrgenerationenpark
Mit 4,5 Hektar größter Park ist der Kurpark in den Ortsteilen Rödinghausen und Schwenningdorf, in dem bis 2008 alljährlich im Sommer die Kurparkbeleuchtung stattfand. Der Kurpark entstand in den 1960er Jahren, als sich die Gemeinde zum ersten Mal um den Titel Luftkurort bewarb, und wurde 1981 mit dem Bau des Konzertpavillons abgeschlossen, der aber 2025 wegen Baufälligkeit abgerissen wurde. Mittelpunkt ist der große Teich und die ihn überspannende Holzbogenbrücke. Im Kurpark wächst auch eine Rosensorte namens Rose Rödinghausen.

#### Gutspark Böckel
Der nur selten öffentlich zugängliche und denkmalgeschützte Park von Gut Böckel wurde Ende des 19. Jahrhunderts angelegt. Er ist von einer Gräfte umgeben und besteht aus einem geometrisch angelegten Teil und einem zwei Hektar großen Landschaftspark mit schönen alten Solitärbäumen. Der Garten wurde 1890 vom Gartenarchitekten Rudolph P. C. Jürgens gestaltet. Seit 2005 gehört der Park zum Europäischen Gartenerbe (European Garden Heritage Network). Im Sommer präsentieren internationale Künstler im Projekt Gartenlandschaft Ostwestfalen-Lippe ihre Kunst. Emilia Kabakovs Installation Meet the Angel ist im Park seit 2003 als Dauerausstellung zu sehen.

### Naturdenkmäler und Naturschutzgebiete

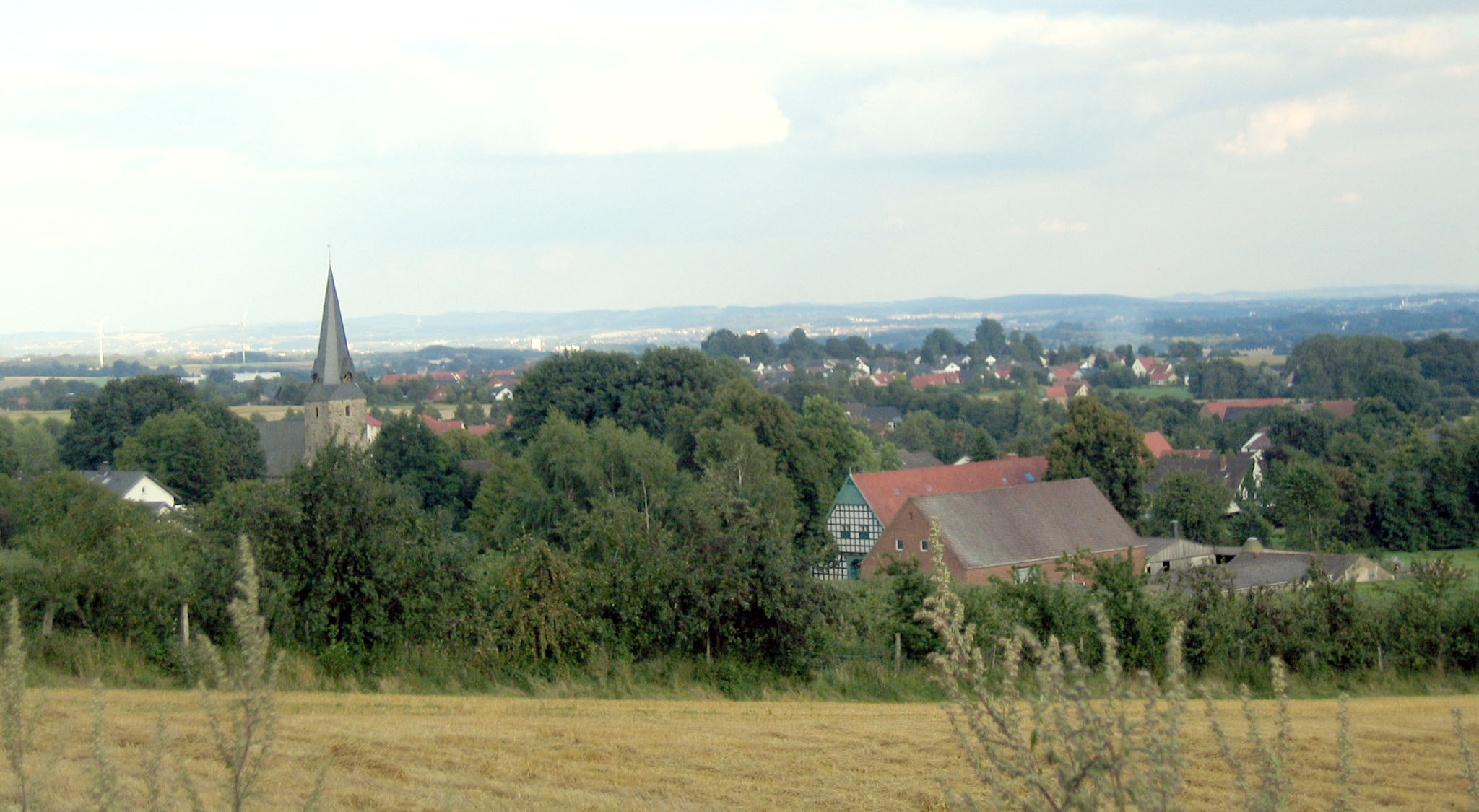
Blick über den Ortsteil Rödinghausen, von der Jugendherberge aus

Zur Rödinghauser Landschaft gehören zahlreiche jahrhundertealte und die Landschaft prägende Eichen und Linden. Herausragend ist die über 350 Jahre alte Bierener Kirchlinde mit ihrem Stammumfang von 7,75 Metern. Rödinghausens fünf Naturschutzgebiete sind das Kilverbachtal, in dem noch einige Exemplare des seltenen, farbenprächtigen Eisvogels leben, die Gehle, das Auebachtal und seine Nachbartäler Wehmerhorster Wiesental und Schierenbeke. Hinzu kommt ein Gebietsanteil am Habighorster Wiesental. Inklusive dieses Gebietsanteils stehen rund 191,73 ha, bzw. 5,29 % des Gemeindegebiets unter Schutz.

### Sport

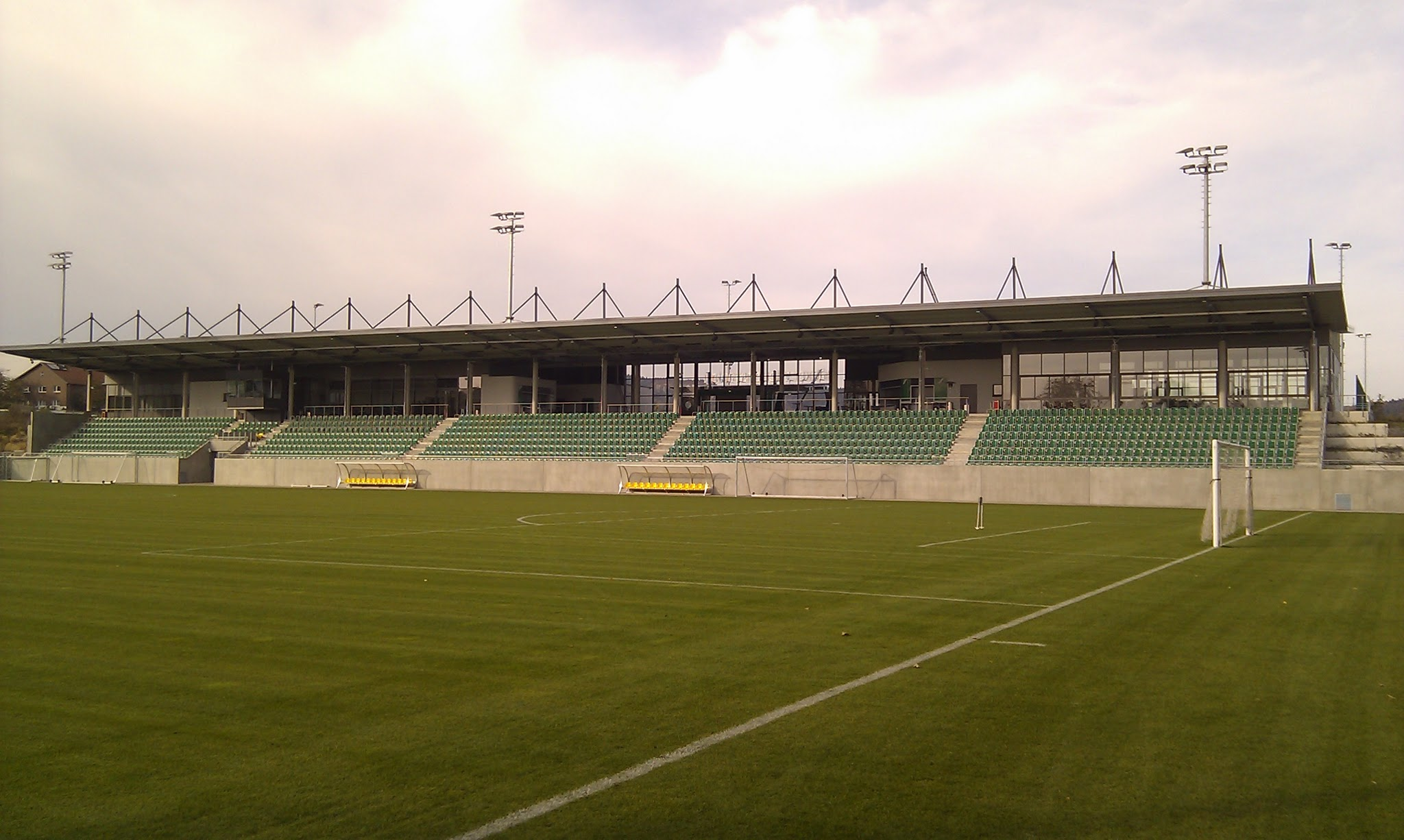
Häcker-Wiehenstadion

Bekanntester Sportverein ist der SV Rödinghausen, dessen erste Herren-Fußballmannschaft seit der Saison 2014/15 in der viertklassigen Regionalliga West spielt. Seine Heimspiele trägt der SV Rödinghausen meist im Häcker-Wiehenstadion aus. Das Stadion im Ortsteil Schwenningdorf wurde 2011 eröffnet und bietet auf seiner Haupttribüne 1500 überdachte Sitzplätze.
Weitere Sportvereine sind der Tischtennisclub TTC Rödinghausen, der Sportverein TuS Bruchmühlen, der Karate-Verein Asahi Rödinghausen, die Handball-Mannschaften des CVJM Rödinghausen und der Tennisclub TC Rödinghausen e. V. Die 1. Damen- und Herrenmannschaften des TC Rödinghausen spielen in der Sommer- und Winterserie in der Westfalenliga. Der TC Rödinghausen trägt seine Heimspiele in der Tennisanlage im Rödinghauser Kurpark und im Wiehenpark aus. Der Wiehenpark ist ein Sportzentrum mit Fitnessstudio, Sauna, Hallentennisplätzen, Squash-Plätzen und Gastronomie. Weitere Sportplätze neben dem Häcker-Wiehenstadion und dessen Kunstrasennebenplatz befinden sich in Bieren und an den Fichten in Ostkilver, der durch den TuS Bruchmühlen genutzt wird. Die Gemeinde unterhält ein Freibad (50-Meter-Becken, Wasserrutsche und Beach-Volleyball-Platz) im Ortsteil Bruchmühlen. Einzige größere Sporthalle ist die der Gesamtschule in Schwenningdorf mit außenliegendem Tartan-Sportplatz und Laufbahn. Im Ortsteil Bieren liegt das Gestüt Auenquelle, das mit seinen Pferdeweiden das Ortsbild von Bieren-Dono prägt und erfolgreich Galopprennpferde züchtet.

### Regelmäßige Veranstaltungen
- Literatur- und Musikfest Wege durch das Land auf Gut Böckel im Sommer
- Weihnachten im Stall, ein Weihnachtsmarkt auf Gut Böckel in der Weihnachtszeit
- Konzertreihe Russischer Sommer auf Gut Böckel
- Das Projekt Gartenlandschaft Ostwestfalen-Lippe mit Skulpturenausstellung auf Gut Böckel im Sommer
- Kilver Markt mit Fahrgeschäften, historischem Bauernmarkt und Ausstellungen zur historischen Landwirtschaft; findet jährlich in Westkilver am letzten Wochenende im August statt
- Während der Kurparkbeleuchtung Mitte August wird der Kurpark im Ortsteil Rödinghausen festlich illuminiert; die Veranstaltung endet alljährlich mit einem Feuerwerk
- Regelmäßig abgehaltenes Kulturfrühstück im Haus des Gastes mit Lesungen, Konzerten und Theateraufführungen

### Theater
Die Gemeinde besitzt kein ständiges Theater oder eine Theaterbühne. Die Theater-AG der Gesamtschule Rödinghausen führt gelegentlich Stücke in der Aula der Schule und beim Kulturfrühstück auf.

### Ränkhiuser Platt
In Rödinghausen wird Hochdeutsch gesprochen. Früher wurde jedoch, wie überall im Ravensberger Land, eine Abart des Westfälischen namens Ostwestfälisch oder Ravensberger Platt gesprochen. Rödinghausen heißt in Ravensberger Platt Ränghiusen. Um das Ravensberger Platt nicht in Vergessenheit geraten zu lassen, werden in Rödinghausen manchmal Gottesdienste auf Niederdeutsch abgehalten, Schüler der Gesamtschule lernen Plattdeutsch in einer Arbeitsgemeinschaft (AG), und im Rahmen des Kulturfrühstücks gibt es den Plattdeutschen Gesprächskreis, der 2007 mit der Veranstaltung 25 Joahre Ränkhiuser Platt – dat es doch woll wat! sein Jubiläum feierte. Ein Kleines plattdeutsches Wörterbuch von Rödinghausen und Umgebung dokumentiert das in Rödinghausen gesprochene Plattdeutsch (siehe Literaturhinweise). Ein umfangreiches Beispiel für die Mundart im Ravensberger Land ist beispielsweise der Text Der Bauernhof um 1870.

### Kulinarische Spezialitäten
Rödinghausen hat keine überregional bekannte Spezialität. Traditionell kocht Rödinghausen deftig westfälisch. Jedoch wird für die Wiehengebirgsorte Preußisch Oldendorf, Rödinghausen und Bad Essen der Kräuterlikör Wiehengebirgstropfen gebrannt, der wie der Steinhäger in einer 0,7-Liter-Steingutflasche angeboten wird. Außerdem gibt es eine Praline namens Nonnenstein.

## Wirtschaft und Infrastruktur

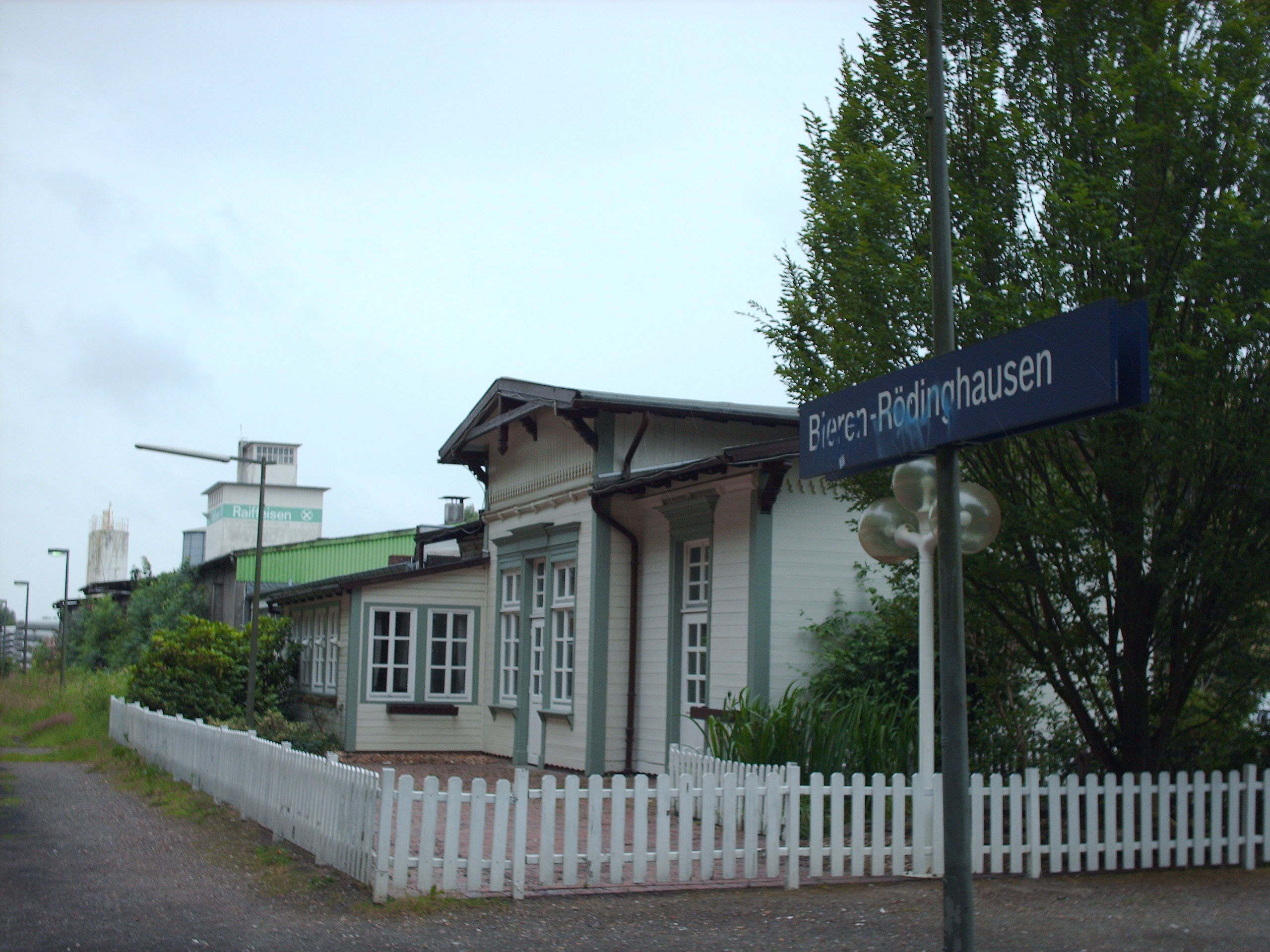
Alter Bahnsteig und Bahnhofsgebäude in Bieren

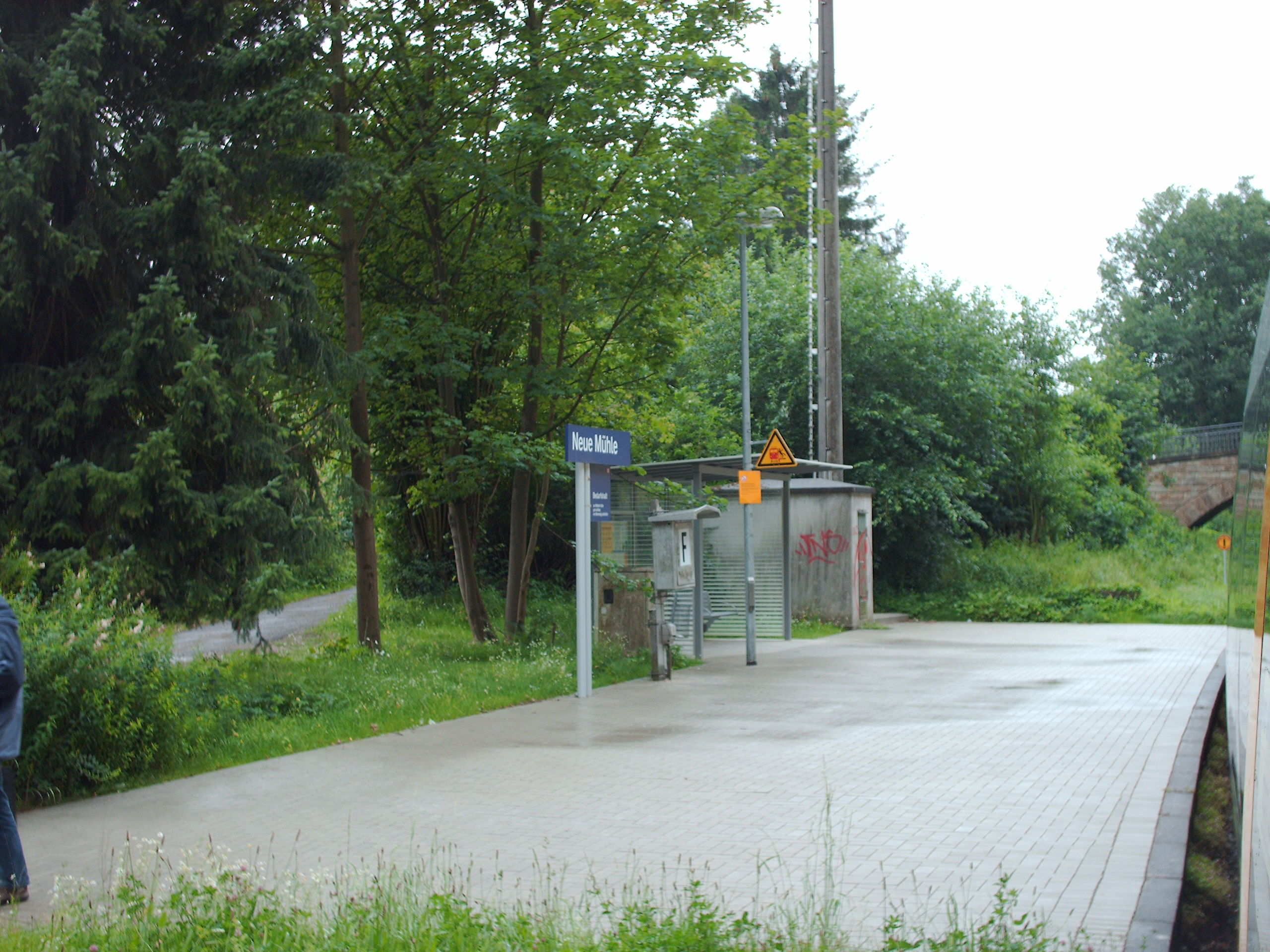
Haltepunkt Mesch Neue Mühle

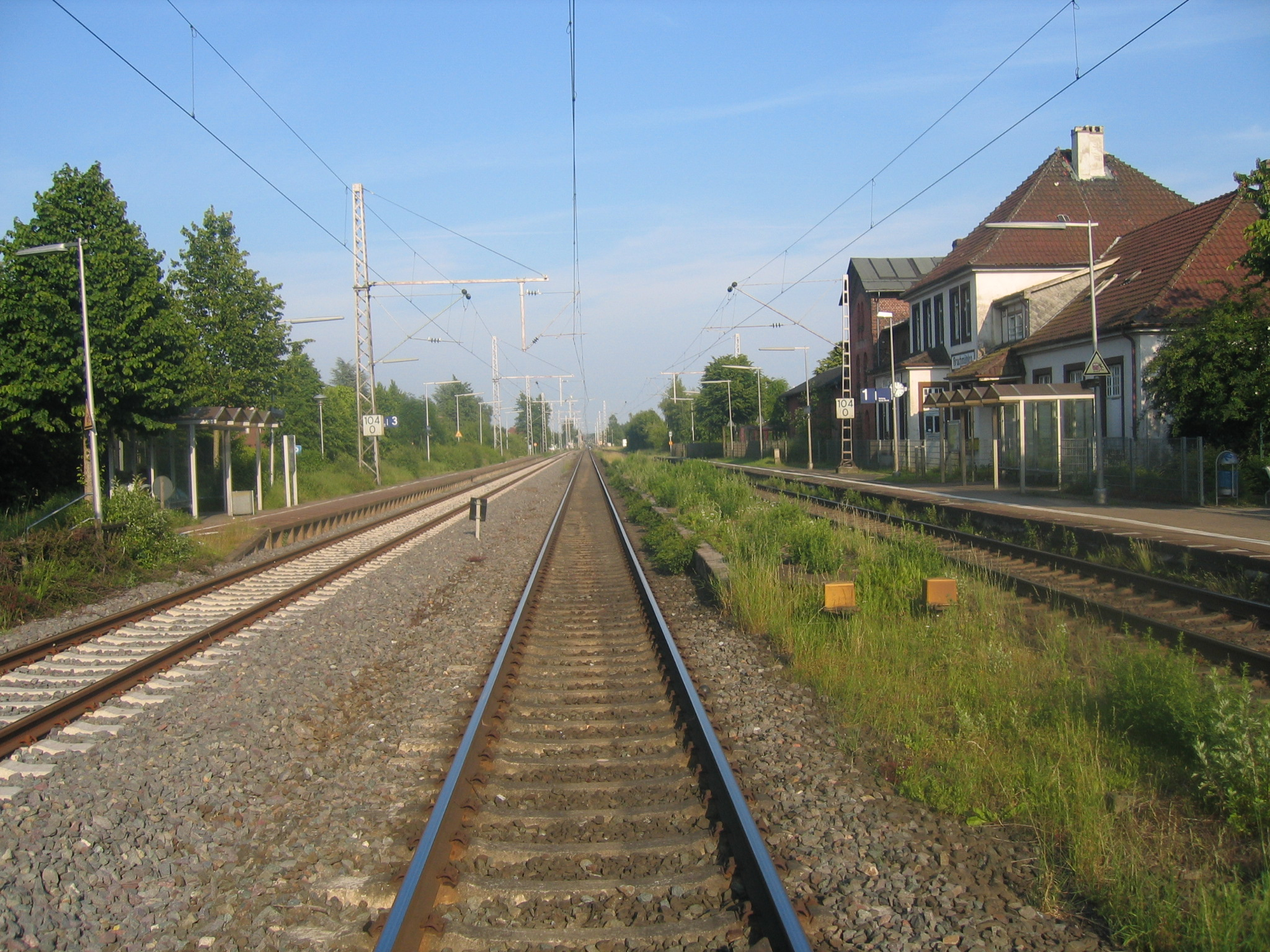
Bahnhof Bruchmühlen

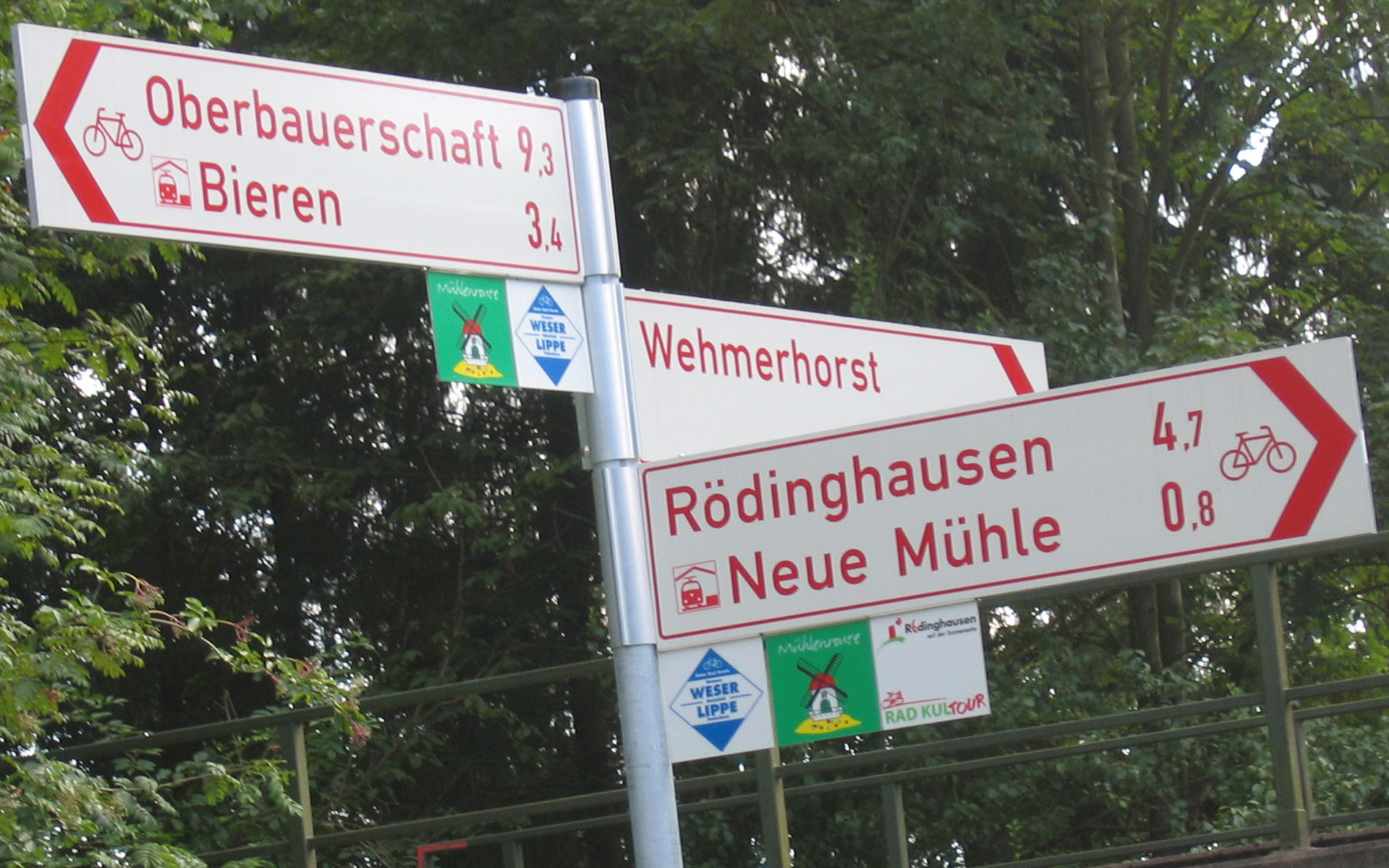
Radwegweiser

### Wirtschaftsdaten
Ende November 2006 betrug die Arbeitslosenquote in Rödinghausen 5,1 Prozent und war damit 2006 die niedrigste Arbeitslosenquote im Kreis Herford. Die Anzahl der sozialversicherungspflichtigen Arbeitsplätze (Vollzeitbeschäftigte) stieg von 1995 bis 2005 von 2254 auf 2435. Dadurch erzielte die Gemeinde im Jahr 2005 1236 Euro Steuereinnahmen pro Einwohner (dritthöchster Wert nach Steinhagen und Verl in Ostwestfalen-Lippe).
Dennoch war die Gemeinde Rödinghausen 2003 mit 1907 Euro pro Kopf verschuldet (zweithöchste Verschuldung im Kreis Herford). Die 4421 Haushalte Rödinghausens hatten eine im Vergleich zum übrigen Ostwestfalen relativ hohe Kaufkraft. Untersuchungen der GfK und IHK Bielefeld ergaben für 2007 eine Kaufkraft von 18.578 Euro pro Einwohner (2,9 Prozent über Durchschnitt aller OWL Gemeinden und Städte). Die Beschäftigten in Rödinghausen arbeiten vor allem im sekundären Sektor. Die folgende Tabelle zeigt die Aufteilung der Arbeitsplätze am 30. Juni 2005.
| Sektor | Primärer | Sekundärer | Tertiärer |
| ------ | -------- | ---------- | --------- |
| Anteil | 2,2 %    | 66,7 %     | 31,1 %    |

### Verkehr

#### Schienen- und Busverkehr
Die Haltepunkte Bieren-Rödinghausen und Mesch Neue Mühle liegen an der Bahnstrecke Bünde–Bassum, auf der im Stundentakt die RB 71 „Ravensberger Bahn“ Bielefeld–Herford–Bünde–Rahden verkehrt. Die Station Bieren-Rödinghausen wurde 2007 komplett renoviert und erhielt einen neuen Bahnsteig und Wartehäuschen nördlich des bisherigen Haltepunktes. Das alte Bahnhofsgebäude wird schon seit den 1980er Jahren nicht mehr für Bahnzwecke genutzt.
Außerdem liegt in unmittelbarer Nähe der Gemeindegrenze in der Stadt Melle im Landkreis Osnabrück in Niedersachsen der Bahnhof Bruchmühlen an der Bahnstrecke Löhne–Rheine, auf der im Stundentakt die RB 61 Wiehengebirgs-Bahn Hengelo–Bad Bentheim–Rheine–Osnabrück–Bünde–Herford–Bielefeld verkehrt. In Bruchmühlen halten auch die Meller Stadtbusse der Verkehrsgemeinschaft Osnabrück.
Durchgeführt wird der Schienenpersonennahverkehr auf der Ravensberger Bahn von der Eurobahn, die hier Diesel-Triebwagen vom Typ Bombardier Talent einsetzt. Die Wiehengebirgs-Bahn wird ebenfalls von der Eurobahn, allerdings mit Elektro-Triebwagen vom Typ Stadler Flirt, befahren.
Im Straßenpersonennahverkehr verkehren zwei Buslinien, die auch die einzelnen Ortsteile miteinander verbinden:
- Linie 542/543 über Bieren und Muckum nach Bünde
- Linie 571 über Bruchmühlen und Ahle oder Holsen nach Bünde

In der Regel (außer morgens und zur Schulzeit) verkehren diese als Taxibusse.
Rödinghausen gehört dem Westfalentarif an. Der auf niedersächsischem Gebiet liegende Bahnhof Bruchmühlen ist nicht in den Verbund einbezogen. Es gelten im Bahnverkehr der Niedersachsentarif und die Pauschaltickets des NRW-Tarifs. In den Bussen werden je nach Richtung die Tickets der Tarifgemeinschaft Osnabrück (VOS) bzw. des Westfalentarifs ausgegeben.

#### Straße
Rödinghausen ist über die Landesstraße 557, die auch Hansastraße heißt, an die A 30 Amsterdam–Bad Bentheim–Rheine–Osnabrück–Bünde–Bad Oeynhausen an das Fernstraßennetz angebunden.
Die L 557 führt von Stemwede über Preußisch Oldendorf, Bünde und Enger nach Bielefeld durch einen Einschnitt im Wiehengebirge im Ortsteil Schwenningdorf.
Außerdem führen die Bünder Straße (L 876) und die Osnabrücker Straße (L 546), die beide die Gemeinde von Ost nach West durchqueren und Rödinghausen mit dem Mittelzentrum Bünde im Osten und der niedersächsischen Stadt Melle im Westen verbinden, durch Rödinghausen.

### Ansässige Unternehmen

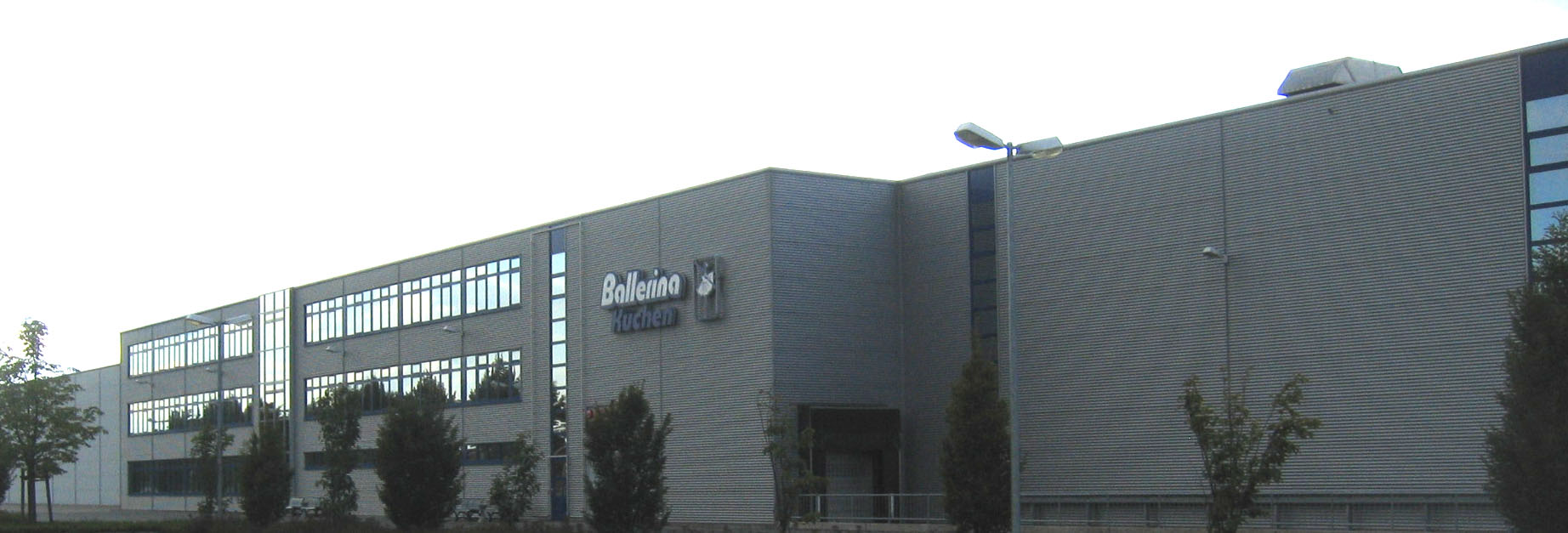
Werk Ballerina-Küchen

Die größten ansässigen Unternehmen sind in der Möbelbranche tätig. Zu nennen sind vor allem die Küchenhersteller Häcker in Bieren mit >1500 Mitarbeitern und Ballerina (250 Mitarbeiter) in Bruchmühlen. Weiterhin finden sich Unternehmen aller Branchen. Viele Rödinghauser sind Pendler und arbeiten zum Beispiel in Bünde oder Lübbecke. Im Jahr 2002 pendelten 2.952 Rödinghauser zum Arbeiten in andere Kommunen. Im Gegenzug pendelten nur 1.659 Beschäftigte nach Rödinghausen.

### Tourismus

Rödinghausen - Auf der Sonnenseite

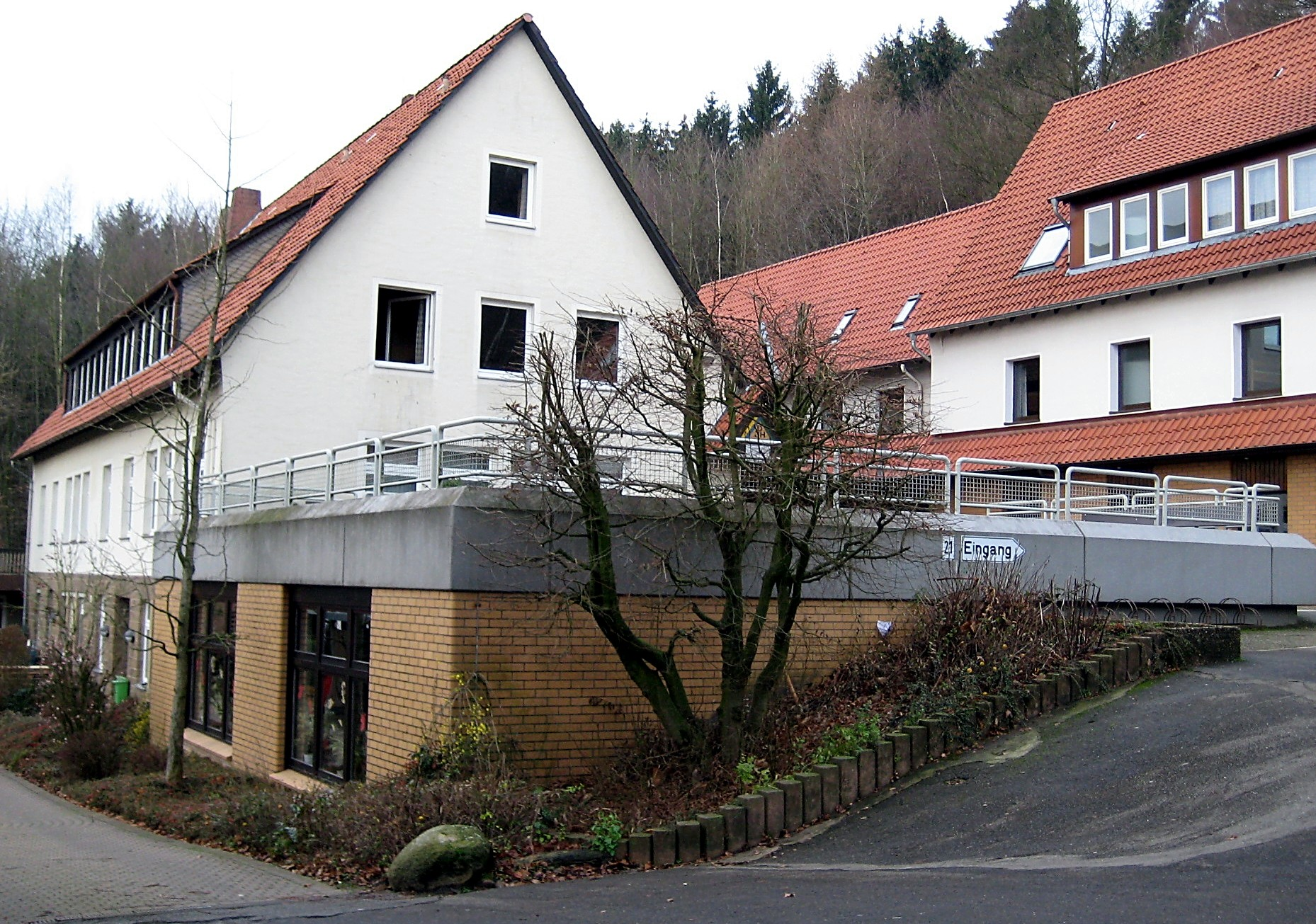
Jugendherberge

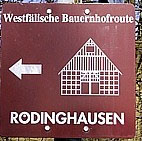

Rödinghausen ist seit 1980 Luftkurort und wegen seiner Lage im Naturpark Nördlicher Teutoburger Wald-Wiehengebirge beliebter Urlaubsort mit zahlreichen Pensionen und Hotels. Im Ortsteil Rödinghausen liegt die Jugendherberge Rödinghausen. Die Gemeinde verzeichnete 2015 28.390 Übernachtungen (- 26,7 Prozent zum Vorjahreszeitraum). Die Gemeinde liegt reizvoll am Südrand des Wiehengebirges und wirbt deshalb mit dem Slogan „Rödinghausen – an der Sonnenseite des Wiehengebirges“ oder kurz „Rödinghausen – Auf der Sonnenseite“. Die Touristeninformation befindet sich im Haus des Gastes, in dem auch zahlreiche Konzerte und andere Veranstaltungen abgehalten werden. Auf den 25,5 Kilometern der Radkulturroute können Touristen die schönsten Landschaften und insgesamt 38 Sehenswürdigkeiten der Gemeinde entdecken. Durch die Gemeinde führt außerdem der Fahrradweg Wellness Route Teutoburger Wald, die Radroute HF5, die BahnRadRoute Weser-Lippe, die Westfälische Bauernhofroute und die Fernradroute Else-Werre-Radweg. Auf dem Waldlehrpfad Rödinghausen mit 100 Tafeln und auf 5,5 Kilometer Länge können Wanderer die Tier- und Pflanzenwelt des Wiehengebirges erkunden.

### Medien

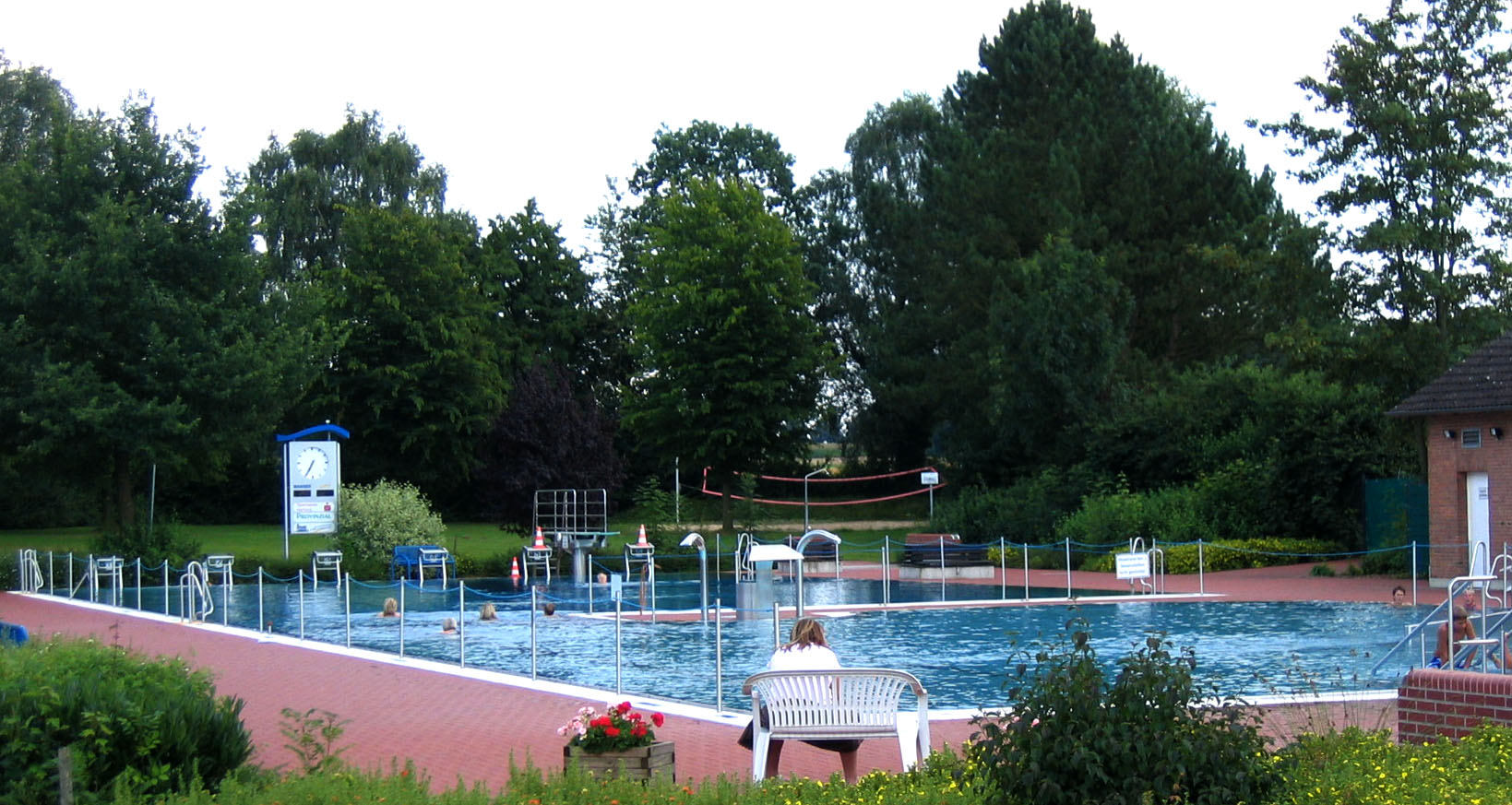
Freibad

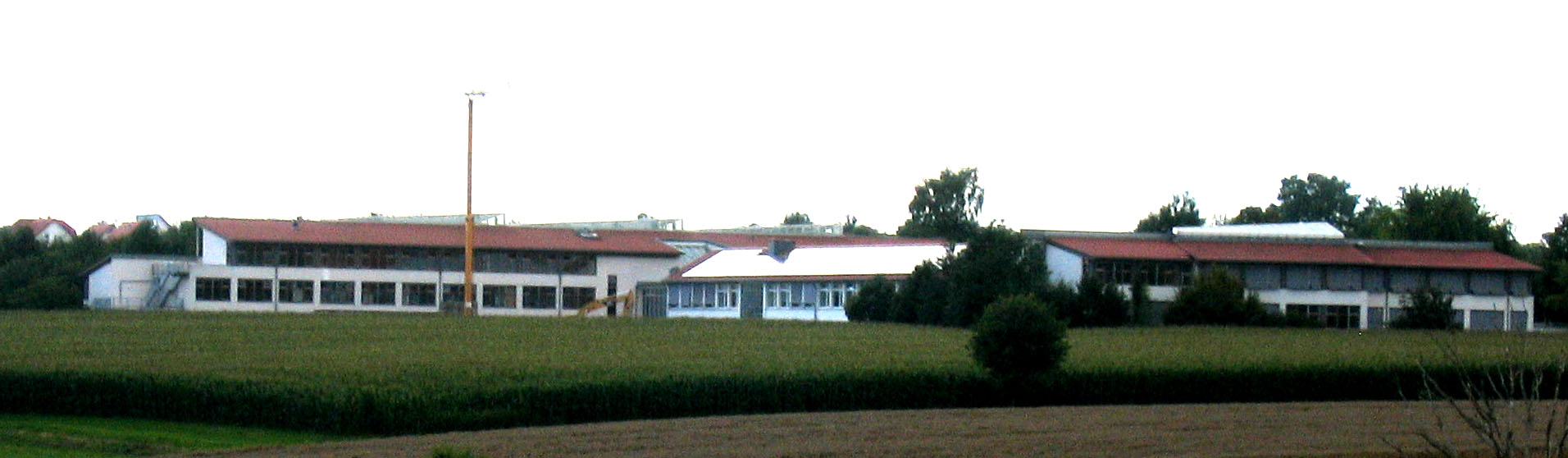
Gesamtschule in Schwenningdorf

Als Tageszeitungen erscheinen die Neue Westfälische und das Westfalen-Blatt mit Lokalteil für Rödinghausen. Das Lokalradio Radio Herford ist auf 94,9 MHz zu empfangen.

### Öffentliche Einrichtungen
In der Gesamtschule Rödinghausen hat die Gemeinde eine öffentliche Bibliothek eingerichtet. Öffentliche Veranstaltungen werden oft im Haus des Gastes abgehalten. Weitere öffentliche Einrichtungen sind das Freibad und die Jugendherberge, die allerdings vom Kreis Herford getragen wird. Die Freiwillige Feuerwehr Rödinghausen mit Löschgruppen in mehreren Ortsteilen besteht nur aus ehrenamtlichen Feuerwehrleuten.

### Bildung
In Rödinghausen gibt es zwei Grundschulen in Schwenningdorf und Bruchmühlen. Die Gesamtschule Rödinghausen (850 Schüler) mit den Sekundarstufen I und II im Ortsteil Schwenningdorf ist seit 1991 die einzige weiterführende Schule der Gemeinde. Sie ist Nachfolger der Hauptschule an gleichem Standort. Etwa 30 % der Grundschüler der Gemeinde besuchen weiterführende Schulen außerhalb der Gemeinde, vor allem im nahen Bünde. Außerdem werden in Rödinghausen Veranstaltungen der Volkshochschule Herford angeboten.

## Persönlichkeiten

### Ehrenbürger
Der Unternehmer und Mäzen Horst Finkemeier wurde 2020 zum Ehrenbürger ernannt.

### Söhne und Töchter der Gemeinde
In Rödinghausen wurden geboren:
- Hedwig von Korff zu Waghorst (1697–1767), Stiftsdame im Kloster Quernheim
- Ernst Wilhelm Georg Heinrich von Korff zu Waghorst (1792–1860), preußischer Regierungsbeamter
- Johann Stohlmann (1801–1879), Mitglied der Frankfurter Nationalversammlung
- Hertha Koenig (1884–1976), Schriftstellerin und Kunstsammlerin
- Elisabeth Coester (1900–1941), Glasmalerin und Paramentikerin
- Otto Coester (1902–1990), Professor für freie Grafik an der Kunstakademie Düsseldorf
- Erwin Möller (1924–2005), Lehrer, Sprachwissenschaftler und Instrumentenbauer
- Ingo Nentwig (1960–2016), Sinologe und Ethnologe
- Iris Nentwig-Gesemann (* 1964), Erziehungswissenschaftlerin und Hochschullehrerin

### Weitere Persönlichkeiten
In Rödinghausen gelebt und gewirkt haben außerdem:
- Die Gutsherren der Rödinghauser Güter waren u. a. die Geschlechter Vincke, die Voss, die Vinckes und die von dem Bussche.
- Der Soldatenkönig Friedrich Wilhelm I. von Preußen nahm Quartier in Haus Kilver.
- Der Theologe und Historiker Johann Gottfried Hoche (1762–1836) war von 1799 bis 1800 Prediger in Rödinghausen.
- Der spätere Reichsbischof der Deutschen Evangelischen Kirche, Ludwig Müller (1883–1945), war von 1908 bis 1914 Gemeindepfarrer in Rödinghausen.
- Der Lyriker Rainer Maria Rilke (1875–1926) verlebte den Sommer 1917 auf Gut Böckel.
- Der Weihbischof Matthias König (* 1959) des Erzbistums Paderborn war Pastor in Rödinghausen/Holsen.
- Die Sängerin C. C. Catch (* 1964) lebte einige Jahre im Ortsteil Schwenningdorf.
- Der Autor Karl Röttger (1877–1942) war Lehrer in Schwenningdorf.
- Der Landwirt und Pflanzenzüchter Carl-Heinrich Roemer (1903–2000) verstarb in Rödinghausen.
- Der Unternehmer Gustav Delius (1794–1872) war Besitzer des Gutes Böckel und starb dort. Sein Sohn Hermann Delius erbte das Gut.
- Der Unternehmer Leopold Koenig (1821–1903) kaufte Gut Böckel und vermachte es seinem Sohn Carl Koenig

## Sonstiges
- Nach Rödinghausen ist eine für das Gemeindejubiläum gezüchtete Rosensorte benannt, die im Kurpark wächst.